# Schule am Meer

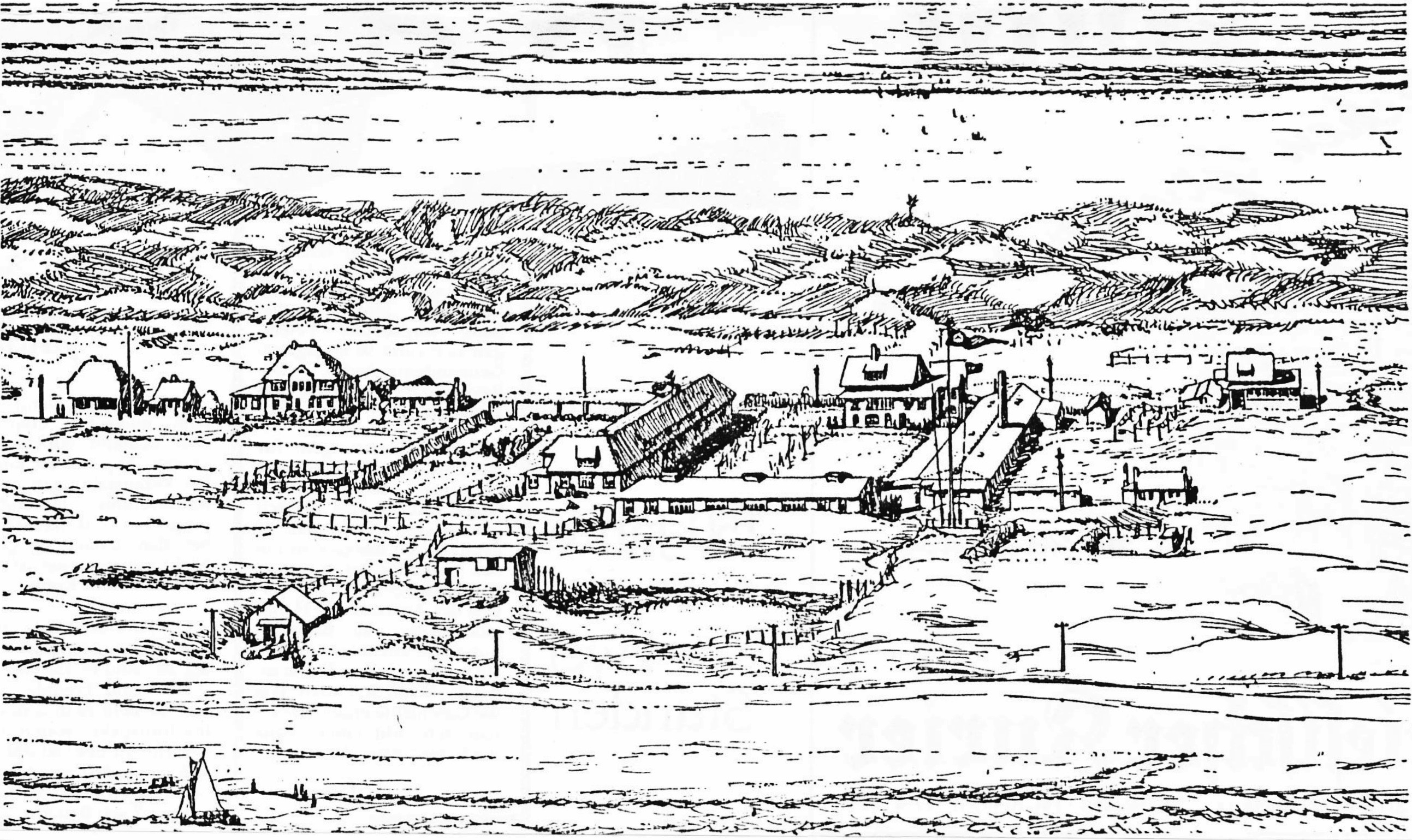
Gezeichnete Gesamtansicht des Landerziehungsheims Schule am Meer im Loog auf Juist aus dem Sommer 1928, Vogelperspektive aus dem Wattenmeer in nördliche Richtung

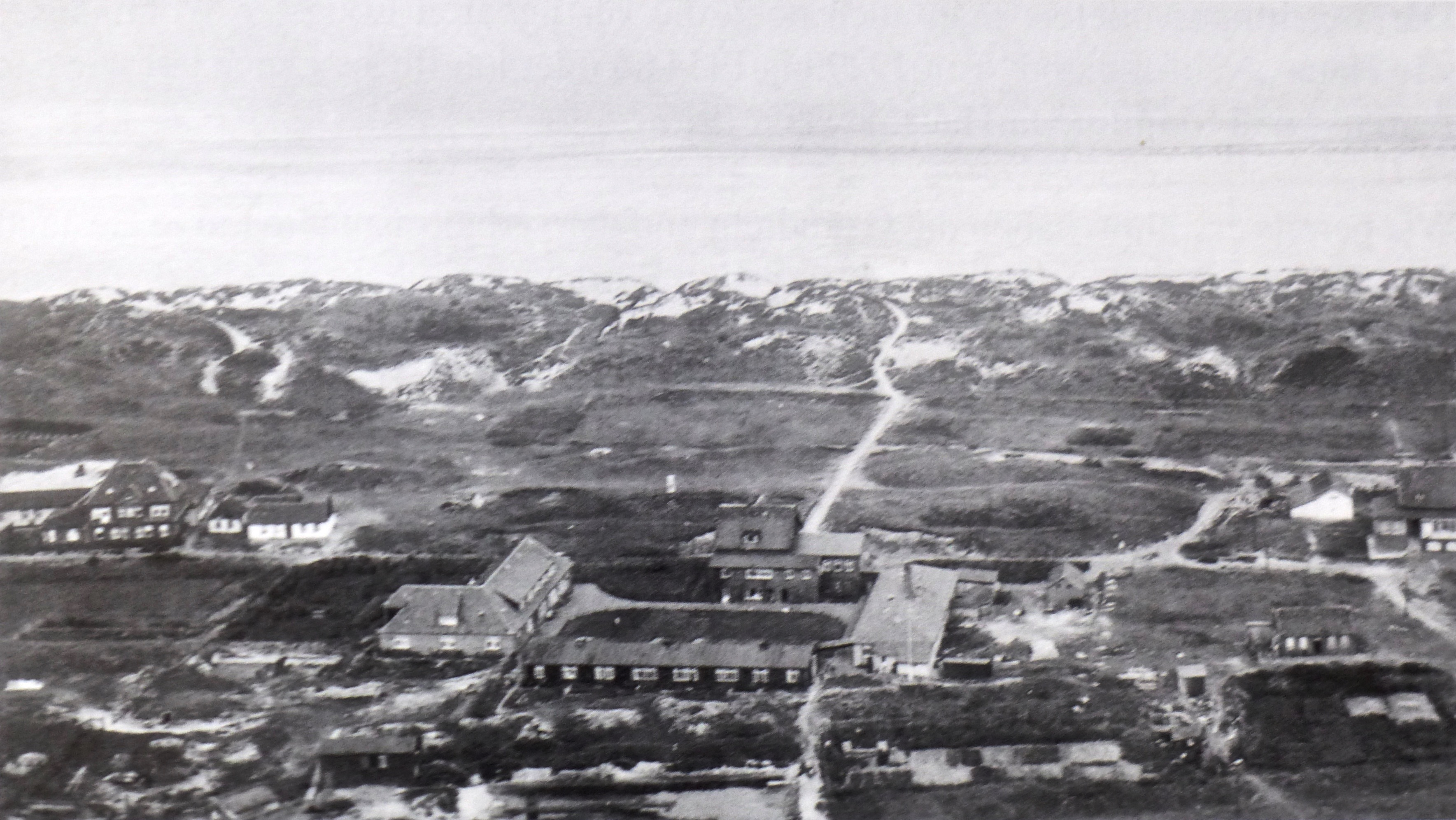
Luftaufnahme der Schule am Meer im Loog auf Juist, 1929

Die Schule am Meer, englisch School by the Sea, hebräisch בית ספר ליד הים, auch als S.a.M. bzw. SaM bezeichnet, war ein privates, ganzheitlich orientiertes und als Internat geführtes reformpädagogisches Landerziehungsheim auf der ostfriesischen Insel Juist im Freistaat Preußen.
Sie gilt als erste reguläre deutsche Freiluftschule, die bis zum Reifezeugnis führte, und wurde daher von Eltern teils auch für gesundheitlich beeinträchtigte Kinder und Jugendliche ausgewählt. Sie war die einzige deutsche Schule, die eine eigene freistehende Theaterhalle errichtete, die auch der Ausbildung von Laienspiel-Pädagogen für ganz Deutschland dienen sollte. Im Gegensatz zu den meisten staatlichen Schulen legte sie einen besonderen Schwerpunkt auf eine musische, physische und handwerkliche Ausbildung ihrer Schüler, betrachtete wissenschaftliche, künstlerische und sportliche Fächer als gleichwertig. Sie wollte ihren Schülern ein angeleitetes Eigenleben ermöglichen, betrachtete die Jugendphase als Wert und eigenständigen Typus.
Das Internat bestand von Anfang Mai 1925 bis Ende März 1934 und erarbeitete sich rasch einen überregionalen Ruf. Es wurde vor dem Hintergrund der NS-„Gleichschaltung“ und des staatlichen Antisemitismus geschlossen.

## Gründungsphase

### Vorgeschichte
Erstmals Mitte Oktober 1922 und am 28. Oktober 1924 trafen sich Vertreter mehrerer Reformschulen unter der Leitung von Alfred Andreesen, dem Leiter der Stiftung Deutsche Landerziehungsheime, bei Heppenheim (Bergstraße) in der Odenwaldschule. Ziel war es, sich zu einem organisatorischen Verbund zusammenzuschließen und das Erbe von Hermann Lietz, dem Begründer der Landerziehungsheime in Deutschland, zu bewahren. Dabei ging es hauptsächlich um pädagogisch-konzeptionelle Parallelen und Ähnlichkeiten dieser Schulen, weniger um ökonomische oder verwaltungsrechtliche Aspekte. Der Verbund, die in Ober-Hambach gegründete Vereinigung der Freien Schulen – Landerziehungsheime und Freie Schulgemeinden – in Deutschland, hatte bis in den NS-Staat hinein Bestand. An den Treffen nahmen mit Martin Luserke und Rudolf Aeschlimann auch Vertreter der 1924 noch vor der Gründung befindlichen Schule am Meer teil. Sie bekundeten Interesse an einer späteren Mitarbeit in der Vereinigung.
Martin Luserke verließ im Jahr 1925 mit gleichgesinnten Kollegen die Freie Schulgemeinde in Wickersdorf bei Saalfeld im Thüringer Wald, in der er seit 1906 als Lehrer und auch als Schulleiter tätig gewesen war. Um die Verhältnisse in der Wickersdorfer Freien Schulgemeinde nicht zu destabilisieren, hatte Luserke im Februar 1924 vertraulich zunächst Rudolf Aeschlimann in seine Pläne, eine neue Reformschule zu gründen, eingeweiht. In den folgenden Wochen informierte er auch die anderen Mitglieder der späteren Sezession. Vor der Schulgründung sollten zunächst programmatische Schriften veröffentlicht werden, um dem Projekt einen fundierten Hintergrund zu geben.
Für die Neugründung einer Schule, die von der Sexta (VI) bis zum Abschluss (Reifezeugnis) der Oberprima (OI) führen sollte, setzte Luserke auf ein selbst erarbeitetes Konzept. Dieses kombinierte Elemente
- der Landschulheimbewegung von Hermann Lietz,
- der Kunsterziehungsbewegung von Alfred Lichtwark,[10][11]
- der Jugendmusikbewegung,
- der Lebensreformbewegung nach Karl Wilhelm Diefenbach,
- der Anthroposophie von Rudolf Steiner[12][13] und
- der heutigen Erlebnispädagogik.[14][15][16]

Die Insel Juist wurde allgemein als geeignet für das Schulprojekt angesehen.

### Außendarstellung

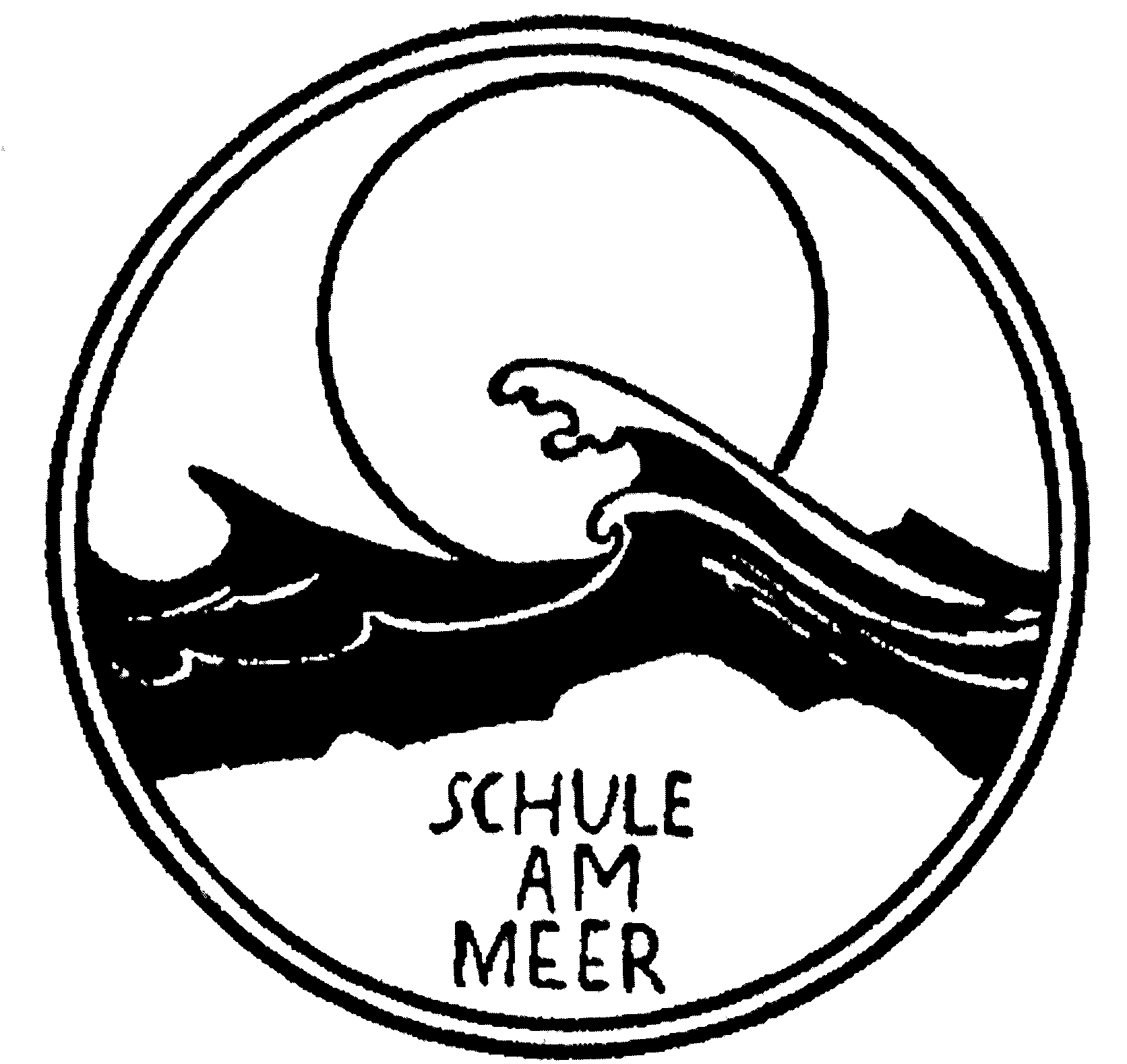
Bildmarke der Schule am Meer

Die Bezeichnung Schule am Meer war primär ein Mittel des Marketing. Mit den geeigneten Schlagworten wurde mit Zeitungsannoncen sowohl in Deutschland als auch in den USA um Schüler geworben.
Bei der Printwerbung verwendete man graphische Elemente des Jugendstils, wie beispielsweise im Logo und dem Schriftzug der Schule, die im Laufe der Zeit in unterschiedlichen Varianten ausgeführt wurden. Ab Juli 1929 wurden die Blätter der Außengemeinde der Schule am Meer Juist publiziert.

## Realisation

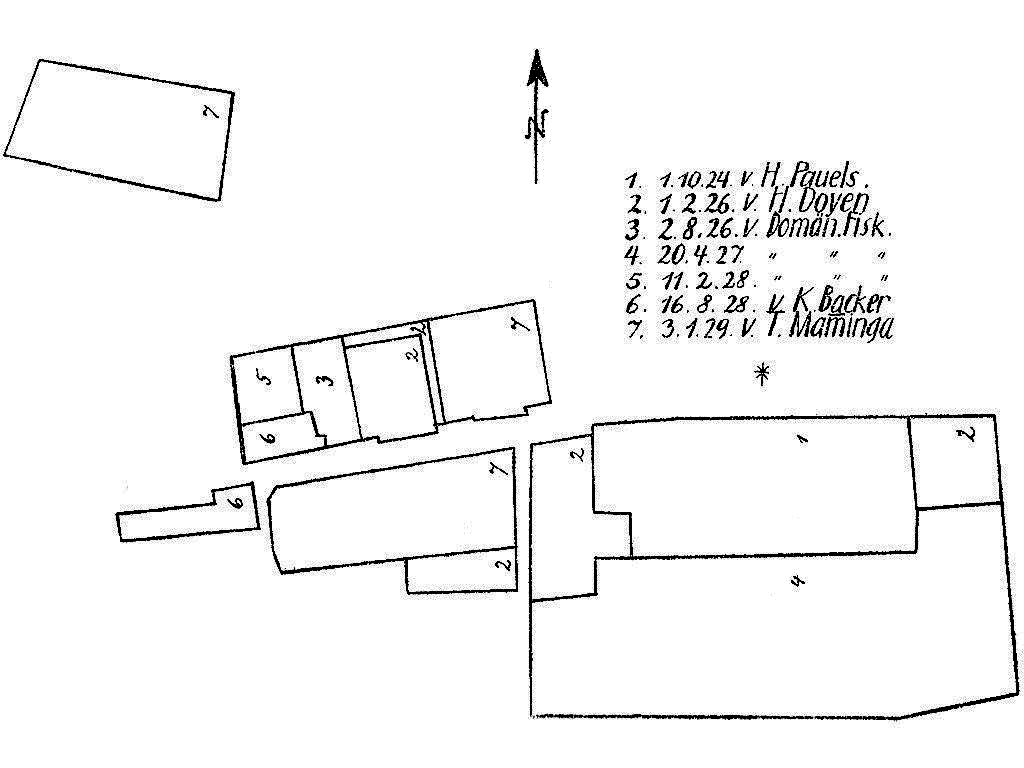
Grundstückserwerb (chronologisch) für das Areal der Schule am Meer, 1929

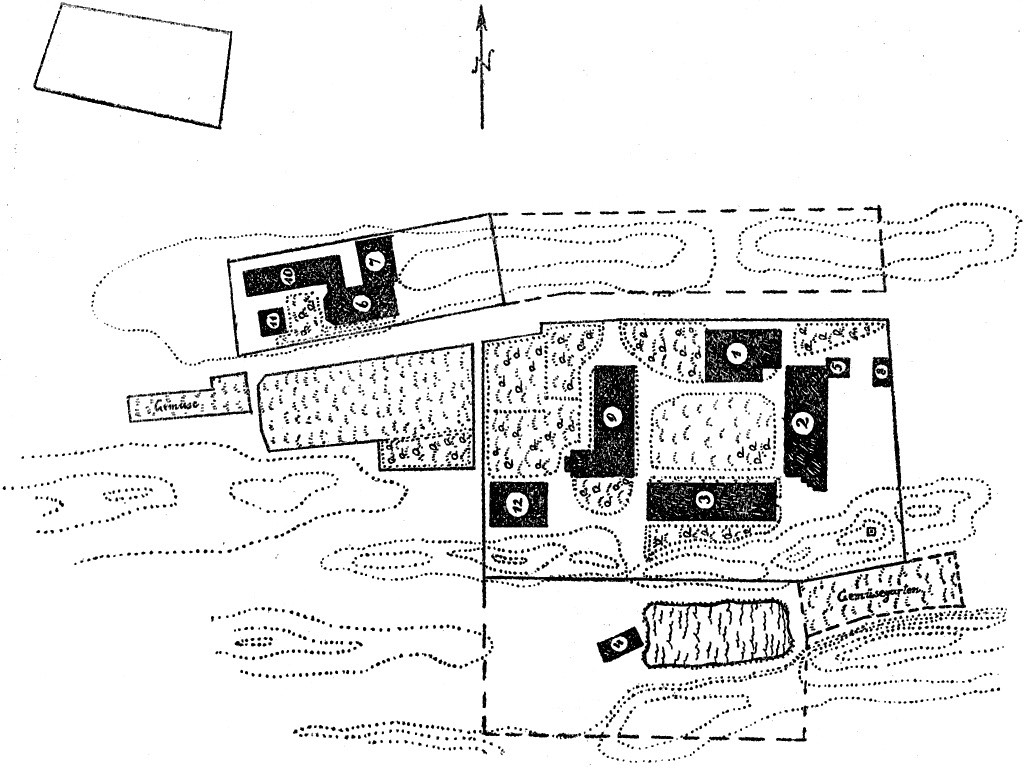
Situationsplan des Areals der Schule am Meer, 1928

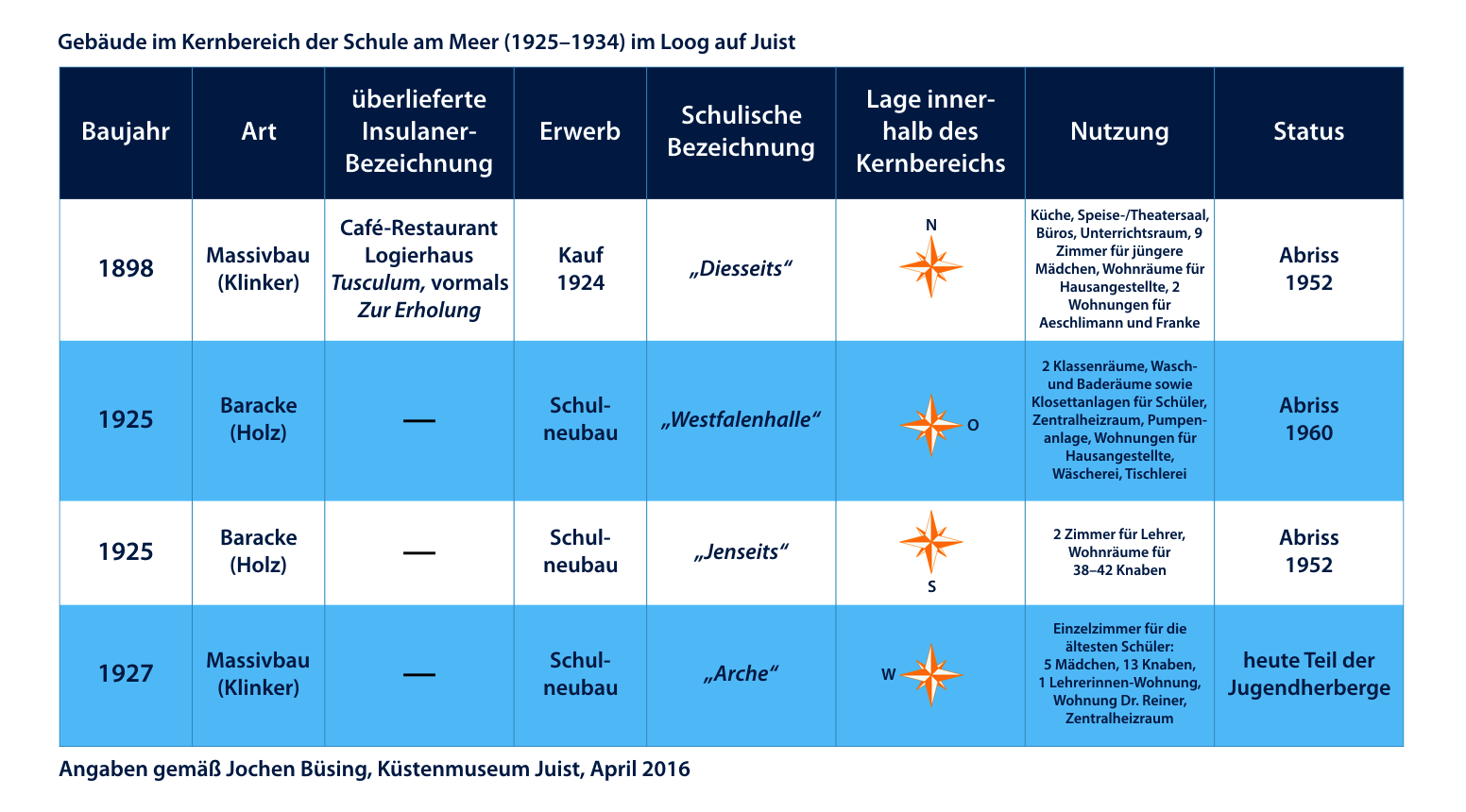
S.a.M.-Gebäude innerhalb des Kernbereiches inkl. früherer und heutiger Nutzung

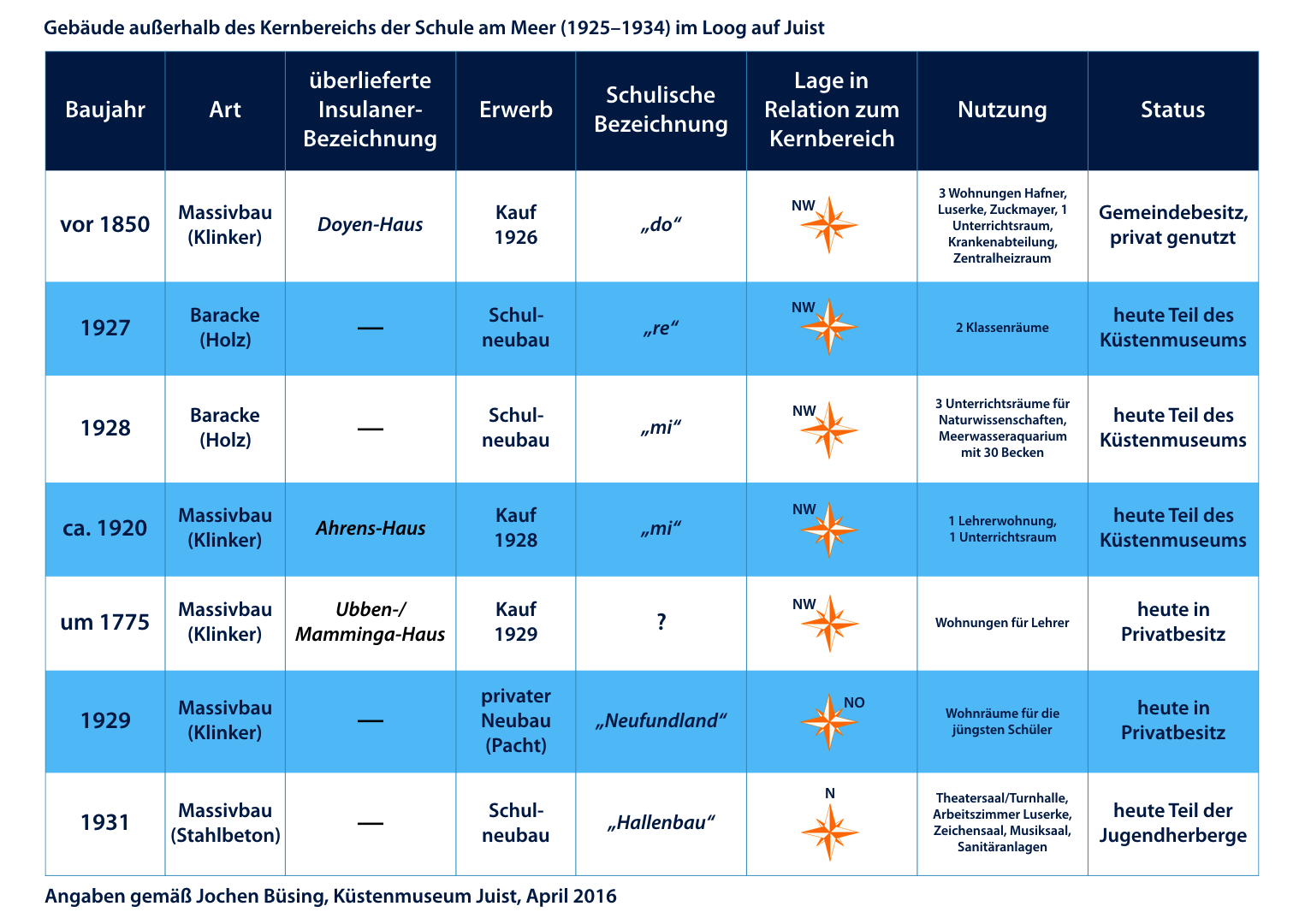
S.a.M.-Gebäude außerhalb des Kernbereiches inkl. früherer und heutiger Nutzung

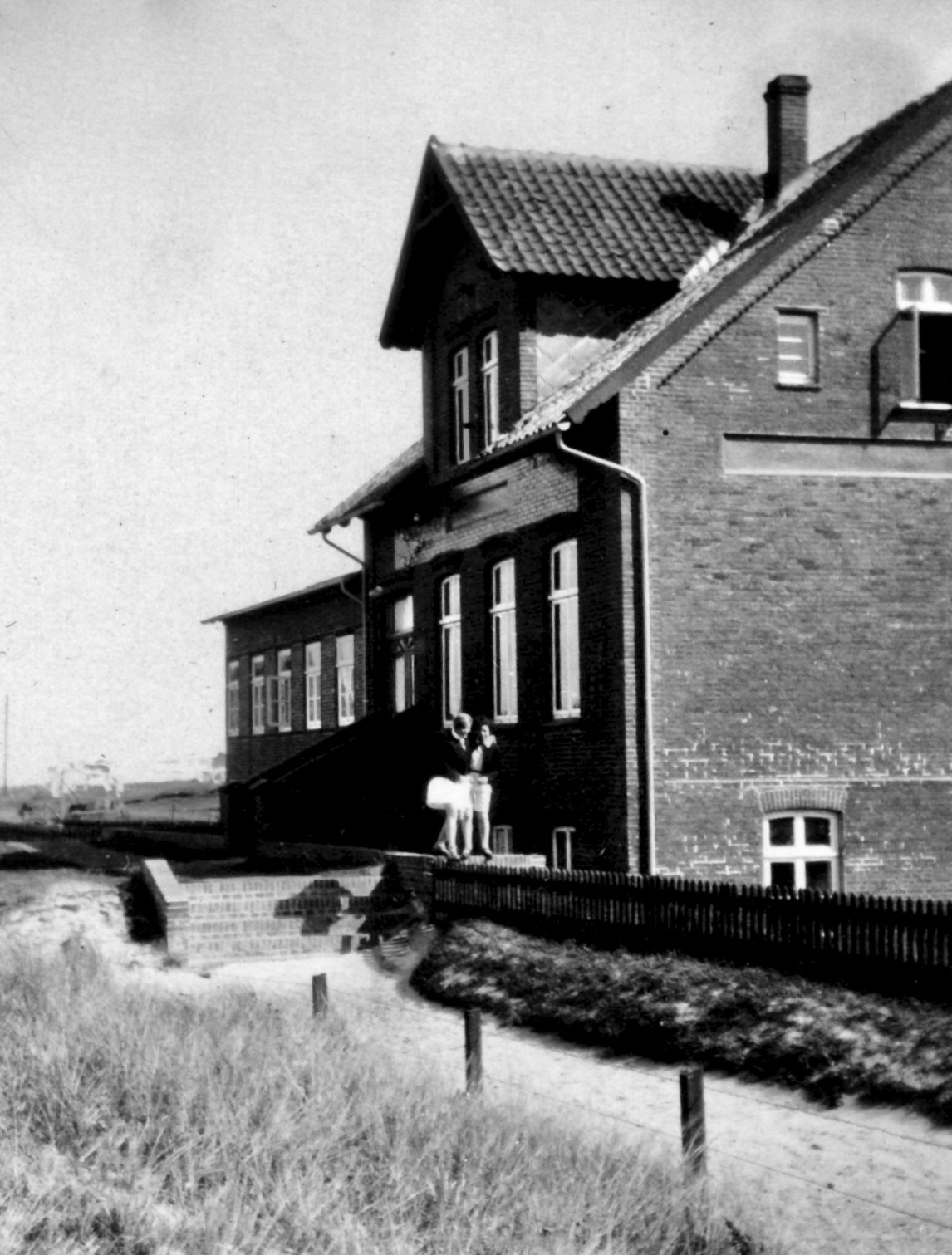
Hauptgebäude Diesseits mit östlichem Anbau des Speise-/Proben- und Aufführungssaals, um 1929

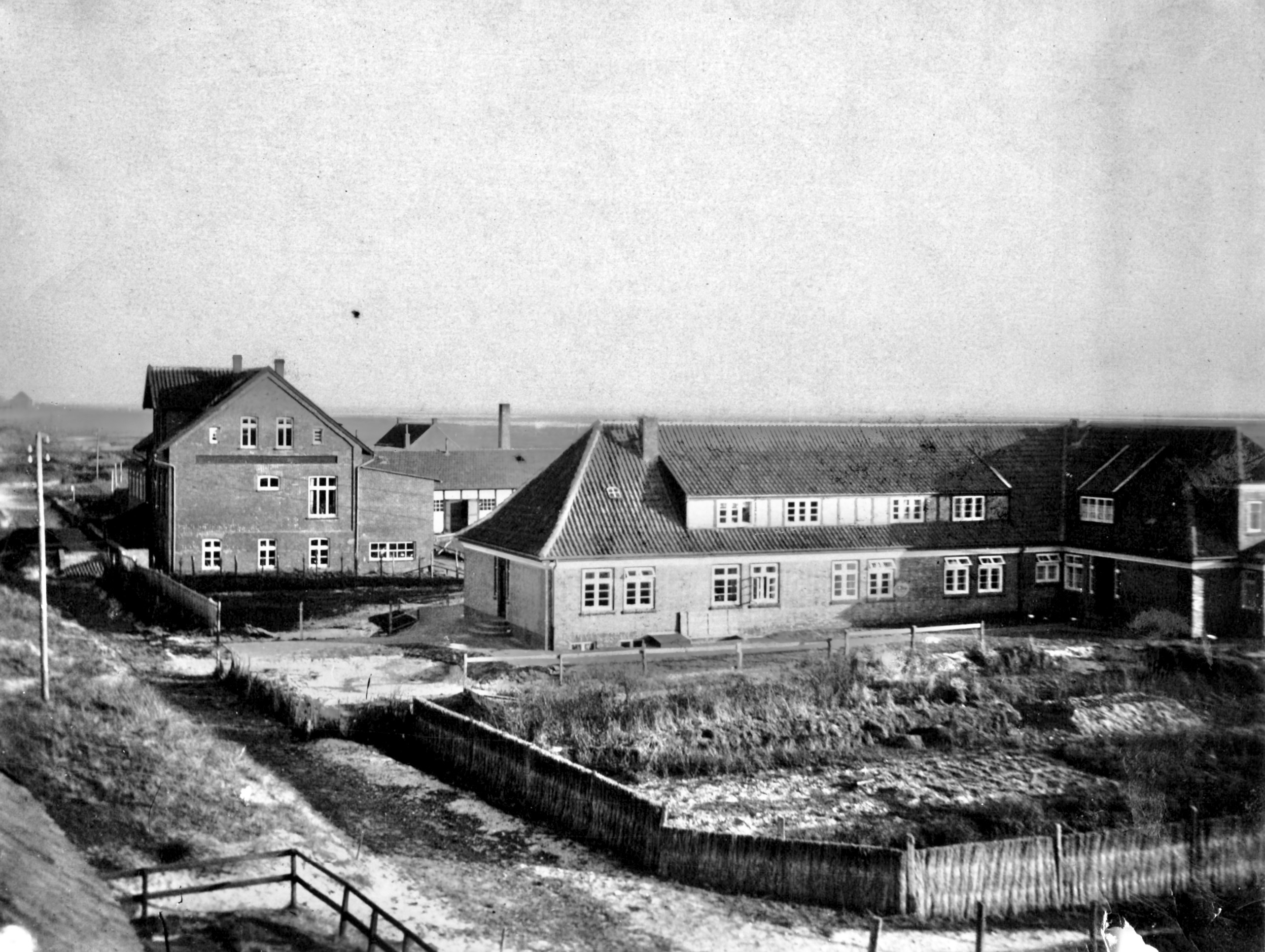
Teilansicht der spiegelbildlich L-förmigen Arche (rechts) und des Schulhauptgebäudes Diesseits (links) mit Anbauten nach Süden und Osten aus nordwestlicher Richtung, dazwischen die Westfalenhalle (Mitte) im Hintergrund (hell mit hohem Schornstein), ca. 1928

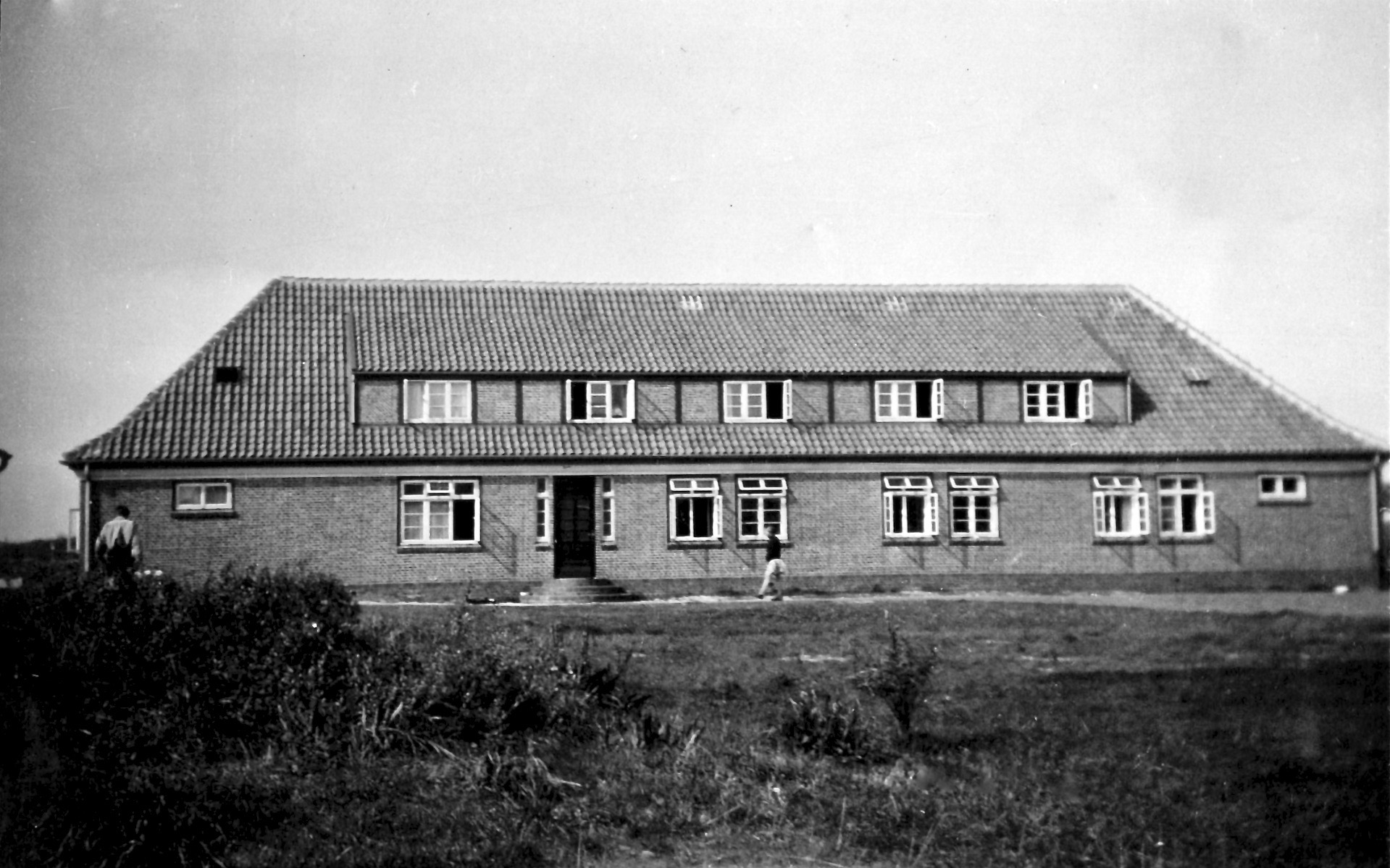
Ansicht des Wohngebäudes Arche (Primaner) aus östlicher Richtung, noch ohne Sitzbänke, ca. 1928

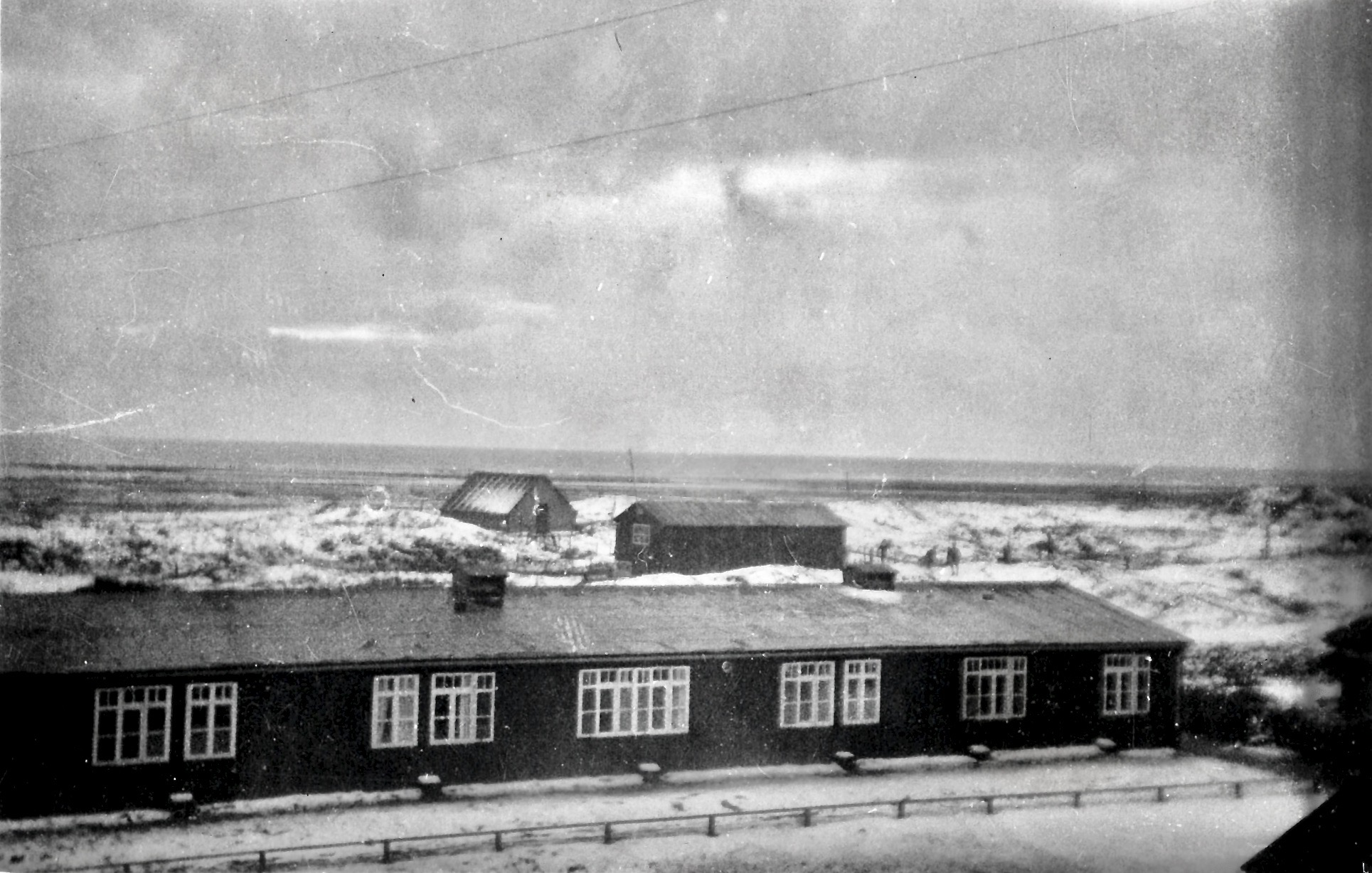
S.a.M.-Wohnbaracke Jenseits (Jungen der Mittelstufe), Stall Olymp und Bootshaus am Watt, ca. 1928

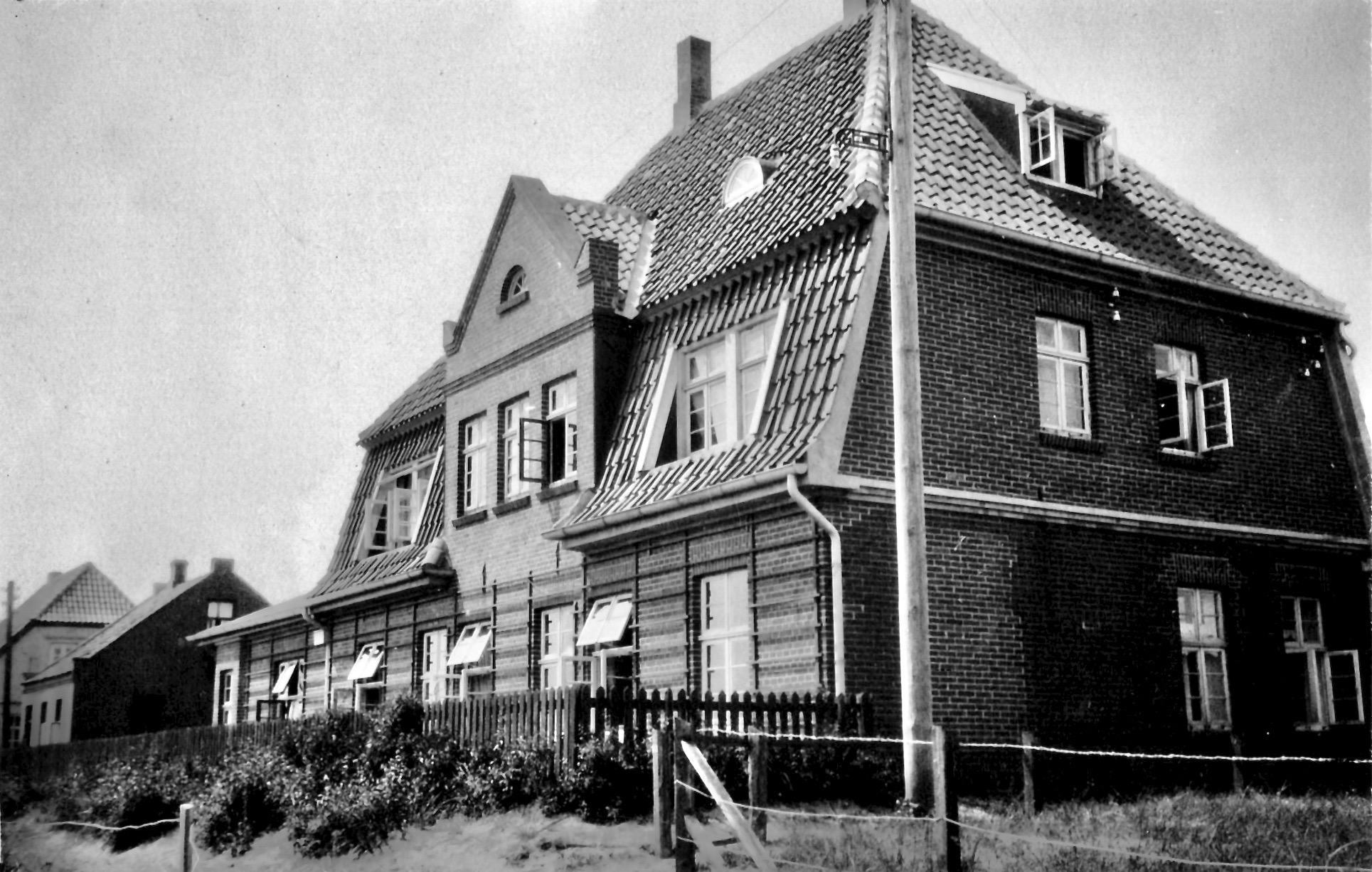
do (Vorgängerbau: Logierhaus Doyen) mit Lehrerwohnungen Hafner, Luserke und S.a.M.-Krankenstation, um 1929

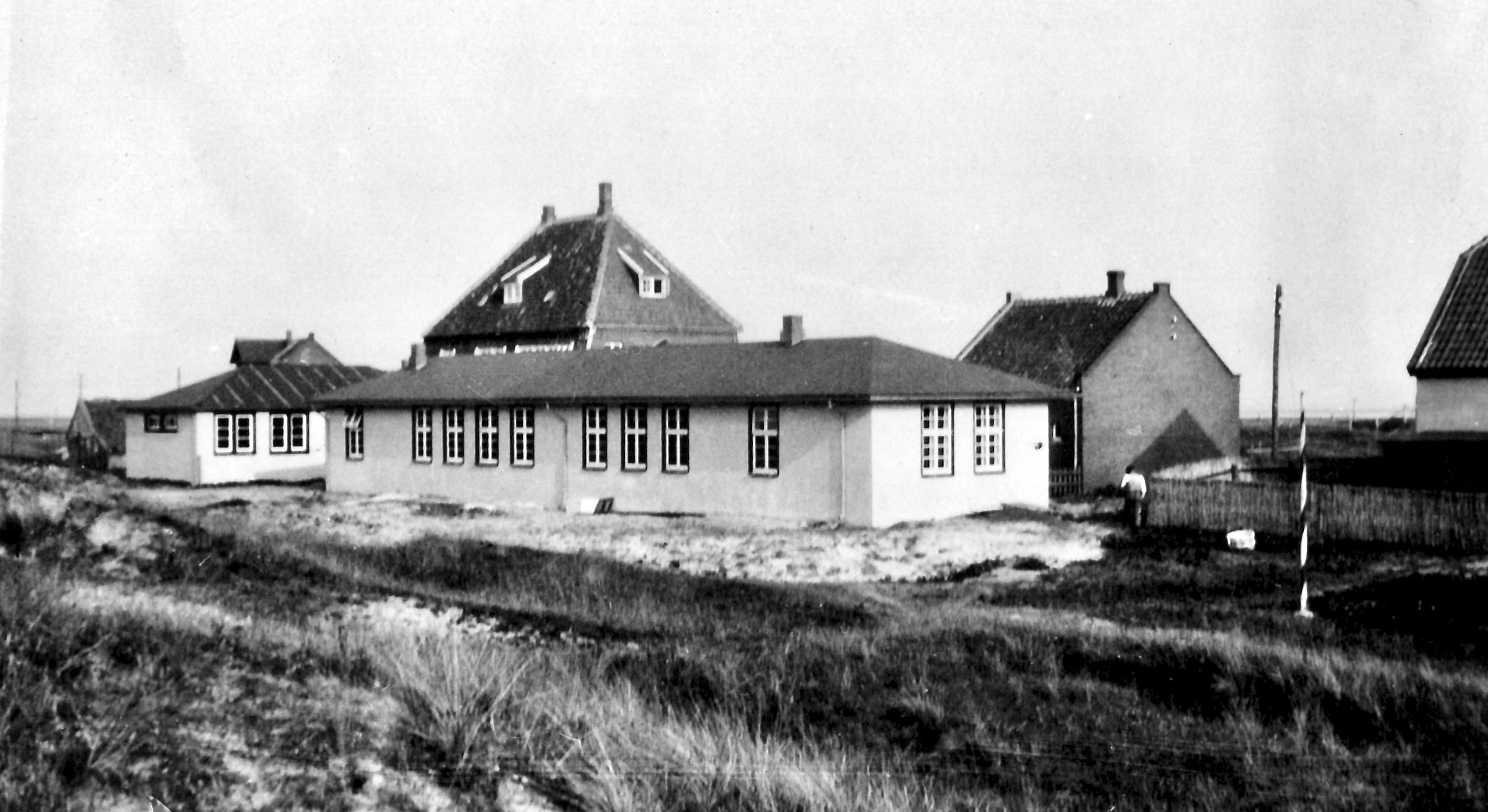
Die nördlich und westlich an do angebauten Baracken re (links) und mi (Mitte), ca. 1929

Das Gründerteam hatte im Herbst 1924 im Loog ein ehemaliges Gasthaus mit Grundstück erworben, das in den Folgemonaten ausgebaut und modernisiert wurde. Es wurde zum Hauptgebäude der neuen Schule. Im Anbau befand sich ein Mehrzwecksaal, der sowohl als Mensa als auch für Theaterspiele und Chor- und Orchesterproben genutzt wurde.
Am 29. Januar 1925 erteilte das Preußische Staatsministerium für Wissenschaft, Kunst und Volksbildung für das kommende Schuljahr die Genehmigung zur Aufnahme des Schulbetriebs. Mit seinen Kollegen Helene und Rudolf Aeschlimann, Christfriede und Fritz Hafner, Anna Sara und Paul Reiner und weiteren Mitarbeitern verließ Luserke am 30. März 1925 die Schule in Wickersdorf. Siebzehn Schüler aus Wickersdorf wechselten ebenfalls nach Juist. Sämtliche mit dem Umzug verbundenen Kosten der Lehrkräfte hatte die Freie Schulgemeinde in Wickersdorf zu tragen, was diese in stärkerem Umfang belastete.
Aufgenommen als Schüler wurden Mädchen und Jungen ab 10 Jahre alt, im Regelfall jedoch nicht älter als 16 Jahre. Nur ausnahmsweise sollten Neuzugänge zur Obersekunda (Jahrgangsstufe 11) zugelassen werden,.
Im Eröffnungsjahr wurde nahe am Hauptgebäude eine Baracke errichtet Im selben Jahr entstand eine weitere Baracke, die Westfalenhalle. Das Gebäude-Trio war zu einer U-Form angeordnet. Auf einer nahen Düne wurde ein Stall für ein Pferd, Schweine und Geflügel errichtet. Bis 1927 wurde westlich gegenüber der Westfalenhalle ein großes spiegelbildlich L-förmiges Gebäude in Massivbauweise errichtet, schulintern programmatisch Arche genannt. Ursprünglich war für dieses Gebäude die Bezeichnung Rheinlandhalle angedacht und wäre so zum Komplementär der gegenüberliegenden Westfalenhalle geworden. Dabei kann ein Bezug zum Planverfasser Josef Rings nicht ausgeschlossen werden, der von Essen aus tätig war. Zusammen mit den beiden anderen großen Neubauten wurde die Arche in der Weise positioniert, dass sich zusammen mit dem Schulhauptgebäude Diesseits ein rechteckiger, teils umbauter Innenhof mit Rasenfläche ergab. Das Areal mit diesen nun vier Gebäuden bildete den künftigen Kernbereich der Schule, der später im Nordosten mit einem hohen hölzernen Haupteingangstor zum primären Dünenpfad (heute: Loogster Pad) hin begrenzt war. Luserke plante zunächst Räumlichkeiten für etwa sechzig Schüler, wurde jedoch von der bald einsetzenden Nachfrage so positiv überrascht, dass er für mehr als neunzig Schüler organisieren musste.
Außerhalb dieses Kernbereiches der Schule konnte 1926 ein weiteres Haus erworben, das 1926/27 nach Teilabriss in größerem Maßstab neu errichtet werden. Ab 1927 wurden an diesen Massivbau weitere Baracken mit Unterrichtsräume angebaut und die die Lehrmittelsammlung für Naturkunde errichtet. Außerdem wurde dort ein Seewasseraquarium mit insgesamt dreißig Becken eingebaut. Die an dieser Stelle entstandene Gebäude-Dreiergruppe wurde ab 1928 namentlich an die Solmisation angelehnt und mit do, re, mi bezeichnet. Im selben Jahr wurde mit dem Haus Ahrens ein weiteres Haus erworben.
Es wurden  insgesamt elf Schulgärten für eine Gemüsezucht im Sinne einer die Schulsiedlung versorgenden Subsistenzlandwirtschaft an, sowie ein botanischen Garten angelegt. 1927 wurde nahe dem Wattenmeer ein Bootshaus für die schuleigenen Segelboote, einen Prahm und ein Beiboot errichtet. Die Boote wurden zur Ausbildung der Schüler sowie für Ausflüge in die Nahe und weitere Umgebung genutzt.
1928 entstand auf einer weiteren Düne ein Flaggenplatz. Am Fahnenmast wurden die schwarz-weiße preußische, die schwarz-weiß-rote deutsche Nationalflagge und die Schulflagge gehisst sowie bis zu neun verschiedenfarbige Wimpel für jede einzelne „Kameradschaft“. Flagge und Wimpel versinnbildlichten den Kern der schulischen Organisationsstruktur aus „Schulgemeinde“ (Flagge) und „Kameradschaften“ (Wimpel). 1929 wurde mit dem Insulanerhaus Ubben bzw. Mamminga das älteste erhaltene Gebäude Juists erworben, als Wohnraum für Lehrkräfte.
Auf einer zeitgenössischen Luftaufnahme (2. Abbildung ganz oben rechts in diesem Artikel) aus dem Jahr 1929 erkennt man etwa mittig am linken Bildrand die Gebäude do, re und das bereits nach Westen erweiterte mi (Teilansicht). Etwa in der unteren Bildmitte des Fotos zeichnet sich der beschriebene Kernbereich der Schule am Meer mit den Gebäuden Arche (L-Form), Diesseits, Jenseits und Westfalenhalle ab. Vom Haupteingang des Diesseits (Schulhauptgebäude) verlief ein Pfad schnurgerade nach Norden auf die Dünen zu, der Weg zum Strand. Südlich der Westfalenhalle bzw. östlich des Jenseits sieht man den Flaggenplatz der Schule. Weiterhin ist südöstlich des Kernbereichs, auf dem Foto rechts unten, einer der Schulgärten für die Gemüsezucht erkennbar. Links (westlich) von diesem liegt ein größerer Teich, damals als „Ententeich“ (heute: „Erlenteich“) bezeichnet. Unterhalb (südlich) der L-förmigen Arche kann man den Stall auf dem Olymp sowie einen niedrigen Holzverschlag ausmachen. Links (westlich) der Arche sieht man den botanischen Garten, der sich von dort bis zum Ubben/Mamminga-Haus erstreckt. Südlich der Gebäudegruppe do-re-mi erkennt man zwei weitere Schulgärten, in denen Gemüse gezüchtet wurde.
1929 wurde ein neuer Insulanerbau gepachtet.
Die Schülerinnen errichteten sich am 1. März 1930 südwestlich der Arche einen Pavillon für ihre Freizeit und eigene Versammlungen, eine „Mädchenhalle“, die sie nach einem Berg im Himalaya Gaurisankar nannten. Die Bezeichnung geht auf ein durch Rudolf Steiner zitiertes Gedicht von Rolf Wolfgang Martens (1868–1928) zurück: „Auf dem Gipfel des Gaurisankar baut er sich stolz ein Schloß“. Der Pavillon entstand etwa dort, wo noch zwei Jahre zuvor ein neuer Massivbau geplant war. Die dortige Düne wurde zuvor schon als Gaurisankar bezeichnet. Der Name Olymp war ja bereits von den Knaben vergeben worden. Im selben Jahr wurde die Westfalenhalle in Massivbauweise ausgebaut und gleichzeitig deutlich erweitert, um den gestiegenen Anforderungen der stetig zunehmenden Schülerzahlen gerecht werden zu können. Die Schülerzahl wuchs im Lauf der Zeit auf mehr als 90 an, davon etwa ein knappes Drittel Mädchen. Das Lehrerkollegium umfasste durchschnittlich fünfzehn Personen.
1930/31 wurde eine Mehrzweckhalle, die Theaterhalle der Schule am Meer, eröffnet. Der erste Spatenstich fand am 3. Mai 1930 statt. Die Einweihung erfolgte Pfingsten 1931. Die Theaterhalle wurde von dem Berliner Architekten Bruno Ahrends entworfen. Sie sollte auch für die Ausbildung der Schüler im Sport und im Tanz genutzt werden. In das Haus wurde eine Wendeltreppe aus dem 1898 entstandenen Kurhaus Juist integriert.

## Strukturen des Schulalltags

### Naturnahe Erziehung
Der Schulrhythmus wurde maßgeblich von Aktivitäten im Freien geprägt, der Sport fand ganz überwiegend im Freien statt. Pausen dienten beispielsweise der „Tobsucht“, dem unreglementierten Herumtoben am Strand. Beim Segeln stand das Erlernen von Fertigkeiten und Sachkenntnissen im Fokus, aber auch eine Stärkung des Gemeinschaftsgeistes. Neben den handwerklichen und seemännischen Aspekten bei dem Betrieb eines Segelbootes ging es auch um Orientierung, Konventionen (siehe Fotos zu Signalisierübungen am Anfang dieses Kapitels), Windenergie und Strömungsverhältnisse. Die unterschiedlichen Wetterverhältnisse, Wolkenformationen und Lichtstimmungen, die Fauna des Watts sowie die Flora und Fauna der Insel konnten beobachtet und zumindest teilweise erläutert werden. Je nach Gezeitenlage wurde das Watt ausgiebig erkundet; dabei fand teilweise auch Unterricht statt. Allerlei Lebewesen wurden zum Studium ihrer Lebens- und Verhaltensweisen für die insgesamt dreißig selbst gebauten und eingerichteten Seewasseraquarien eingesammelt. Nachts wurden astronomische Beobachtungen der Sternbilder gemacht, Meteoroiden gesichtet und erklärt, der Einfluss des Mondes auf die Gezeitenkräfte veranschaulicht und bei Voll- und Neumond die unterschiedlich gute Sicht auf Himmelskörper registriert.
Nach einer schweren Sturmflut bildete sich im November 1930 im Westen der Insel der Hammersee, ein weiteres Studienobjekt in unmittelbarer Nähe der Schule, das sich künftig zum winterlichen Eislauf anbot. Die miterlebte Sturmflut und deren Auswirkungen machte den Sinn der bisherigen Gemeinschaftsarbeit am Dünenschutz deutlich, an dem sich die Schüler und Lehrer im Rahmen der „Lebensbildung“ (=  am realen Leben orientierte Bildung) an Nachmittagen mit beherztem Griff zum Spaten beteiligten. Die Arbeit in den elf angelegten Schulgärten und im Botanischen Garten der Schule waren weitere naturbezogene Tätigkeitsfelder. Sand, Wind und die jahreszeitlich unterschiedlichen Witterungsbedingungen wurden von den Schülern der Schule am Meer wesentlich intensiver erlebt als von Schülern der meisten anderen Schulen.
Der Bezug zur Natur hatte bei Luserke mehr als nur rein kontemplativen Charakter; er wurde allerdings gleichrangig ergänzt durch „körperbildende“ (sportliche, handwerkliche, musische) Aktivitäten.

### Körperbildung

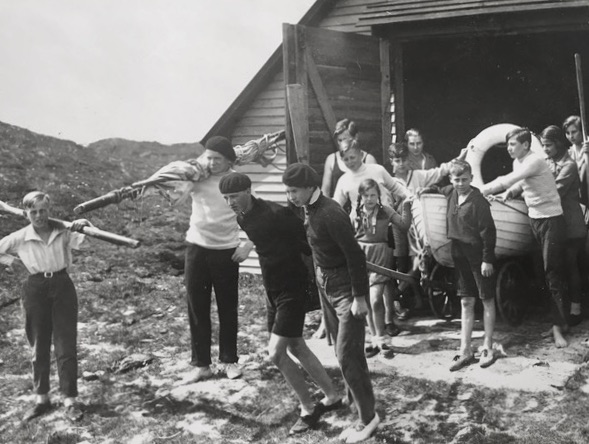
Bootshaus am Watt, südlich des Areals der Schule am Meer, ca. 1927

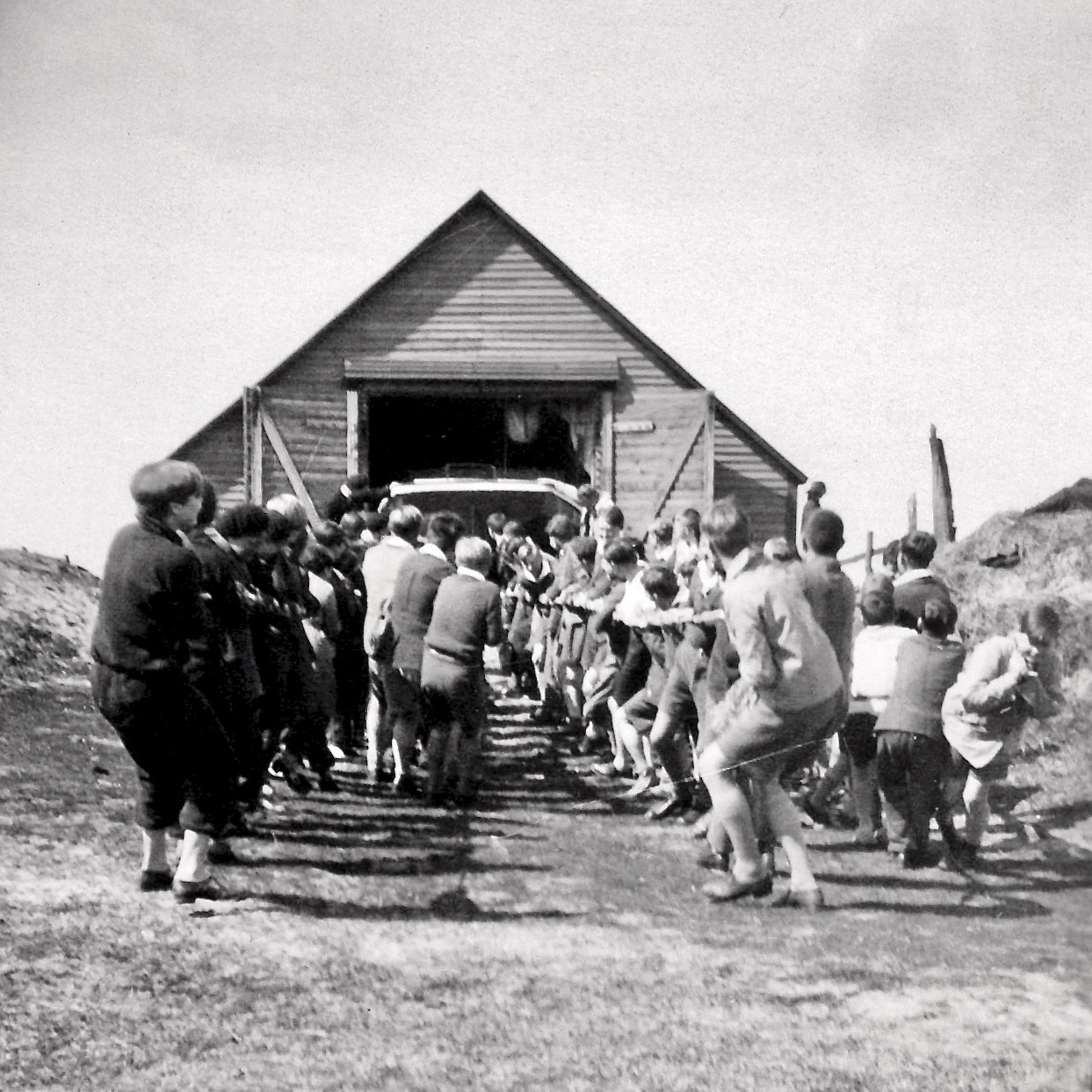
S.a.M.-Bootshaus am Watt: Hievt den grünen Kormoran…

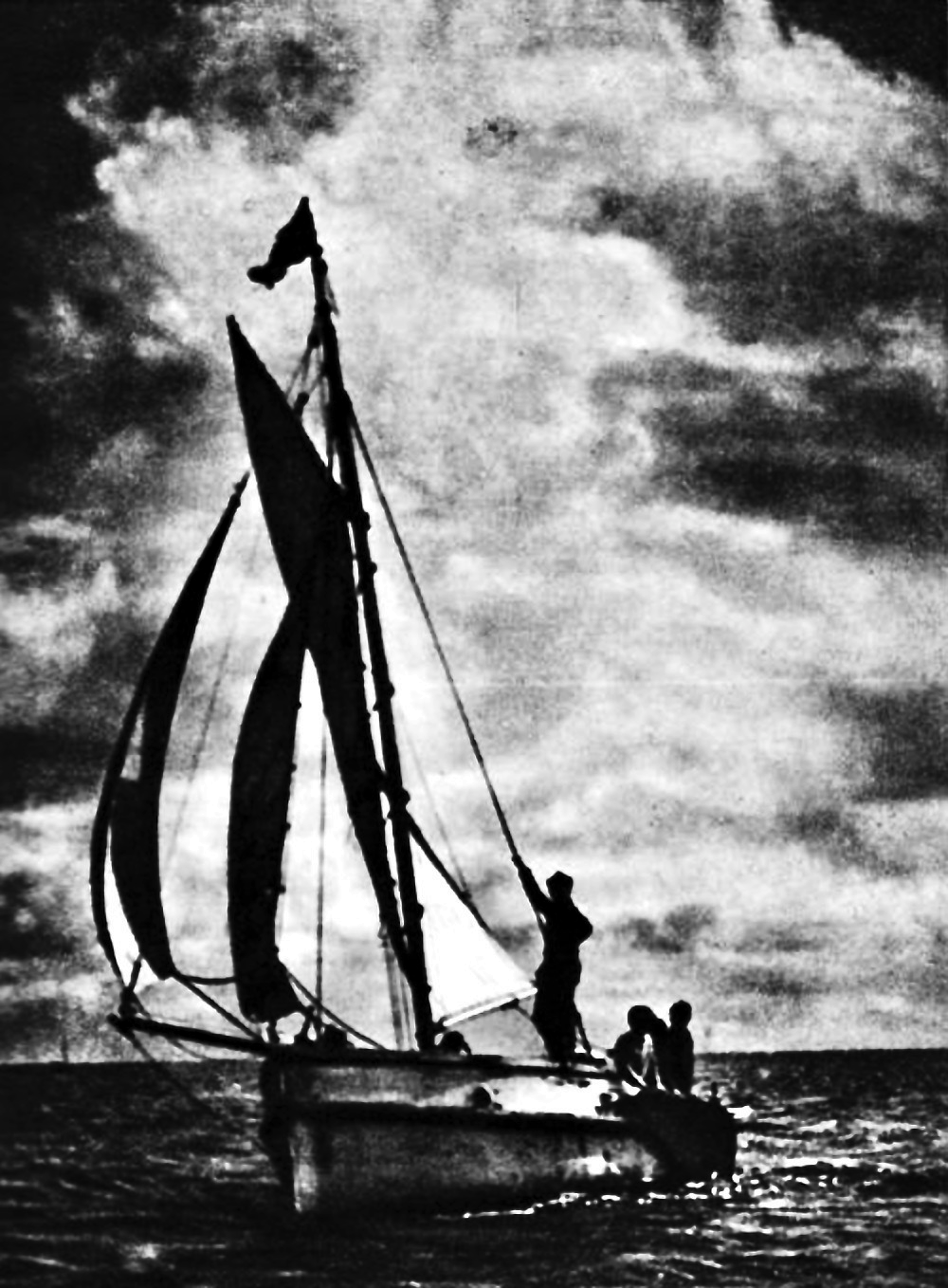
1931: Jollenkreuzer der S.a.M.

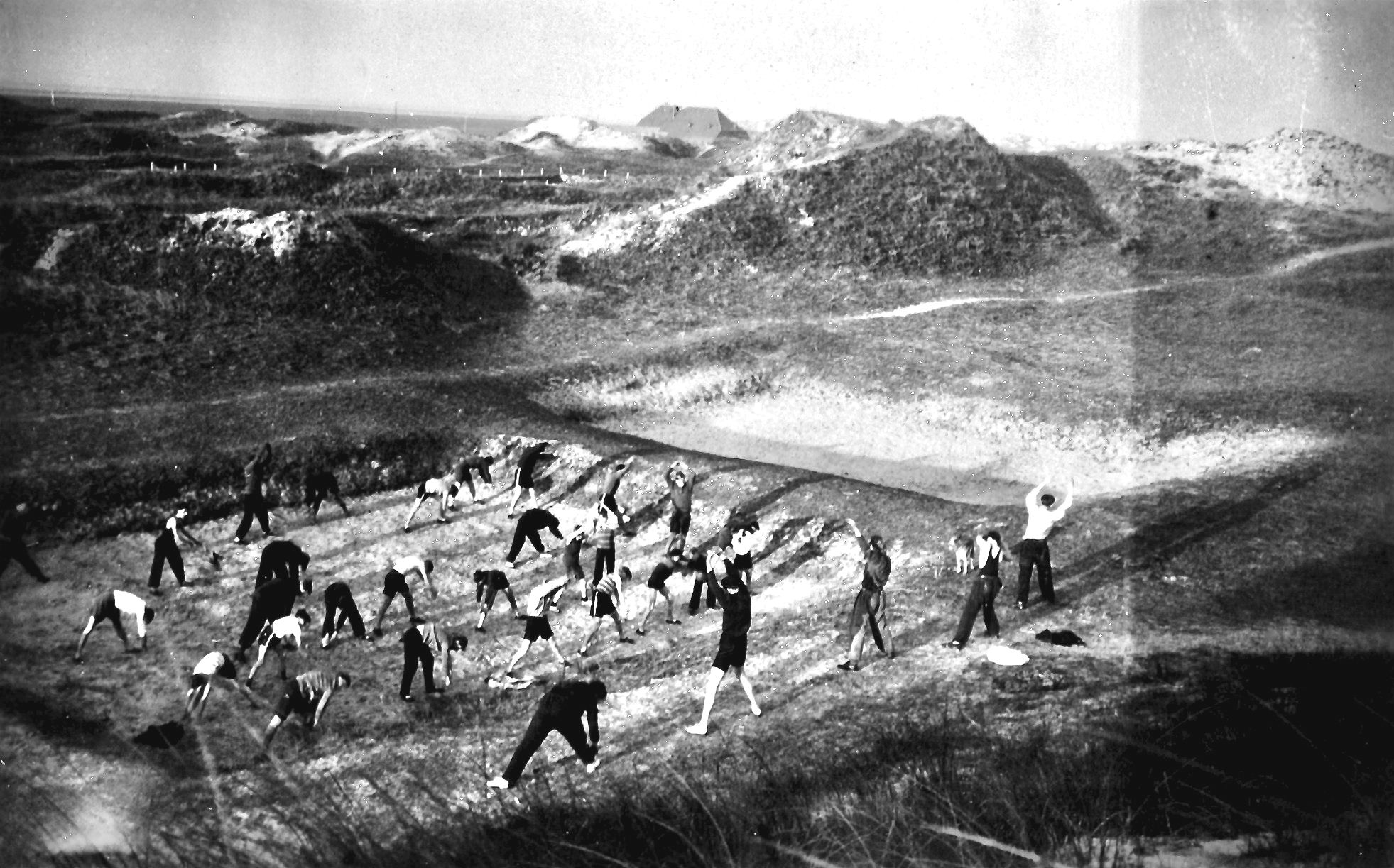
Schüler der S.a.M. beim Frühsport in den Dünen, angeleitet von einem Lehrer, ca. 1929

Luserkes Vorstellung einer Bildung des Körpers war ein gewachsenes holistisches Konzept, das er in Teilen bereits in der Freien Schulgemeinde in Wickersdorf praktiziert hatte. Es stellte eine weitgehende Abkehr von dem noch im wilhelminischen Kaiserreich praktizierten patriotischen Turnen mit Exerzieren und Paradieren dar. Das Turnen hatte sich seit Johann Christoph Friedrich GutsMuths (1759–1839) und Friedrich Ludwig Jahn (1887–1852) als Basis der Körper- und Wehrertüchtigung für die Knaben in deutschen Turnvereinen und später in den Schulen vor allem mit dem Gerätturnen unter freiem Himmel auf Turnplätzen und in dafür eigens errichteten Turnhallen etabliert.
Der Reformpädagogik wird das Streben nach einer Einheit von Körper und Geist (nach Pestalozzi und Fröbel) zugeschrieben. Im thüringischen Wickersdorf waren landschaftlich bedingt das Wandern, der Skilang- und Skiabfahrtslauf, das Skispringen und -wandern sowie vor dem Ersten Weltkrieg auch Robert Baden-Powells „Scouting“ ein Teil der Idee von Körperbildung geworden. In der Schule am Meer auf der Insel Juist hingegen entfielen die meisten vormilitärischen Aspekte. Stattdessen wurden morgens belebende Gymnastikübungen in den Dünen betrieben, nach denen Schüler und Lehrkräfte über den weitläufigen Strand rannten und bei nahezu jeder Witterung bis in den Dezember hinein in der Nordsee erfrischende Tauchbäder zelebrierten. Ausgiebige Dünen-, Strand- und Wattwanderungen sowie lehrreiche Exkursionen wurden durchgeführt. Am Strand übten sich die Schüler in verschiedenen leichtathletischen Disziplinen. Turnspiele wie Faustball, Handball oder Völkerball, Übungen am Rhönrad, aber auch Boxen, Fußball und (Eis-)Hockey wurden betrieben. Das Erlernen des Segelns stand auf dem Programm. Im Winter kam der Schlittschuhlauf auf zugefrorenen Flächen (Teich östlich des „Olymp“, Wattenmeer, Hammersee ab November 1930) hinzu. Ein zusätzliches Angebot bestand im hochalpinen Bergsteigen und Skifahren, das der diesbezüglich versierte S.a.M.-Schüler Ulrich „Uli“ Sild betreute. Daran nahm beispielsweise die spätere Schriftstellerin Grete Dispeker teil, die darüber ihre erste literarische Arbeit verfasste.
Noch viel weitreichender gedacht, zählten zu Luserkes Vorstellung einer umfassenden Körperbildung auch eine kreative und geistige Ausdrucksfähigkeit durch das Malen und Zeichnen mit Fritz Hafner, das Singen und Musizieren mit Eduard Zuckmayer und Kurt Sydow, ein intensiv betriebener Gartenbau mit Rudolf Aeschlimann, der Dünenschutz und die anderen handwerklichen Aktivitäten, mit denen sich Schüler und Lehrkräfte beschäftigten.
Zu einem ganz wesentlichen Element geriet jedoch ein an staatlichen Schulen oft vernachlässigtes Segment – die naturalistische bis künstlerische körperliche Betätigung im Laienspiel, das den Ausdruckstanz beinhaltete. Luserke vertrat bereits in Wickersdorf die Ansicht, dass das Spiel auf der Bühne und der Tanz zur körperlichen Ausbildung gehören. Die bestehenden Analogien zu gymnastischen Übungen (Eurythmie) bestätigen diese Auffassung. Angeregt wurde er dabei durch Aufführungen der von Émile Jaques-Dalcroze in Hellerau bei Dresden gegründeten Bildungsanstalt für Musik und Rhythmus.
Luserke vertrat sein Konzept in einer Vielzahl von Vorträgen bei pädagogischen Tagungen und in einschlägig publizierten Aufsätzen. Seine Abhandlungen zu dieser Thematik wurden in den 1920er Jahren in Standardwerken der Tanzbewegung gewürdigt. Im Oktober 1922 ließ Luserke in seinem Vortrag mit dem Titel „Bewegungsspiel und Schulbühne“ anlässlich der „Tagung für künstlerische Körperschulung“ sechzehn Jahre seiner schulischen Erfahrungen Revue passieren. Die Tagung veranstaltete das Berliner Zentralinstitut für Erziehung und Unterricht gemeinsam mit der Zentralkommission für Sport und Körperpflege, dem Bund Entschiedener Schulreformer und dem Deutschen Reichsausschuß für Leibesübungen. Dabei beschrieb Luserke, wie sich die künstlerische Körperschulung in Wickersdorf von der Gymnastik sukzessive zum Bühnenspiel entwickelt hatte. Als Fazit formulierte er:

„Wenn heute von der Schule aus irgend etwas für künstlerische Körperbildung geschehen soll, so wäre die einzige schöpferische Leistung die Einrichtung von Schulbühnen für das Bewegungsspiel und das regelmäßige Spielen auf ihnen.“

Die Errichtung einer Schulbühne hatte er demzufolge bereits vor der Gründung der Schule am Meer im Kopf. Sein als „Bewegungsspiel“ ausgeführtes „Darstellendes Spiel“ und der expressionistische Ausdruckstanz passten perfekt zur Aufbruchstimmung, Sinnsuche und Selbstfindung der Goldenen Zwanziger Jahre. Folgerichtig wurde beides in die Jugendbewegung (Bündische Jugend) integriert. Der noch in der wilhelminischen Ära weitgehend tabuisierte Körper, vor allem bei Mädchen und Frauen vielfach eng eingeschnürt und üppig mit Stofflagen verhüllt, wurde in der Weimarer Zeit sukzessive befreit, als man sich seiner mehr und mehr bewusst wurde und experimentierte (Naturismus). Der Lebensweg einer Schülerin der Schule am Meer lässt sich exemplarisch in diesem Sinn interpretieren: der von Beate Köstlin, die später als Beate Uhse international bekannt wurde.
Luserkes Vorstellung einer Körperbildung seiner Schüler ging sehr deutlich über das hinaus, was mit dem Turnen an den meisten deutschen Schulen beabsichtigt war. Der später (im Nationalsozialismus und bis in die 1960er Jahre) verwendete Begriff der „Leibeserziehung“ erscheint in diesem Kontext zwar als Synonym für Körper(aus)bildung, war jedoch inhaltlich bei weitem nicht so umfassend wie Luserkes Konzept.

### Handwerkliche Bildung

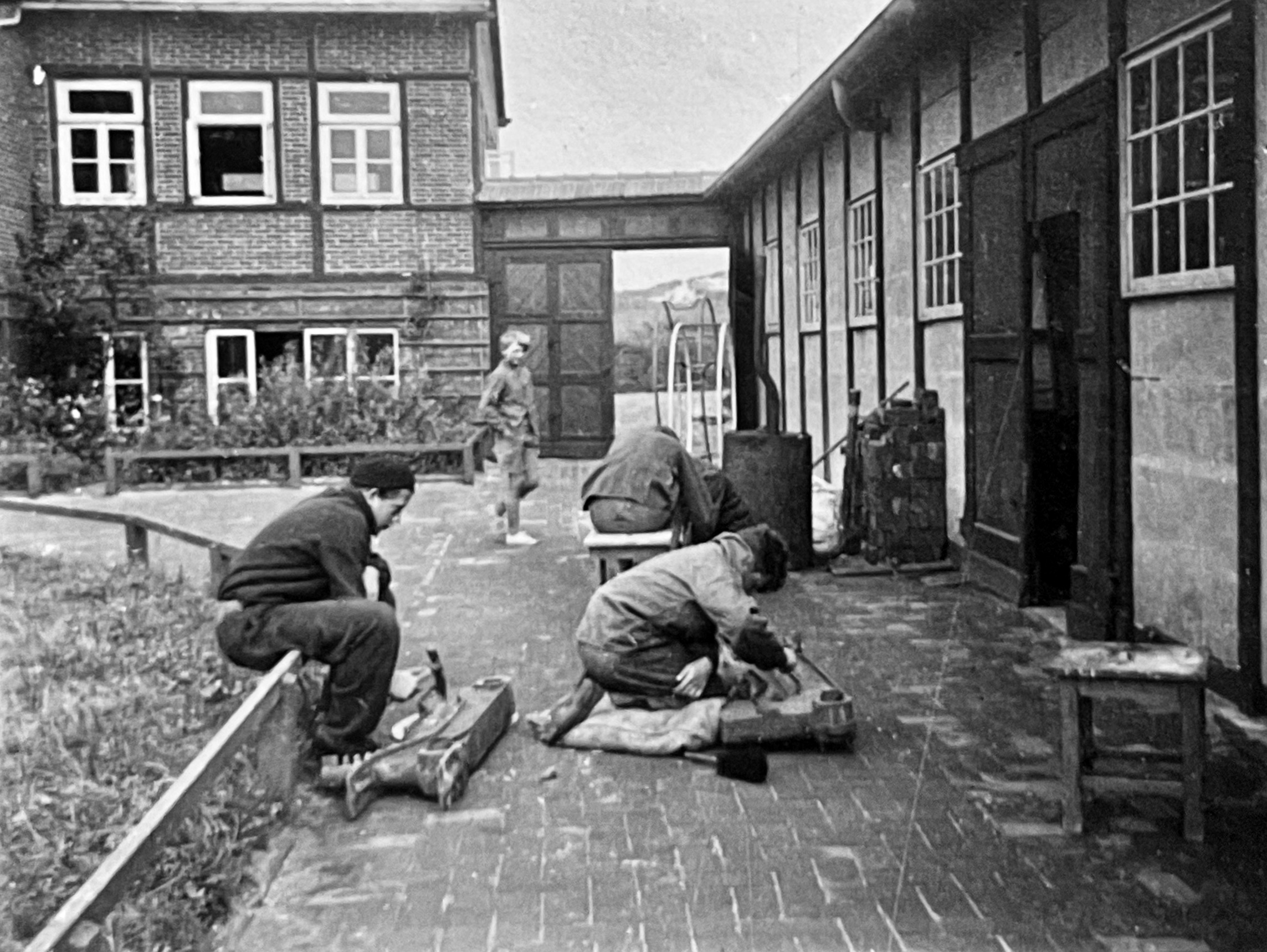
Arbeiten an Holzwerkstücken vor der Westfalenhalle (rechts), ca. 1931

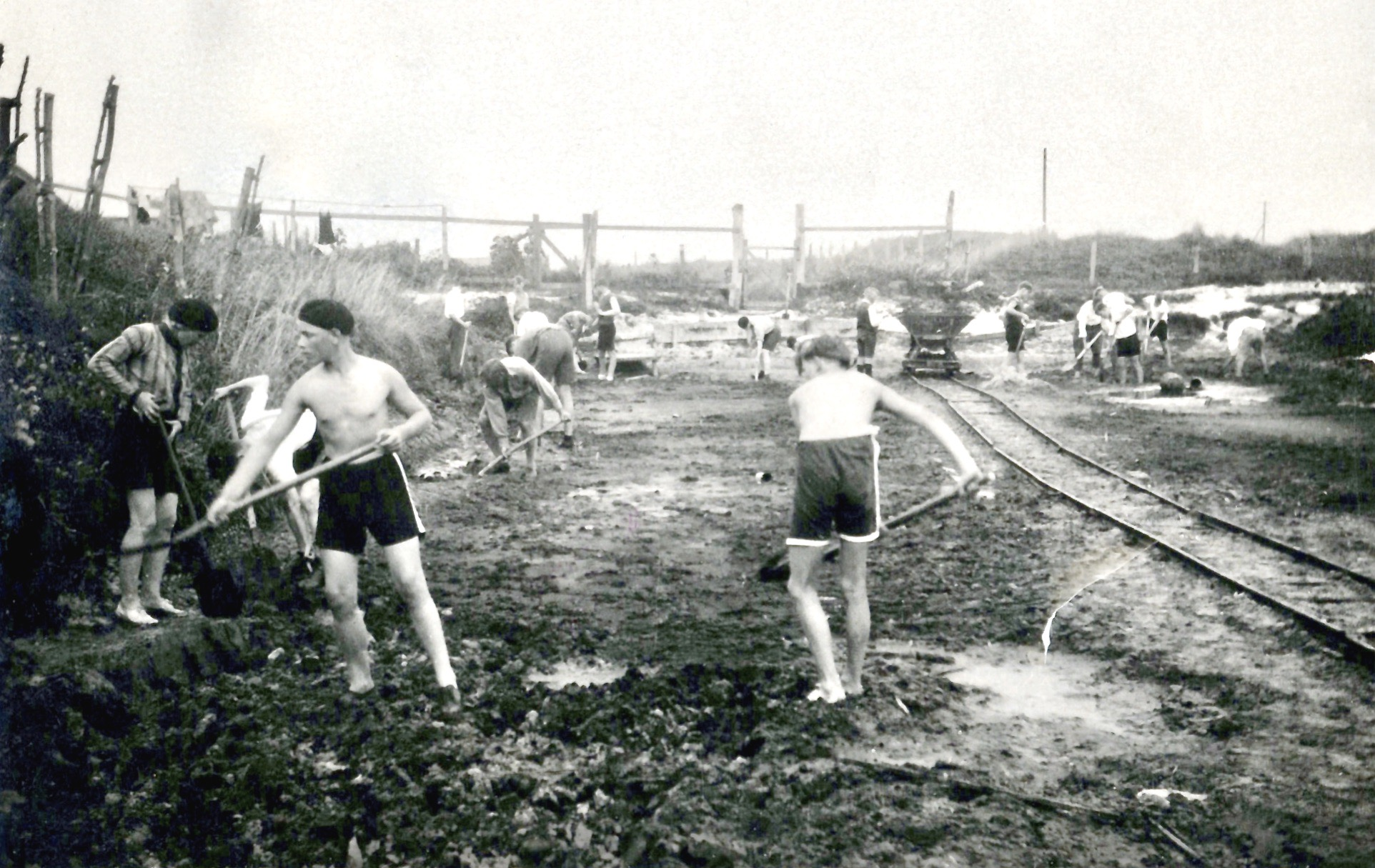
Aktive Landschaftsgestaltung im Loog mit Kipplore auf Schienen, ca. 1929

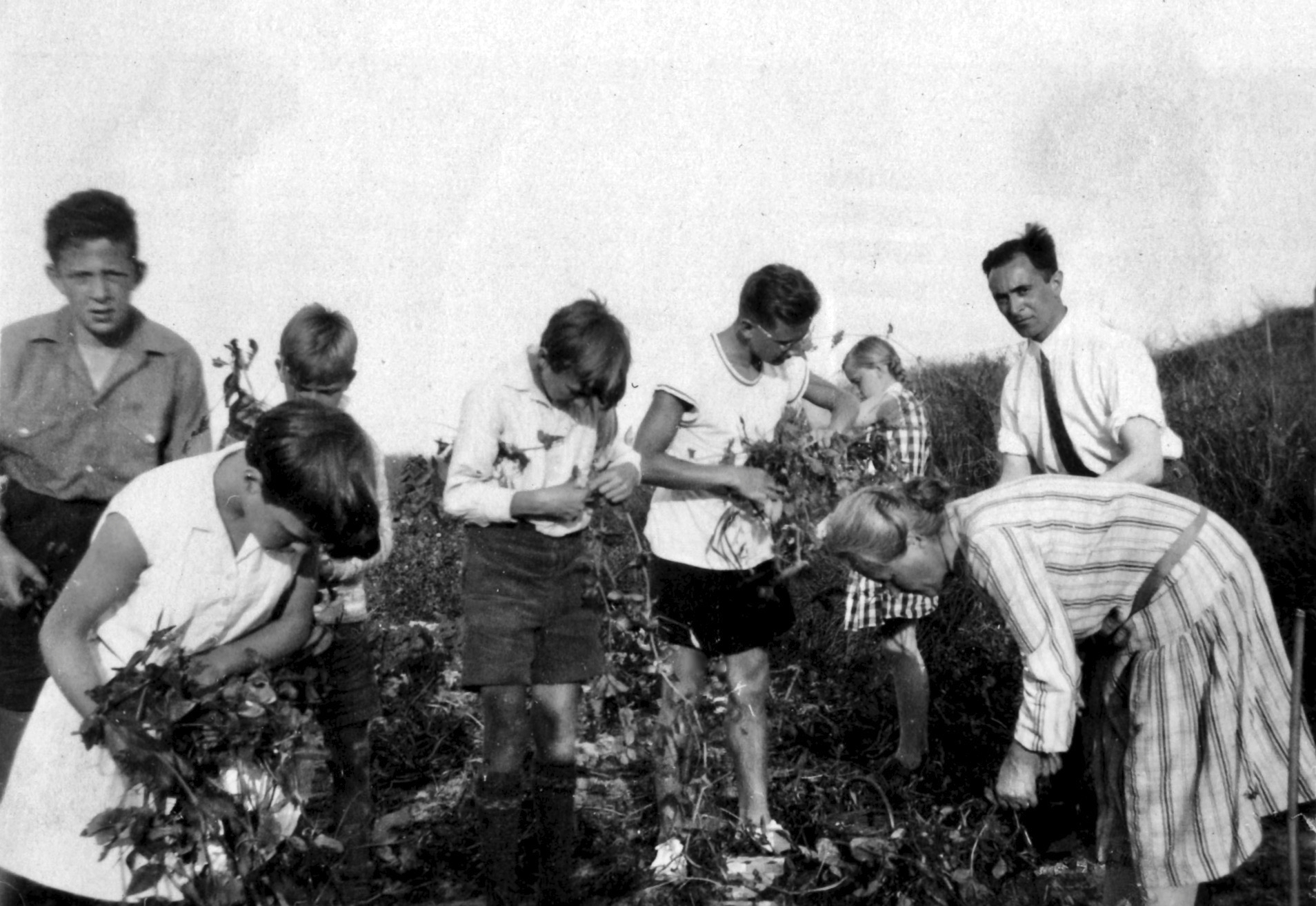
Gartenbau mit Wirtschaftsleiterin Marie Franke (1864–1940, re. gebückt)

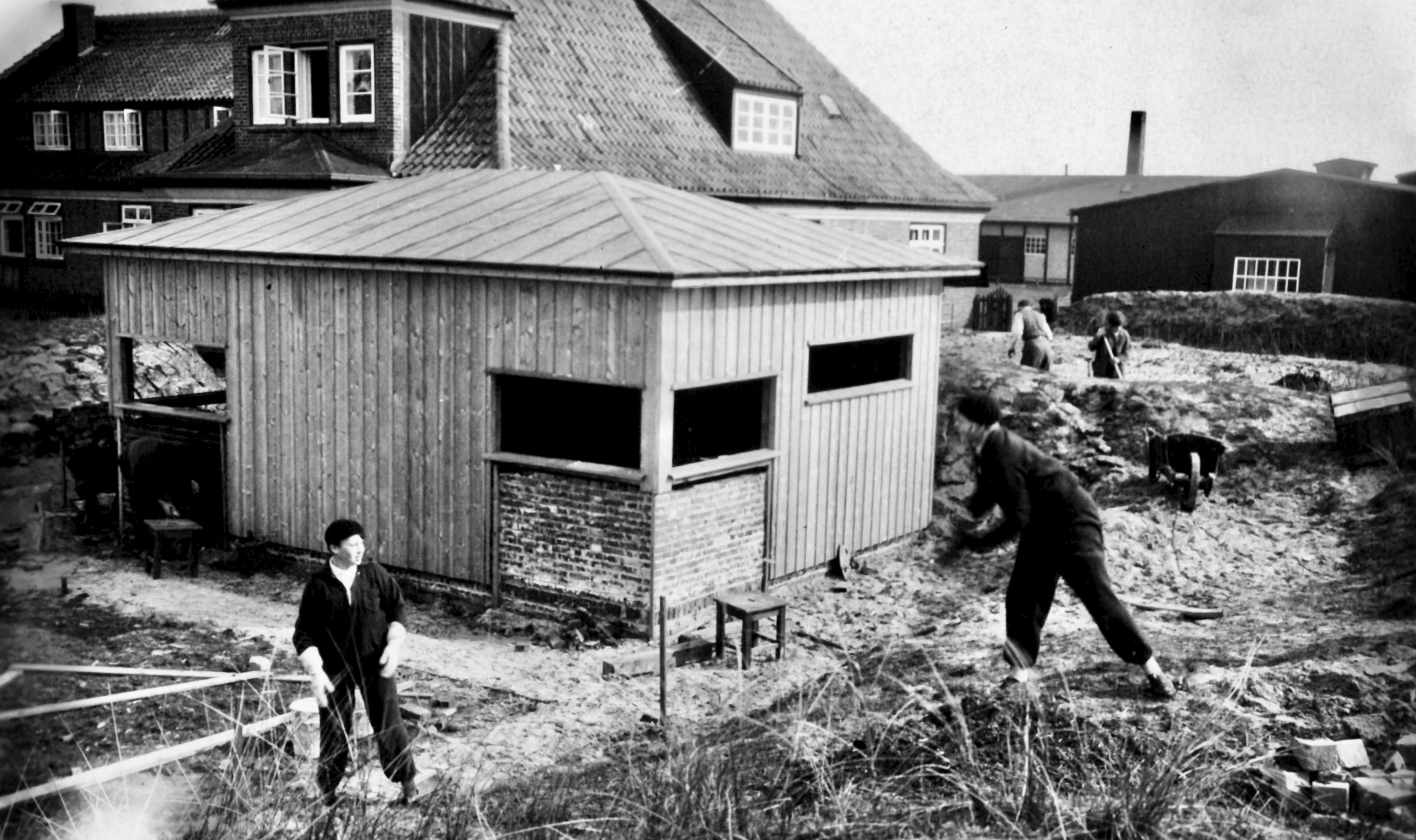
Die Schülerinnen bauen ihr Mädchenhaus südwestlich der Arche, 1930

Das Werken innerhalb des schulischen Angebots hatte Luserke bereits in der Freien Schulgemeinde Wickersdorf praktiziert. Von seinem Vater, der gelernter Maurer und später technischer Zeichner, Bauleiter und Prüfungsleiter eines Berliner Hochbauamtes war, hatte er die nötigen Kenntnisse erworben. Luserke ging es nicht darum, seine Schüler zu Schlossern, Schreinern, Tischlern oder Zimmerleuten auszubilden. Er wollte ihnen vielmehr Kenntnisse vermitteln, die zu seiner Idee von „Lebensbildung“ (=  am realen Leben orientierte Bildung) gehörten, Fertigkeiten, die man im Leben gebrauchen kann.
Auf Juist umfasste das Werken im Wesentlichen drei Ebenen: das Erlernen und praktische Erproben grundlegender Fertigkeiten im handwerklichen Umgang mit Werkzeug und Material, das Anwenden dieser Fertigkeiten an individuellen Werkstücken sowie die Anfertigung und Reparatur von Werkstücken des schulischen Baubedarfs. Die Schüler konnten sich in der Westfalenhalle mit Werkstücken ihrer persönlichen Wahl beschäftigen, um sich zu schulen, Spaß daran zu entwickeln und schließlich bis zu Feinarbeiten weiterzubilden. Für den alltäglichen Bedarf innerhalb der Schule wurden jedoch auch Reparaturen zur Instandhaltung und Neuanfertigungen benötigt. Das Werken umfasste daher für die Fortgeschrittenen bzw. älteren Schüler auch die Anfertigung aller Bauteile, die für die Konstruktion von Holzschuppen und deren Errichtung erforderlich waren. Sogar die Segelboote (Jollenkreuzer) der Schule oder die vierrädrigen Karren für deren Transport über Land entstanden teils auf diese Weise.
An diesen Arbeiten beteiligten sich Mädchen und Knaben, ein damals von der gesellschaftlichen Realität vollkommen abweichendes Zeichen von Gleichberechtigung, das in der Schule am Meer praktiziert wurde. Pädagogisch erreichte Luserke damit, dass die Schüler ihr erlerntes Wissen im schulischen Umfeld praktisch anwenden und erproben, aber auch miterleben konnten, wie ihre Arbeiten tatsächlich gebraucht wurden und eine Funktion erfüllten, die der gesamten „Schulgemeinde“ nutzte. Ein Nebeneffekt war der ökonomische Nutzen für die Schule, wenn nicht für jede auszuführende Arbeit Handwerker bestellt und bezahlt werden mussten.
Zum handwerklichen Arbeiten gehörte auch der von der Schule betriebene Gartenbau, der maßgeblich von Rudolf Aeschlimann und Wirtschaftsleiterin Marie Franke angeleitet wurde. Den Schülern wurde der Nutzen von Gemüsegärten zur teilweisen Selbstversorgung erläutert und vorgeführt, aber auch die Anlage eines botanischen Gartens zur Kontemplation und Auseinandersetzung mit Zierpflanzen. Die Gärten befanden sich südlich und westlich des Kernbereichs der Schule, teils nördlich der heutigen Hammerseestraße, teils in den nördlich der Schule gelegenen Dünen, auch westlich Richtung Domäne.
Selbst die dreißig Wasserbecken des von den Schülern eingerichteten Seeaquariums wurden in Handarbeit zusammengebaut und möglichst realitätsnah gestaltet. Die Schulgärten, der botanische Garten und die Aquarien mit ihren Lebewesen trugen zu einem anschaulichen Naturkundeunterricht bei. Während die jüngeren Schüler mit dem Basteln begannen, richtete die Schule am Meer auch eine kleine Weberei ein. Geplant waren eine Buchbinderei und ein Gewächshaus.

### Musische Bildung und Darstellende Kunst

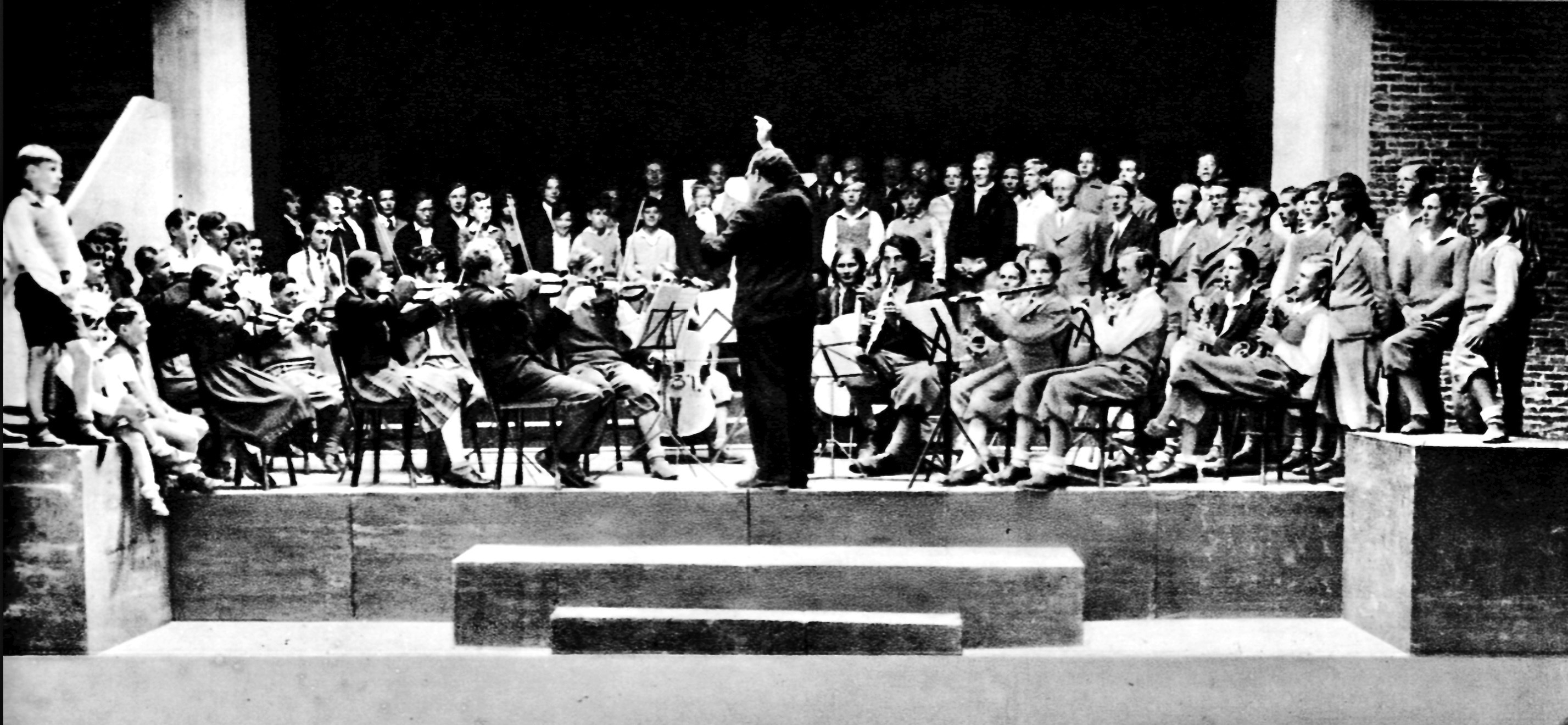
1931: Eduard Zuckmayer dirigiert den Chor und das Orchester der S.a.M. in deren schuleigener Bühnenhalle, 1930/31 errichtet durch Bruno Ahrends

Theater und Musik nahmen im schulischen Alltag einen bedeutenden Raum ein. Die Schule am Meer und das Zusammenwirken von Schülern und Pädagogen betrachtete Luserke als Kulturgemeinschaft. Es gab ein Schulorchester und einen Schulchor, die von Eduard Zuckmayer, gegründet und geleitet wurden. Für die Schüler komponierte er unter anderem den „Tobsuchtskanon“, den sie regelmäßig intonierten. Fast jeder Morgen begann mit Musik, nahezu jeder Abend klang mit gemeinsamem Singen aus. Während einer sehr produktiven Zeit an der Schule am Meer entstanden weitere Kompositionen (siehe Werke) wie die „Pfingstkantate“ (1930) oder die „Herbst-Kantate“ (1932). Zu beiden schrieb Martin Luserke den Text. Mit der Herbst-Kantate und weiteren Kompositionen Zuckmayers ging der Schulchor deutschlandweit auf Tournee.
1929 wollte Georg Götsch an der Schule am Meer als Musikpädagoge tätig werden. Als Initiator des Projekts Musikheim in Frankfurt (Oder) übernahm er jedoch nach dessen Eröffnung 1929 dort die Leitung. Für Götsch kam der Musikpädagoge Kurt Sydow zur S.a.M.
Die Einführung des Darstellenden Spiels in die Schul- und Jugendarbeit, bei einer gleichzeitig bewussten Abgrenzung gegenüber dem professionellen Theater, gilt als herausragende pädagogische Leistung Luserkes. Er hat dieses Laienspiel in Wickersdorf und im Loog auf Juist beginnend 1906 mit der Groteske Blut und Liebe über knapp drei Jahrzehnte entwickelt und überregional bekannt gemacht. Die Begriffe „Bewegungsspiel“ und „Darstellendes Spiel“ gehen auf Luserke zurück. Er sah einen Bildungswert des Laienspiels, sofern es den Eigengesetzlichkeiten des Spiels folge und nicht das professionelle Theater imitieren wolle. Als erster Pädagoge entwickelte Luserke eine eigene Theorie des Schultheaters. Er hatte allerdings durchaus den Anspruch, mit seinen schulischen Laienspiel-Experimenten auf das professionelle Theater einzuwirken.
Er nahm sich William Shakespeare zum Vorbild und entwickelte eine neue Form des „Bewegungsspiels“ unter Einbeziehung des Raumes und der Zuschauer. Der von Luserke als „Lehrwerkstätte des Laienspiels“ konzipierte Theatersaal der Schule zeigte dies exemplarisch: seine Bühne stand weitestgehend frei und war auf diese Weise von vier Seiten zugänglich. Die im professionellen Theater bislang übliche strikte Trennung zwischen der Bühne als Spielraum und dem Zuschauerraum wurde aufgegeben; Bühnenvorhang und Kulissen entfielen. Die spielerische Aktivität entfaltete sich aus dem Rückraum der Zuschauer, durch diese hindurch, in der Längsachse des Saales zur Bühne hin – so dass die Bewegungsströme des Stücks „ins Helle treten“. Diese Konzeption fand in der Jugendbewegung eine ebenso positive Resonanz wie bei renommierten reformpädagogischen Institutionen.
Als künstlerische „Körperbildung“ im Tanz und Bühnenspiel fand Luserkes gemeinschaftsbildendes Laienspiel eine ästhetische und rhythmische Entsprechung in der Eurythmie. Die Schüler sollten dabei ein Körpergefühl entwickeln, das ihnen auch bei geringerer Begabung ein Verständnis für den Kunsttanz ermöglichte. Scheue und unsichere Schüler sollten die Möglichkeit erhalten, sich innerlich zu lösen und zu lockern. Rollen wurden speziell auf die einzelnen Mitspieler zugeschnitten, um diesen Raum für Spontaneität und mimische Begabung zu eröffnen. Auf diese Weise wurde die Entfaltung der Persönlichkeit gefördert.
Luserkes Stücke entstanden zumeist nach dem „Bauhüttenprinzip“ in einer Kooperation zwischen Autor und allen Mitwirkenden. Theater sollte dabei weder „Illusionstheater“ noch „Kunsterlebnis“ sein, auch kein ästhetisches „Spiel“ im Sinne Friedrich Schillers, sondern „Urerlebnis der menschlichen Bewusstwerdung im Lichte der neuen Zusammenordnung von bewussten und unbewussten Tatbeständen im Seelenleben“. Leitmotiv wurde die Selbstfindung und -verwirklichung durch Selbstbetätigung – „agitur ergo sum“.
Mit Unterstützung des Preußischen Staatsministeriums für Wissenschaft, Kunst und Volksbildung sowie des Berliner Zentralinstituts für Erziehung und Unterricht war geplant, die Schule am Meer auf Juist als Spielzentrum und zentrale deutsche Ausbildungsstätte für Laienspiel-Pädagogen (Spielleiter) einzurichten. Die praktische Ausbildung von Spielleitern und eigene „Spielfahrten“ mit Shakespeare-Stücken dienten der Verbreitung dieser künstlerischen und pädagogischen Idee, besonders in Kreisen der Jugend- und der Laienspielbewegung. Um 1930 gastierte Luserke mit seinen Laienspielgruppen während der Schulferien an deutschen Bühnen und erhielt dafür sehr positive Kritiken, so beispielsweise für seine Shakespeare-Aufführungen in Berlin, Köln und Stuttgart.
Das Laien- bzw. Rollenspiel ist heute in Deutschland fester Bestandteil an vielen Schulen und im Programm der Lehrerfortbildung. Luserkes Konzeption für das Laienspiel wird heute wieder von Regisseuren aufgegriffen.

### Gemeinschaft

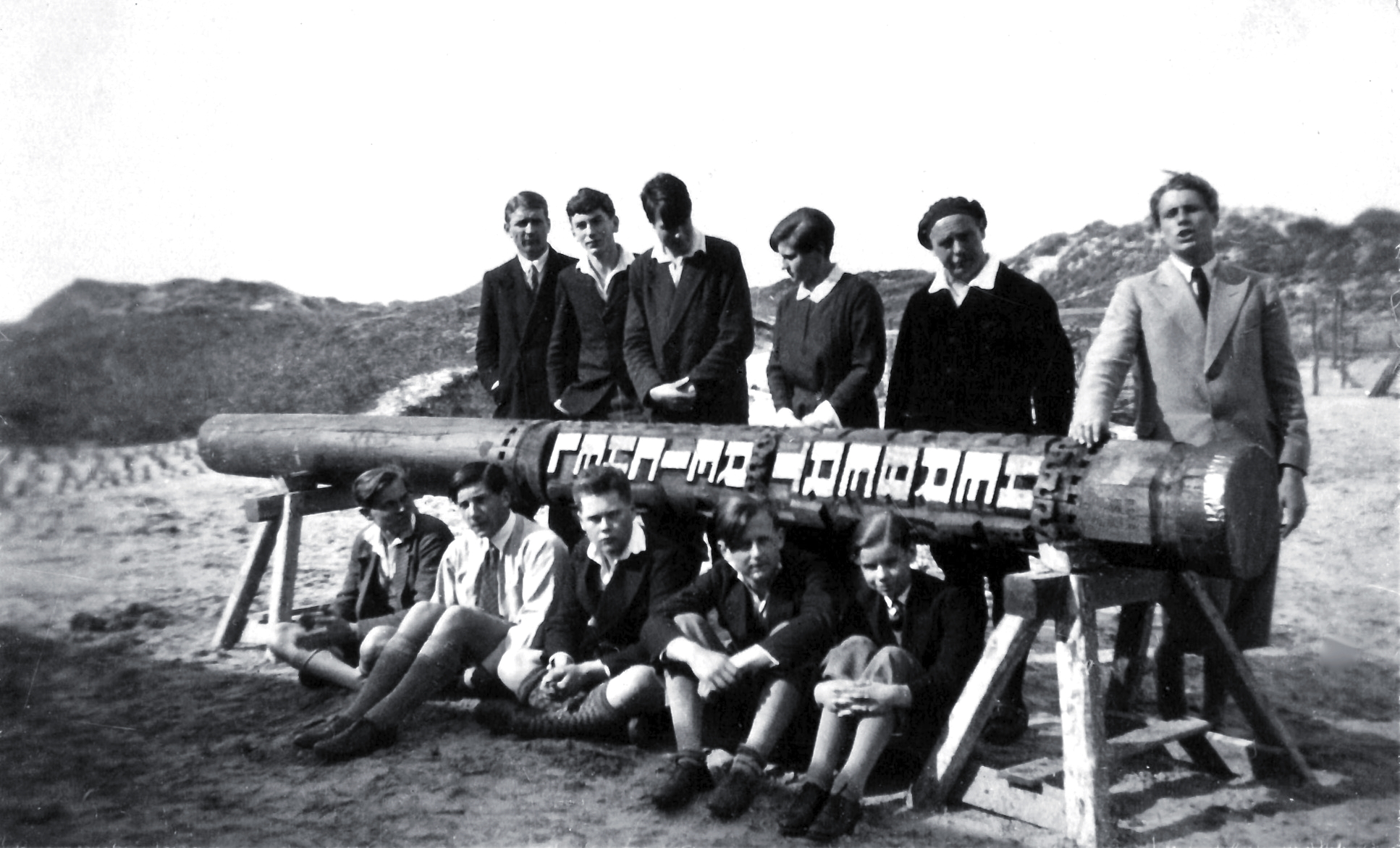
Trauernde Kameradschaft um Schiffsmast mit Schnitzerei als S.a.M.-Gedenkstätte für einen in der Nordsee ertrunkenen Junglehrer, 1929

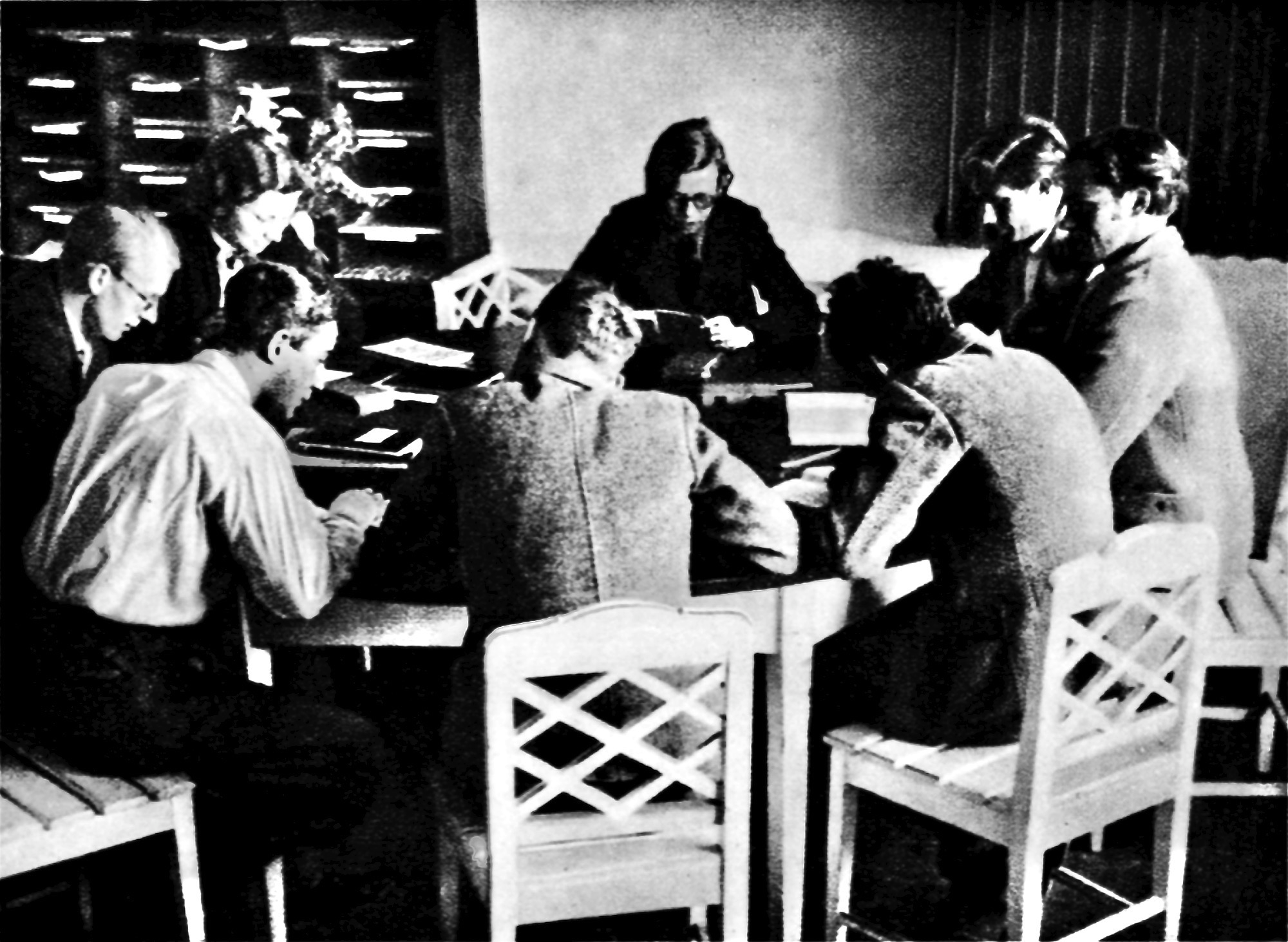
Der Unterricht im kleinen Kreis war Standard an der S.a.M. – Frontalunterricht gab es nicht, 1931

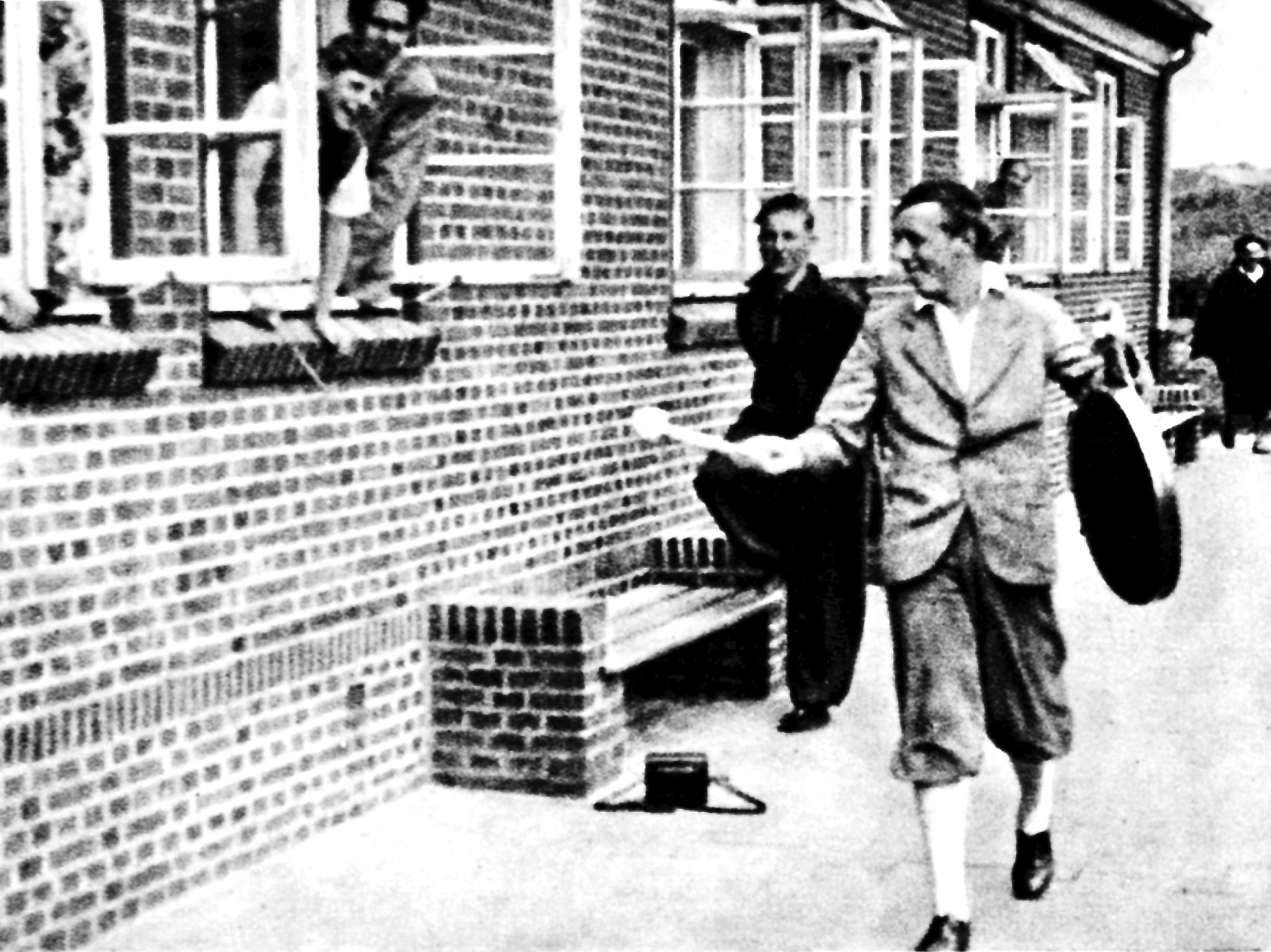
Ein älterer Schüler in Knickerbockers schlägt den vom Abschlussjahrgang 1930 am 22. März 1930 gestifteten Gong, während er entlang der Ostseite des Wohngebäudes Arche in Richtung der Wohnbaracke Jenseits über den Schulhof läuft, 1931

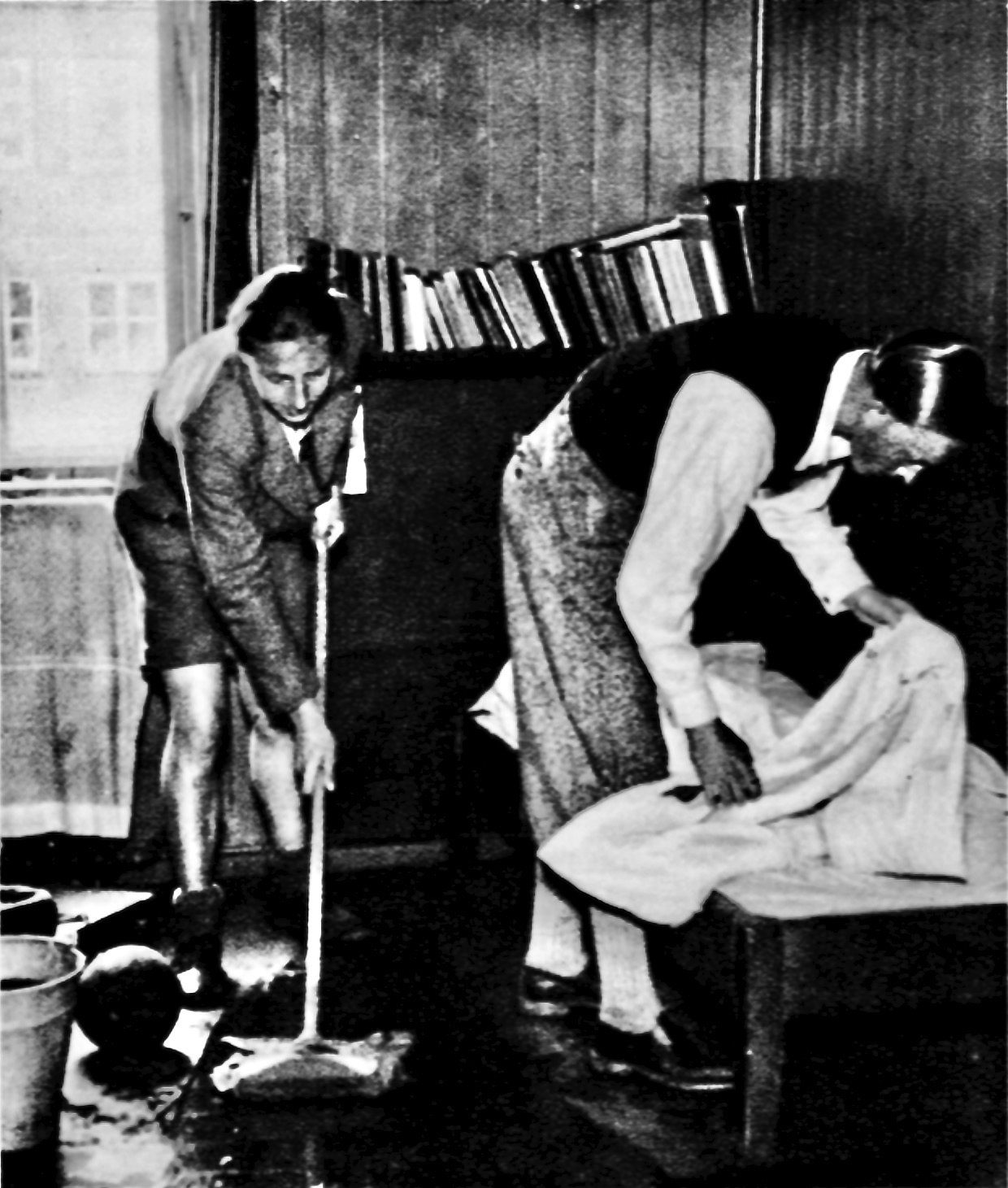
Schüler der S.a.M. beim „Reinschiff“ in einem Zimmer der Schülerwohnbaracke Jenseits, im Fenster die Südseite des Hauptgebäudes Diesseits, 1931

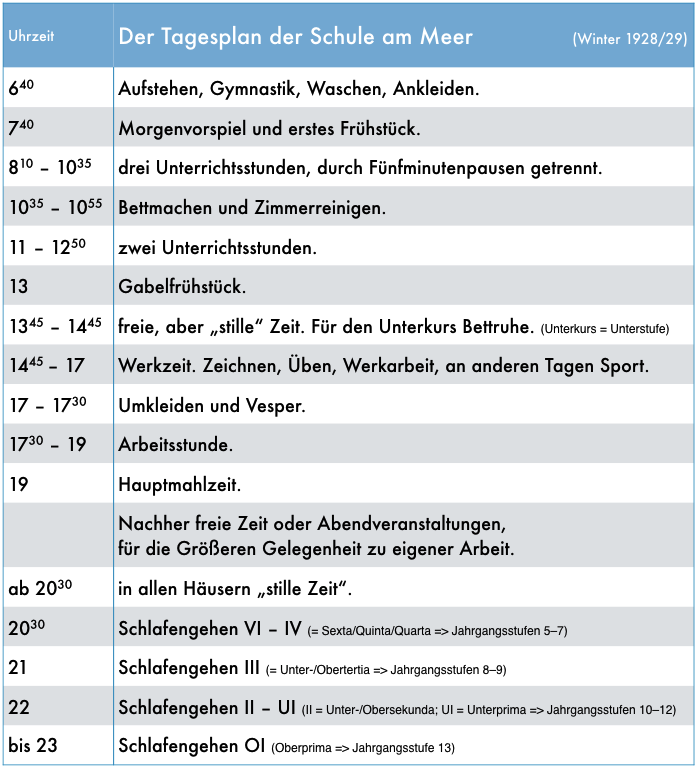
Tagesplan der Schule am Meer im Schuljahr 1928/29

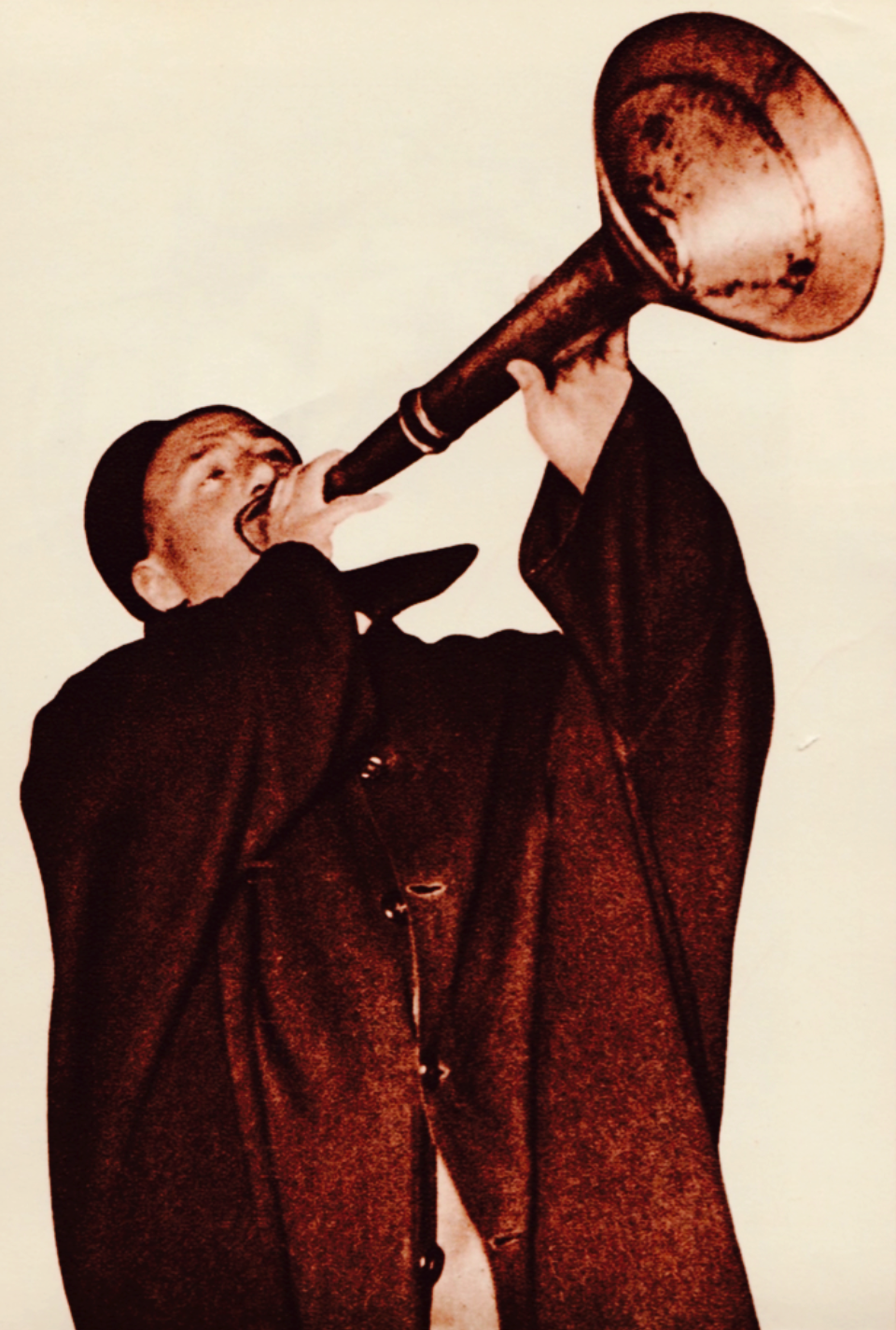
Schulleiter Martin Luserke beim allmorgendlichen seemännischen Weckruf „Rise, rise…“ in den Schülerunterkünften

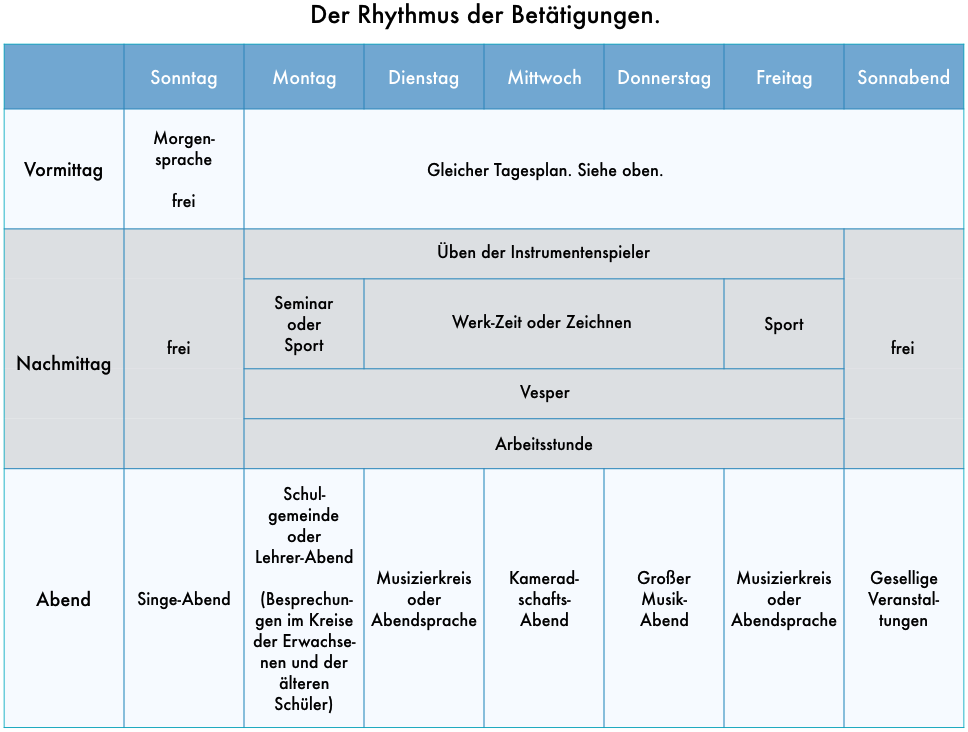
Wöchentlicher Rhythmus der Betätigungen als Ergänzung zum Tagesplan der S.a.M. im Schuljahr 1928/29

Die so genannten „Kameradschaften“, den Clans eines Stammes vergleichbare organisatorische Einheiten, die innerhalb der „Schulgemeinde“ dezentralisierend wirkten, bildeten ein wesentliches Element innerhalb der Schule am Meer. Jeweils zehn Schüler (Mädchen und Jungen aller Jahrgangsstufen) formten zusammen mit einer Lehrkraft eine „Kameradschaft“. Diese erwies sich in der Praxis als eine familienähnliche Gruppierung mit entsprechend engen sozialen Bindungen. Die „Kameradschaften“ gaben sich Eigennamen und Signets, die als profane Totems dienten. Sie bezeichneten sich als Bären, Delphine, Füllen, Geier, Pinguine, Robben, Seehunde, Stiere und Wölfe. Freundschaften, die teils lebenslang hielten, entwickelten sich nicht nur innerhalb dieser „Kameradschaften“, dort aber häufig von besonderer Intensität.
Ein Schweizer Lehrer der Schule am Meer, Herbert Reichel (* 8. Juli 1905 in Lausanne; † 24. Juli 1929 in Juist), ertrank in der Nordsee. Dem Verstorbenen wurde in den Dünen nördlich der Schule mit dem kunstvoll geschnitzten Stumpf eines Schiffsmastes gedacht, an dem handgearbeitete Figuren aus dünnem Blech befestigt waren, die seine trauernde „Kameradschaft“ symbolisierten.
Eine Schulklasse bzw. Lerngruppe umfasste ebenfalls maximal zehn Schüler. Vormittags standen zwei Schulstunden à 60 Minuten und drei Schulstunden à 45 Minuten auf dem Plan. Für den Unterricht gruppierten sich die Schüler mit ihrem Lehrer zwanglos um einen runden Tisch. Einen Frontalunterricht gab es nicht, die Schüler gestalteten den Unterricht aktiv mit.

„Der Lu [Luserke] – so erscheint es mir im weiten Rückblick – gab seinen Unterricht in der Form eines Gesprächs. Er war primus inter pares und ließ kaum anklingen, dass er die Unterhaltung doch behutsam in eine bestimmte Richtung lenkte. Er behandelte uns – wir diskutierten am runden Tisch – ohne jede lehrerhafte Herablassung, sondern er schien fast neugierig auf unsere Ansichten.“

Martin Luserkes vielseitige Begabungen und Interessen im intellektuellen, künstlerischen, erzählerischen, schriftstellerischen, handwerklichen und sportlichen Bereich machten ihn zu einem charismatischen Menschen, der von den Schülern nicht als Lehrerfigur klassischer Prägung empfunden wurde.
Mädchen und Jungen wohnten in der Schule am Meer auf einer Ebene zusammen, aber in getrennten Zimmern. Die Unterkünfte mit Etagenbetten waren zwar spartanisch, aber nicht ungemütlich. Im „Jenseits“ erzeugte das Holz an Boden, Wänden und Decke eine durchaus wohnliche Atmosphäre. Die Zimmer der Schüler wurden zusammen mit den anderen Räumen der Schule in den Pausen aufgeräumt und geputzt. Der „Schülerausschuss“, der sich aus älteren Schülern zusammensetzte, organisierte und verwaltete diesen Ordnungsdienst. Das Schulhausmeister-Ehepaar wurde dadurch unterstützt und teilweise entlastet.
Zum Frühstück (Breakfast nach britischem Vorbild) gab es beispielsweise heißen Porridge mit Obstkompott. Nach dem aus leichter Kost zusammengestellten Mittagessen (Lunch nach britischem Vorbild, von der Schule als „Gabelfrühstück“ bezeichnet) schloss sich bis 15 Uhr eine „stille Zeit“ an, in der die jüngsten Schüler des Unterkurses (der Unterstufe) Bettruhe hielten. Schlosser- und Tischlerwerkstätten dienten sowohl dem Werkunterricht als auch der ständigen gemeinschaftlichen Arbeit am Ausbau und der Instandhaltung der Schule, woran sich alle Schüler und Lehrer beteiligten. So entstanden beim Werken beispielsweise komplexe Schiffsmodelle mit vielen Details, aber auch gebrauchs- und seefähige Segelboote für den eigenen Bedarf. Nachmittags stand an drei Wochentagen Sport auf dem Plan. Sport und Werken waren bis 17 Uhr angesetzt. Danach wurden bis zum Abendessen die Hausaufgaben erledigt.
Zum Abendessen (Dinner nach britischem Vorbild), der Hauptmahlzeit des Tages, erschienen die Schüler formell in ihrer Schulkleidung: die Mädchen in rotem Rock und weißer Bluse, die Jungen in grauer Knickerbocker und schwarzem Blazer, alle einheitlich mit schwarzer Schullandheimmütze. Diese damals sehr modische zivile Bekleidung galt als klares Statement, war doch gleichzeitig bei vielen jüngeren Kindern dieser Zeit immer noch der an die ehemalige kaiserliche Marine angelehnte militärisch wirkende Matrosenanzug üblich. Die einheitliche Kleidung war eine mehrheitliche Entscheidung der „Schulgemeinde“. Deren konkrete Auswahl der „Schultracht“ ging auf die angenommenen Vorschläge des S.a.M.-Schülers Ernst Rötger Wiskott (* 12. Oktober 1911 in Charlottenburg bei Berlin) zurück, der vom Landschulheim Schloss Salem nach Juist gewechselt war.

„Das Wecken vollzog sich allmorgendlich, indem ‚Lu‘ [Luserke] mit einer ‚Flüstertüte‘ durch die Schülerhäuser lief und nach alter Seefahrermanier sein ‚Rise, rise‘ aussang. Aus der Tonart konnten Geübte bereits Schlüsse auf das herrschende Wetter ziehen. Anschließend traf man sich zur Morgengymnastik in den Dünen und – bei entsprechender Wetterlage und Jahreszeit – zum Bad in der Nordsee. Das Frühstück leitete der Musiklehrer Eduard Zuckmayer, ein Bruder des bekannten Schriftstellers, meist mit einem Cembalo-Spiel ein. Bachs ‚Wohltemperiertes Klavier‘ wurde uns allen zu einem festen Begriff. Nach dem Frühstück begann ein vierstündiger Unterricht, unterbrochen durch das ‚Reinschiff‘, bei dem Haus und Zimmer in Ordnung gebracht werden mussten. Um 13 Uhr gab es einen Lunch nach englischem Vorbild, und daran an schloss sich eine ‚Stille-Zeit‘. Von 14 bis 17 Uhr fanden praktische Übungen statt (Sport, Zeichnen, Werken, Orchester- und Theaterproben u. a. m.). Regelmäßig waren während dieser Zeit auch Arbeiten zum Ausbau und Unterhalt der Schule zu leisten, wobei die Sicherung des Geländes und der angrenzenden Dünen einen breiten Raum einnahm. Die Zeit von 17:30 bis 19 Uhr gehörte den Schularbeiten. Das Abendessen um 19 Uhr nahm ungefähr eine Stunde in Anspruch, woran sich dann verschiedene Tätigkeiten bis zur Bettzeit anschlossen. Diese war gestaffelt und bis spätestens 22 Uhr für die Oberstufe. Mindestens einmal im Monat fand eine ‚Schulgemeinde‘ statt, bei der sämtliche Lehrer und Schüler alle wichtigen Probleme unter allgemeiner Gleichberechtigung besprachen.“

Mit dem bereits vor 7 Uhr beginnenden Tagesablauf wollte man „einen sinnvollen, rhythmischen Wechsel von geistiger und körperlicher Betätigung, von Zeit, die den Forderungen der Gemeinschaft untersteht, und eigener Zeit des Einzelnen“ miteinander in Einklang bringen. Dieser Rhythmus bildete das zentrale Element der schulischen Tages- und Wochengestaltung.
Mitverantwortung zeichnete den Einzelnen der „Schulgemeinde“ aus: Jeder nahm eine konkrete Aufgabe wahr, ob im „Schülerausschuss“, der gewählten Interessenvertretung der Schüler, als „Bibliothekswart“ oder als Mitglied der „Elektrodiktatoren“, die den Stromverbrauch der Schule im Rahmen halten sollten. Der „Schülerausschuss“ übernahm auch die Pflege und Beaufsichtigung der jüngeren Schüler, denen jede erforderliche Hilfestellung zu leisten war. Die Arbeit eines anderen wurde respektiert, das gemeinsame Arbeiten zu zweit oder in größeren Gruppen bewirkte neben der Herausbildung einer Teamfähigkeit einen Zusammenhalt bzw. solidarisches Verhalten. Beschlüsse wurden gemeinsam gefasst, Lehrer und Schüler agierten dabei gleichrangig.
„Schulgemeinde“, „Schülerausschuss“ und „Kameradschaften“ bildeten eine dezentralisierte Organisationsstruktur innerhalb der Schule am Meer. Jede dieser Einheiten bzw. jedes dieser Gremien wurde durch spezifische Aufgaben, Funktionen und Berechtigungen definiert. 1930 befand die „Schulgemeinde“ an drei Abenden über die Einrichtung einer Körperschaft, die planmäßig Unpünktlichkeit, Unordnung und Ungehorsam bekämpfen sollte. Diese setzte sich schließlich aus vier Lehrern und acht Schülern zusammen, fortan nur noch als „Die Zwölf“ bezeichnet, die auch Strafen festlegten.
Beim gemeinsamen Zelten einzelner „Kameradschaften“ in den Dünen wurden Lagerfeuer am Strand entzündet, klassische gemeinschaftsbildende Aktivitäten, die von Luserke mit dem Erzählen phantasievoller Geschichten angereichert wurden. Er war ein sehr begabter Erzähler, der seine mystische Prosa allabendlich um eine spannende Fortsetzung bereicherte, bevor er sie nach erwiesen positiver Resonanz der Schüler zu Papier brachte. Das Wattenmeer bildete in seinen Geschichten die geheimnisvolle Grenze zwischen realer und übernatürlicher Welt. Den andächtig lauschenden Schülern, insbesondere den jüngeren, schuf er so eine wie aus Träumen entstandene Abenteuerwelt im unmittelbaren Umfeld der Schule am Meer. Gleichzeitig verdeutlichte er ihnen damit, dass sie konkrete Fertigkeiten, Sachkenntnisse und ein bisschen Glück benötigen, um möglichen Gefahren ausweichen oder mit geeigneten Lösungsansätzen begegnen zu können. Die von ihm erzählerisch und schriftstellerisch kreierte Kulisse von Meer und Küstenlandschaft, die prägenden Motive Kameradschaft, Wagnis und Bewährungsprobe, seine Betonung des Nordischen und Germanischen, rücken sein Werk allerdings oft in die Nähe der völkischen Literatur.
Südlich des schulischen Kernbereichs nutzten die Schüler östlich des „Olymp“ den Ententeich, einen mittlerweile „Erlenteich“ genannten Weiher, der damals noch deutlich größer war als heute, im Sommer zum Paddeln auf selbst gezimmerten Holzflößen, im Winter zum Schlittschuhlaufen. Nachdem der Innenhof des Kernbereichs der Schule nach ergiebigen Regenfällen regelmäßig unter Wasser stand, legte die Gemeindeverwaltung 1928 unter aktiver Beteiligung der Schüler und Lehrkräfte einen breiten Graben zur Entwässerung an, damit das überschüssige Wasser ins Watt ablaufen konnte.
Unter dem Stichwort „Lebensbildung“ (= am realen Leben orientierte Bildung) dürfte Luserke die Umstände gesehen haben, die sechs Abiturienten im besonders harten Eiswinter 1928/29 mit ihm und einem weiteren Lehrer erlebten. Es erwies sich als abenteuerlicher Versuch, die Kommission zur Abnahme der mündlichen Prüfung per Flugzeug und Fähre auf dem Festland zu erreichen, mit Peter Döblin, einem Sohn des bekannten Schriftstellers und Psychiaters Alfred Döblin, gewissermaßen im Krähennest. Die Kommission konnte oder wollte bei diesen widrigen Bedingungen nicht auf die Insel, also mussten die Abiturienten sich zu ihr begeben. Über die Einzelnachweise findet sich die ganze Erzählung. Im selben Winter liefen die älteren Schüler den Weg durch das zugefrorene Watt zum Festland und wieder zur Insel zurück, um mangels Fährverkehr die ausbleibenden Versorgungsgüter zu beschaffen und den Schulbetrieb aufrechtzuerhalten. Ab 1930 fanden die Abiturprüfungen vollständig auf dem S.a.M.-Gelände statt; dazu reiste Oberschulrat Hans Dudenhausen an.
Obwohl die Schule am Meer auf einer Insel lag, führte sie kein isoliertes Dasein. Es gab beispielsweise regen Austausch mit reformpädagogisch orientierten Lehrkräften aus ganz Deutschland, die sich informieren wollten, aber auch mit ganzen Schulklassen. Im Jahr 1932 kam beispielsweise eine Oberprima der reformpädagogischen Karl-Marx-Schule aus Berlin für vierzehn Tage zur Schule am Meer nach Juist. Aus diesem Anlass gab es politische Vortragsveranstaltungen und rege gemeinsame Diskussionen. Dabei wurden auch die konzeptionellen Unterschiede zwischen den beiden Schulen thematisiert, denn im Gegensatz zur Schule am Meer war die Karl-Marx-Schule eine Vorläuferin der heutigen Gesamtschulen.

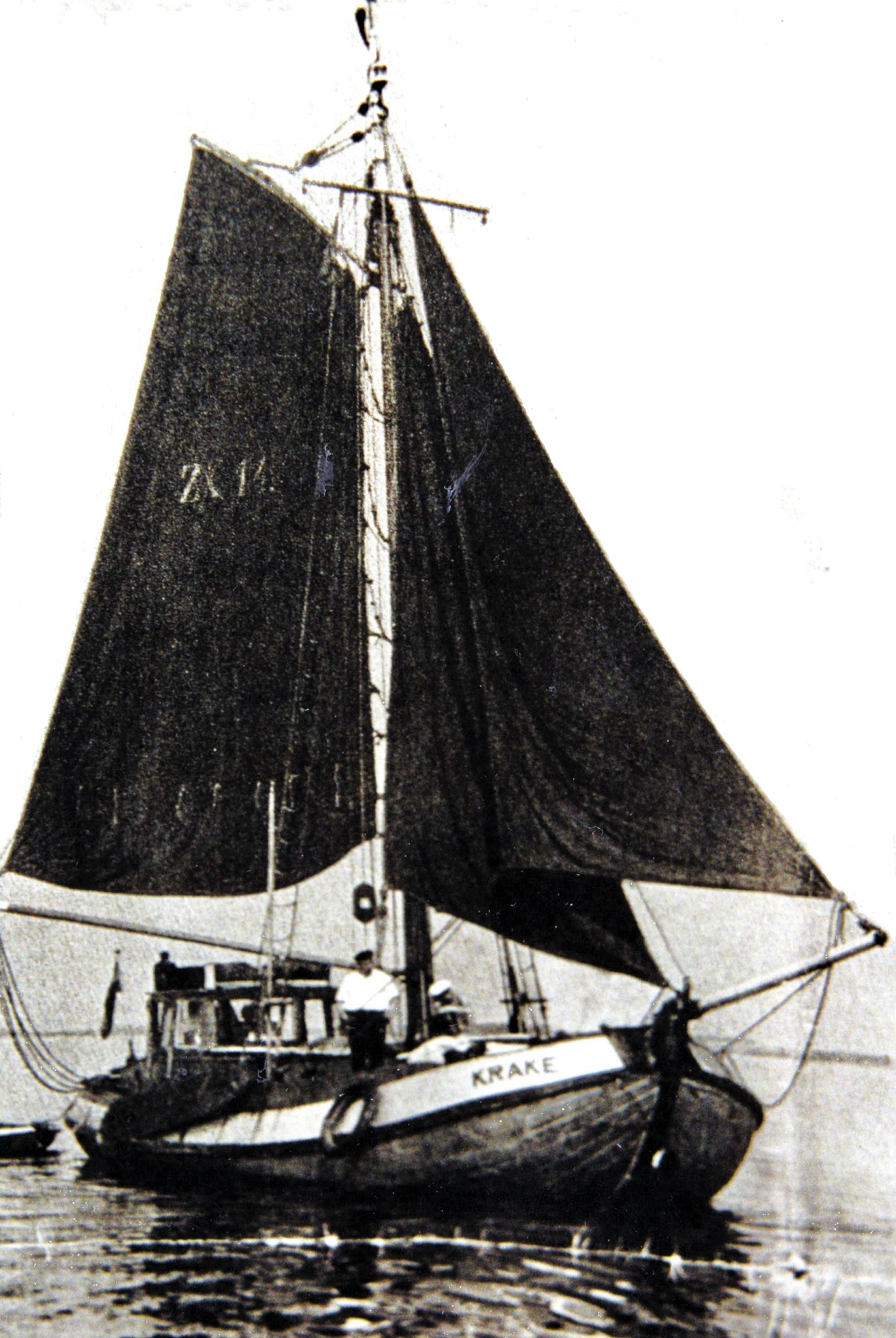
Die Krake mit S.a.M.-Schüler Dieter Luserke (1918–2005) und Schulleiter Martin Luserke auf dem Vorschiff (Back)

Noch vor der Schließung der Schule erwarb Luserke im Februar 1934 einen niederländischen Blazer, die Krake, auch als „ZK 14“ bekannt. Gemeinsam mit Schülern der Schule am Meer, darunter Beate Köstlin (später Uhse), überführte er das Schiff von Zoutkamp nach Oldersum, um es dort bewohnbar umbauen zu lassen. Während der Schul- bzw. Semesterferien segelten Luserke, die Lehrerin Erne Wehnert (1900–1985) und mehrere ehemalige S.a.M.-Schüler, darunter wiederum Beate Köstlin (später Uhse), nach dem Motto „Hand gegen Koje“ (=  Mitfahrt gegen Mitarbeit). durch ost- und westfriesische Küstengewässer. Abends in den Kojen las Luserke aus seinen selbst verfassten Seefahrtsgeschichten vor.
Im Februar 1934 kündigte Luserke seinen Rückzug an. Ostern 1934 wurde die Schule am Meer von Luserke freiwillig für immer geschlossen, die Schulflagge eingeholt. Trauer und Zorn waren bei den meisten Schülern und Lehrern gleichermaßen groß.

„…hier in Juist sollte das Größte, was mir möglich war, geschaffen werden.“

Im August 1934 verließ Luserke die Insel Juist mit seiner Krake und kehrte nach dieser für ihn schmerzlichen Erfahrung bis zu seinem Tod nicht mehr dorthin zurück. Mit ehemaligen Schülern und Kollegen hingegen hatte er auch später noch guten Kontakt, beispielsweise mit Hubert Kelter, Beate Köstlin (später Uhse) oder Jens Rohwer.
Die endgültige Schließung ihrer Bildungseinrichtung, in der sie zumeist jahrelang rund um die Uhr gemeinsam gewohnt, gespeist, gelernt, sportlich trainiert, gearbeitet, Bäume, Sträucher, Blumen, Gemüse und Gras angepflanzt bzw. gezogen, Wege angelegt, Baracken und Schuppen errichtet, Boote gebaut, gebastelt, gemalt, gezeichnet, geprobt, Theater gespielt, komponiert, musiziert, gesungen und Freundschaften fürs Leben geschlossen hatten, bedeutete für viele, wenn nicht alle Beteiligten, einen herben Einschnitt, den Abschluss einer nicht unbedeutenden Lebensphase:

„Die Schließung der Schule am Meer habe ich in Juist miterlebt. Ich erinnere mich noch daran, als wäre es gestern gewesen: Das letzte Morgenspiel von ‚Zuck‘ [Eduard Zuckmayer] – Präludium und Fuge Nr. 1 von J. S. Bach – und etwas später das Einholen der Schulflagge… Ich lief danach voller Wut und Trauer auf mein Zimmer, warf mich aufs Bett und heulte wie ein Schlosshund. Dann der letzte Kameradschaftsabend der ‚Delphine‘, der Kameradschaft von ‚Zuck‘, wie er uns in seinem Zimmer noch einmal die Waldsteinsonate vorspielte. Der Abschied am nächsten Tag, die letzte Fahrt mit den Schulkameraden auf dem Dampfer ‚Frisia‘ nach Norddeich, das deprimierende Gefühl, eine Heimat verloren zu haben.“

Oswald Graf zu Münster (1917–2003) pflegte beispielsweise lebenslange Freundschaften mit seinem Mitschüler Günther Leitz (1914–1969) und dem Orchesterleiter Eduard Zuckmayer (1890–1972), die durch die gelebte „Kameradschaft“ in der Schule am Meer begründet wurden.

## Konzeption

### Reformpädagogik

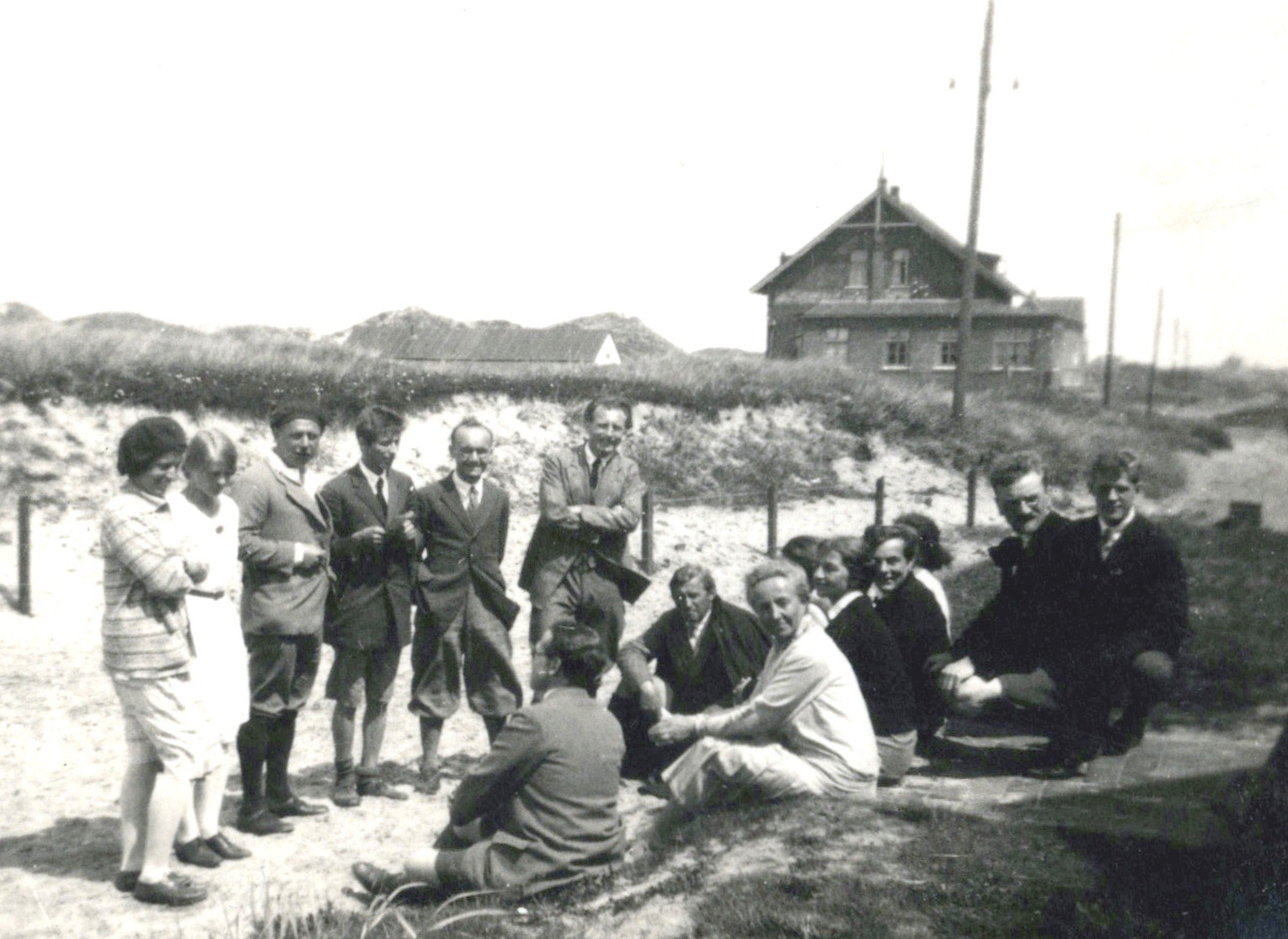
Kollegium der Schule am Meer im Loog auf Juist vor dem Eingang des Hauptgebäudes Diesseits; stehend von links: als 2. Erne Wehnert (1900–1985), als 3. Martin Luserke, als 6. Fritz Könekamp. Sitzend von links: Eduard Zuckmayer, Paul Reiner, Marie Franke (1864–1940), Leonore Luise Neumann (1879–1939), Anna Sara Reiner (1891–1972), 2. v. rechts Rudolf Aeschlimann, ca. 1929

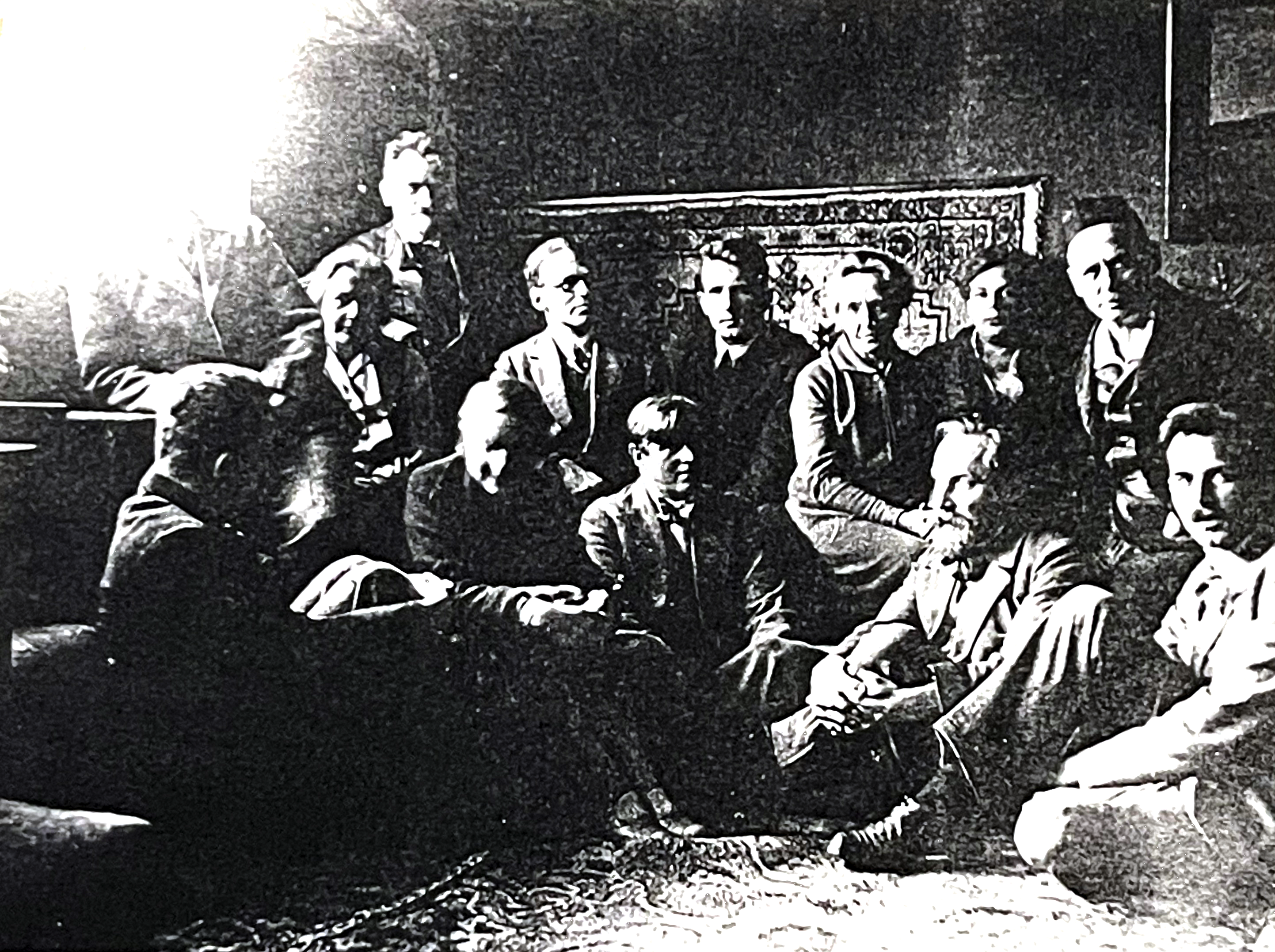
Kollegium der Schule am Meer, um 1929

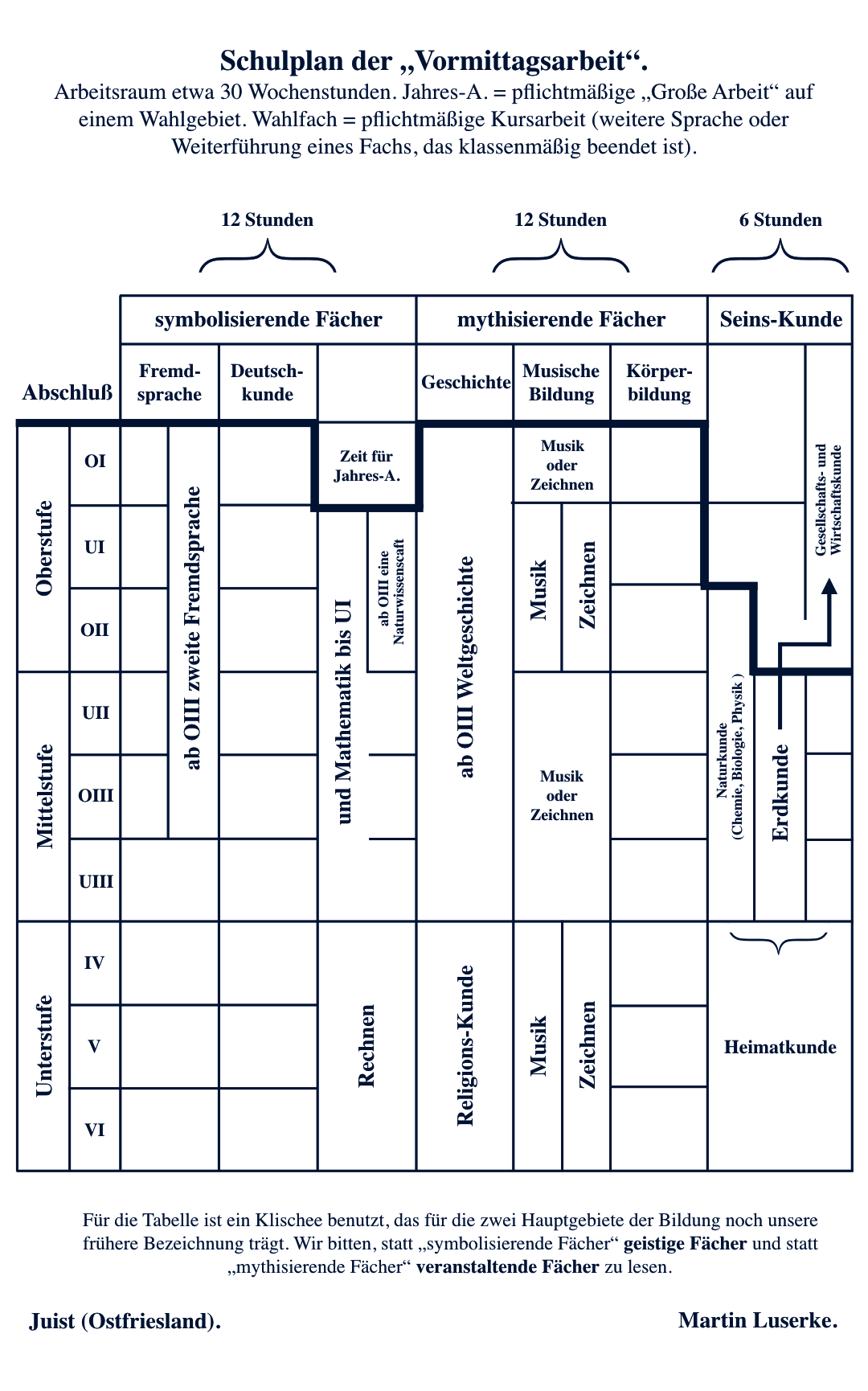
Versuchsschulplan der Vormittagsarbeit für die Schule am Meer, 1931 durch Martin Luserke eingereicht

Wie bereits in Wickersdorf kombinierten Luserke und Kollegen auch auf Juist wesentliche Inhalte der Reformpädagogik:
- die Koedukation der Geschlechter,
- die Kooperation von Lehrern, Schülern und Eltern in einer „Schulgemeinde“,
- eine Beschneidung der Autorität der Lehrkräfte,
- einen wissenschaftlichen Eigenbeitrag der Schüler,
- die Ergänzung des ursprünglich theorielastigen Unterrichts durch eine musische, sportliche und handwerkliche Ausbildung,
- eine lebensreformerische Ernährung und
- eine physische Abhärtung.[61]

Grundlage dieser Kombination war ein von Luserke beschriebener „Hunger nach Ganzheit“, einer Theorie und Praxis umfassenden Schulbildung, die staatliche Schulen nach Meinung der Reformpädagogen nicht boten.
Neben Luserkes Vorstellung von „naturhafter Erziehung“, die er als „Heranbildung von Gesinnung“ ansah, betrachtete er die Jugendphase als „Zeit der Sammlung“ und der geistigen Reifung „in der Stille“. Damit begab er sich in einen Gegensatz zur Jugendbewegung (Bündische Jugend), die eine eher revolutionäre Jugend im Sinn hatte, die mit manchen tradierten Gewohnheiten der älteren Generation brach.
Die jugendbewegte Gemeinschaftsidee wurde für die Reformschulen zu einem prägenden Element. Ein klassisches Lehrer-Schüler-Verhältnis analog zum staatlichen Schulsystem bestand in der Schule am Meer ebenso wenig wie an anderen reformpädagogischen Schulen. Die Schüler sprachen voneinander als „Kameraden“. Ein Lehrer war dementsprechend ein älterer „Kamerad“, ein primus inter pares, bildete er doch mit den Schülern eine „Kameradschaft“, war „Kameradschaftsführer“. Die Schüler duzten ihre Lehrer und wandelten deren Familiennamen gern verniedlichend in Kurzformen wie „Aeschli“ (Aeschlimann), „Lu“ (Luserke) oder „Zuck“ (Zuckmayer) um. Dies diente einerseits der einfacheren verbalen Handhabung, andererseits einer Generierung größerer Vertrautheit.
In der Schule am Meer verfolgte Luserke den Ansatz, intellektuelle und musische Bildung nach humanistischem Vorbild zu realisieren, als „Synthese von Geist- und Lebensbildung“. Die musischen Bildungsbemühungen umfassten die Fächer Musik, Kunst, Laienspiel und Sport. Sie nahmen an der Schule am Meer ebenso viel Raum ein wie die traditionellen Schulfächer. Politik und Kultur waren Themen des „Seminars“ der Schule, das Paul Reiner leitete.
Luserke intendierte in seiner „Schule des exakten Denkens“ stets das Erlebnis aus erster Hand. Die Natur, hier insbesondere die See, wurde von ihm in das pädagogische Konzept integriert: „Erziehung durch die See“ war sein Motto. Fertigkeiten und Kenntnisse wurden praktisch vermittelt, im Gegensatz zu theoriebildenden Lernsituationen. Der Schüler sah sich an der Schule am Meer, einer dieser „verrückten (Reform-)Schulen“, als Individuum gefordert und gefördert. Seine Arbeitsmethodik musste sich an größeren Zusammenhängen orientieren: fachübergreifend.

„Die Schule am Meer läßt die Jugend in nahem und dauerndem Zusammenleben mit der großen und einfachen Natur der Meeresküste aufwachsen. Gleichzeitig ordnet sich die Jugend in eine klar aufgebaute und kultivierte Gemeinschaft ein. Das Leben ist von geistigen Werten beherrscht, von frischer Kameradschaftlichkeit durchdrungen und vollzieht sich in gepflegten Formen. Die Schule am Meer will so der Ausprägung und Vertiefung des deutschen Menschentums dienen.“

Die Reformpädagogik stand in bewusstem Gegensatz zum wilhelminischen Schulsystem. Um zu allgemein anerkannten Schulabschlüssen zu gelangen, mussten die Anforderungen an den Fächerkanon und das Lernniveau zwar vergleichbar sein. Freiräume, die von den staatlichen Schulen nicht abgedeckt wurden, ließen sich jedoch nachhaltig und effektiv im Sinne des reformpädagogischen Anspruchs gestalten: Die intensive Förderung einer Ausbildung im handwerklichen Bereich ließ bereits Ansätze der Arbeitslehre erkennen. Weitere Schwerpunkte bestanden in der musischen Bildung und einem musisch gestalteten Tagesablauf, einer grundlegenden Umgestaltung der „Religions-Kunde“ und einer körperlichen Ertüchtigung und Abhärtung.
Die „Schulgemeinde“ war innerhalb der Schule das hierarchisch höchste Gremium. Sie gab den Schülern und Lehrkräften ein gleichberechtigtes Stimm- und Rederecht. De facto handelte es sich dabei um eine Basisdemokratie. Die Älteren und mental wie physisch Stärkeren (Schüler und Lehrkräfte) lebten eine Verantwortung gegenüber den Jüngeren und mental wie physisch Schwächeren, gaben ihnen theoretische und praktische Hilfestellung und Anregung. Es gab nicht nur den in staatlichen Schulen noch unüblichen koedukativen Unterricht, sondern auch ein koedukatives Zusammenleben in familienähnlichen Strukturen, durch das ein erhöhtes Maß an Toleranz gegenüber individuellen Persönlichkeitsmerkmalen begründet wurde.

### Völkische Mythologie
Die für die damalige Zeit revolutionäre Pädagogik, die in ähnlicher oder variierter Form auch in anderen deutschen reformpädagogischen Bildungseinrichtungen praktiziert wurde, gründeten Luserke und Kollegen auf einer Basis mythischen und völkischen „nordisch-germanischen“ Denkens. Idealisierend appellierte Luserke an schöpferische Kräfte der Jugend und an eine kameradschaftliche Bewährung im Kampf gegen irdische und übersinnliche Mächte. Damit war er der Gedankenwelt der Jugendbewegung nahe. Gleichzeitig ließ er sich wohl stark von Ludwig Klages’ Vorstellung der Polarität von rationaler und irrationaler Welterfassung beeinflussen, zwischen der eine harmonische Synthese herzustellen sei. Beide Denkweisen müssten prinzipiell gefördert werden. Derzeit habe aber die besondere Betonung auf der letzteren, der „nordisch-germanischen“ Welterfassung, zu liegen. Diese werde vom rational-analytischen „hellenistischen“ Denken zu sehr dominiert. Durch Mystik und Mythen integrierte Luserke auch stark romantisierende und gemeinschaftsbildende Elemente in seine pädagogischen Vorstellungen und den Schulalltag.
Er propagierte eine „ganzheitliche deutsche Geistesart“ und das „Deutschtum“ seiner „Schule deutscher Art“. Von völkischen bzw. nationalsozialistischen Begriffen wie „Rassenreinheit“, „Entartung“ oder „völkischer Blutsvergiftung“, und damit von einer rassistischen Ausgrenzung der Juden und anderer Bevölkerungsminderheiten, distanzierte sich Luserke schon 1924 in seiner programmatischen und zivilisationskritischen Schrift mit Leitsätzen für die Schule am Meer deutlich:

„Wir glauben an das deutsche Wesen als an eine geistig-seelische Rassigkeit, die über allen Tagesmeinungen und Parteikämpfen als Gemeinschaft der Sprache und als eine Geformtheit und fortdauernde Formung durch gemeinsame Kulturgüter besteht. Wir glauben aber, daß sie nicht bloß als Natur vorhanden ist, sondern daß es der Verantwortung der Lebenden unterliegt, was sie mit diesem Lebenskörper anfangen. Wir rechnen zu dieser Verantwortung auch eine kraftvolle Nüchternheit gegenüber der mystischen Überbewertung des Blut- und Leibhaften und der einsiedlerisch-völkischen Nervosität. Wir glauben nicht, daß alle krankhaften Erscheinungen am Volkstum auf Vergiftung mit Fremdartigkeit, sondern wir glauben vielmehr, daß sie auf geistig-seelischer Unterernährtheit und Formlosigkeit beruhen.“

Mit der Gemeinschaftsidee sowie den mythischen und völkischen Aspekten ergab sich einerseits eine gewisse ideologische Parallele zum erstarkenden Nationalsozialismus, der genau diese Elemente für seine eigenen Ziele zu nutzen wusste. Luserkes Maxime einer Autonomie der Schüler, Lehrer und Schule sowie die Hervorhebung der Jugendphase als eines eigenständigen besonderen Wertes verhinderten andererseits eine Integration der Schule am Meer in das nationalsozialistische Erziehungssystem ab 1933.

### Jüdisch-christliche Symbolik
Sowohl innerhalb der Schule am Meer als auch in dem von Luserke bezeichneten Bereich der „Lebensbildung“ (=  am realen Leben orientierte Bildung) findet sich latent jüdisch-christliche Symbolik.
Das erste von der Schule am Meer erworbene Gebäude und eines der beiden ersten von ihr errichteten Gebäude wurden mit religiös zu interpretierenden Bezeichnungen benannt: Diesseits und Jenseits sind ein komplementäres Begriffspaar, das nur bei einer Akzeptanz des im jüdisch-christlichen Glauben manifestierten ewigen Lebens einen Sinn ergibt. Davon ausgehend lässt sich das Diesseits (hebräisch העולם-הזה ha‘olam haza) als die vom Menschen rational erlebte Weltnatürlichkeit oder Realität beschreiben, auf die Luserkes „Lebensbildung“ fokussierte. Demgegenüber steht das Jenseits (hebräisch עולם-האמת olam ha’emet bzw. העולם הבא ha’olam ha’ba) als esoterischer, irrationaler, mythischer oder religiöser Inhalt für Glaube, Hoffnung oder Übernatürlichkeit. Diese Polarität entsprach exakt einem pädagogischen Ansatz Luserkes, der von einer Existenz irdischer und übersinnlicher Mächte bzw. des Rationalen und Irrationalen ausging (siehe Abschnitt Völkische Mythologie).
Bezogen auf die reale Funktionalität der beiden Gebäude Diesseits und Jenseits lässt sich die gewählte Begrifflichkeit nur ansatzweise und unvollkommen interpretieren, aber nicht durchgängig, zumal das Hauptgebäude Diesseits multifunktional war.
Der erste Massivbau, den die Schule errichtete, wurde schulintern offiziell als Arche (lateinisch arca = Kasten bzw. hebräisch תֵבָה tēvāh = Kasten, Schrein, Sarg) benannt. Die in Tora und Bibel (Gen 6,14–16 ) im Buch Genesis (hebräisch בְּרֵאשִׁית (bere’šīt) Bereschit, Kapitel 6–9) enthaltene Erzählung von Noah (hebräisch נֹחַ Noaḥ, נוֹחַ Nōaḥ = Ruhe) berichtet darüber, dass dieser von Gott vor einer Flut gewarnt und beauftragt wurde, eine Arche zu bauen.
Auf einer Insel wie Juist sind Sturmfluten Teil der historisch belegten Lebenswirklichkeit, sie können sich dort existenziell bedrohend auswirken. Im November 1930 kam es auf Juist zu einer solchen Sturmflut; Schüler und Lehrer konnten somit deren Auswirkungen miterleben. Genau dieses Erlebnis aus erster Hand (Erlebnispädagogik) entsprach Luserkes pädagogischem Konzept.
Eine weitere Symbolik lässt sich in den Segelbooten, die von den Schülern und Lehrern benutzt wurden, bzw. in dem von Luserke erworbenen Blazer Krake erkennen, auf dem Schüler und Lehrer mitfuhren. Von der christlichen Kirche wird das Schiff als ihr Symbol betrachtet, das im übertragenen Sinn im „Meer der Zeit“ unterwegs ist. Ein Schiff steht gleichzeitig symbolisch für das menschliche Leben, das von einem Auf und Ab so bewegt wie das Meer sein kann. Das Meer wiederum steht für die Bedrohung durch Sünde und Tod. Das christliche Kreuz, an dem Jesus Christus gekreuzigt wurde, ist durch den Segel- bzw. Schiffsmast symbolisiert. Die Boots- bzw. Schiffsbesatzung ist aus christlicher Sicht im übertragenen Sinn stets auf dem Weg zum Hafen Gottes, der Ewigkeit. Auf dem christlichen Schiffssymbol wird häufig das Christusmonogramm Chi-Rho = ☧, das ineinander stehende Px, dargestellt. Die lateinischen Lettern Px liest man wie Pax = Friede (Hebräisch שלום = Schalom). Luserke stellte das Meer, das Segeln, die Jollenkreuzer der Schule bzw. seinen Blazer Krake in den Mittelpunkt seiner „Erziehung durch die See“.
Die Schule am Meer wurde sowohl von christlichen als auch jüdischen Schülern besucht; letztere hatten einen in Relation zu den meisten staatlichen Schulen hohen Anteil. Auch unter den Lehrern waren beide Religionen vertreten, selbst wenn sicherlich ein Großteil dieser Juden und Christen weniger religiös als säkular geprägt war und zum Teil nach Konversion der evangelischen oder katholischen Kirche angehörte. Dafür spricht zum einen, dass orthodoxe Juden wegen der Einhaltung jüdischer Mizwot (hebräisch מצוה Plural: Mitzwot bzw. Mitzwauss oder Mitzwojss = Gebote), jüdischer Feste, jüdischer Speisegesetze (hebräisch כַּשְרוּת Kaschrut bzw. Kaschrus = rituelle Unbedenklichkeit) und im Hinblick auf ein Erlernen der hebräischen Sprache eine rein jüdische Schule gewählt hätten. Zum anderen waren einige Schüler zum damaligen Zeitpunkt noch nicht über ihre mindestens teilweise jüdische Abstammung informiert, so beispielsweise Felicitas Kestner (ursprünglich Cohnheim, später verheiratete Kukuck). Gleichwohl konnte sich in der zuvor geschilderten Symbolik die gesamte „Schulgemeinde“ wiederfinden, zumal Noahs Arche auch unter Atheisten wohl zu den bekanntesten Erzählungen aus der Heiligen Schrift zählt. „Religions-Kunde“ war eines der reformierten Unterrichtsfächer, an dem alle Schüler teilnahmen. Ungeachtet ihrer individuellen Religiosität wurden sie mit den unterschiedlichen Glaubensrichtungen vertraut gemacht. Konfessionell gab es eine sehr deutliche Dominanz der protestantischen Lehrer, Eltern und Schüler, mit weitem Abstand gefolgt von jüdischen. Dissidenten bzw. bekenntnisfreie Lehrer, Eltern und Schüler nahmen den dritten Rang ein, während katholische eine kleine Minderheit bildeten.

### Architektur

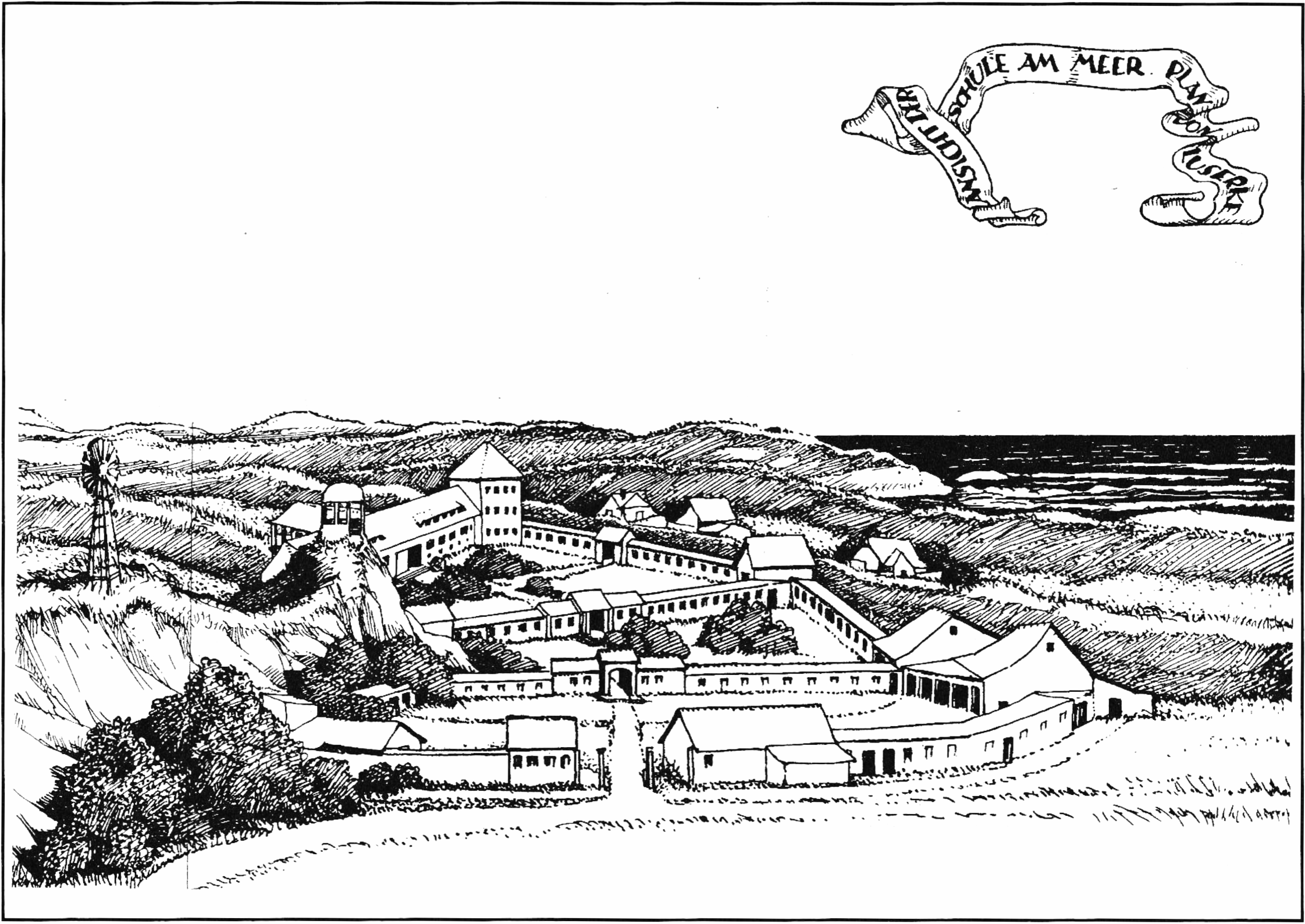
Ein anthroposophisch inspirierter erster Planungsentwurf für das Landerziehungsheim Schule am Meer an der Ostseite der Augustendüne auf Juist aus dem Jahr 1924

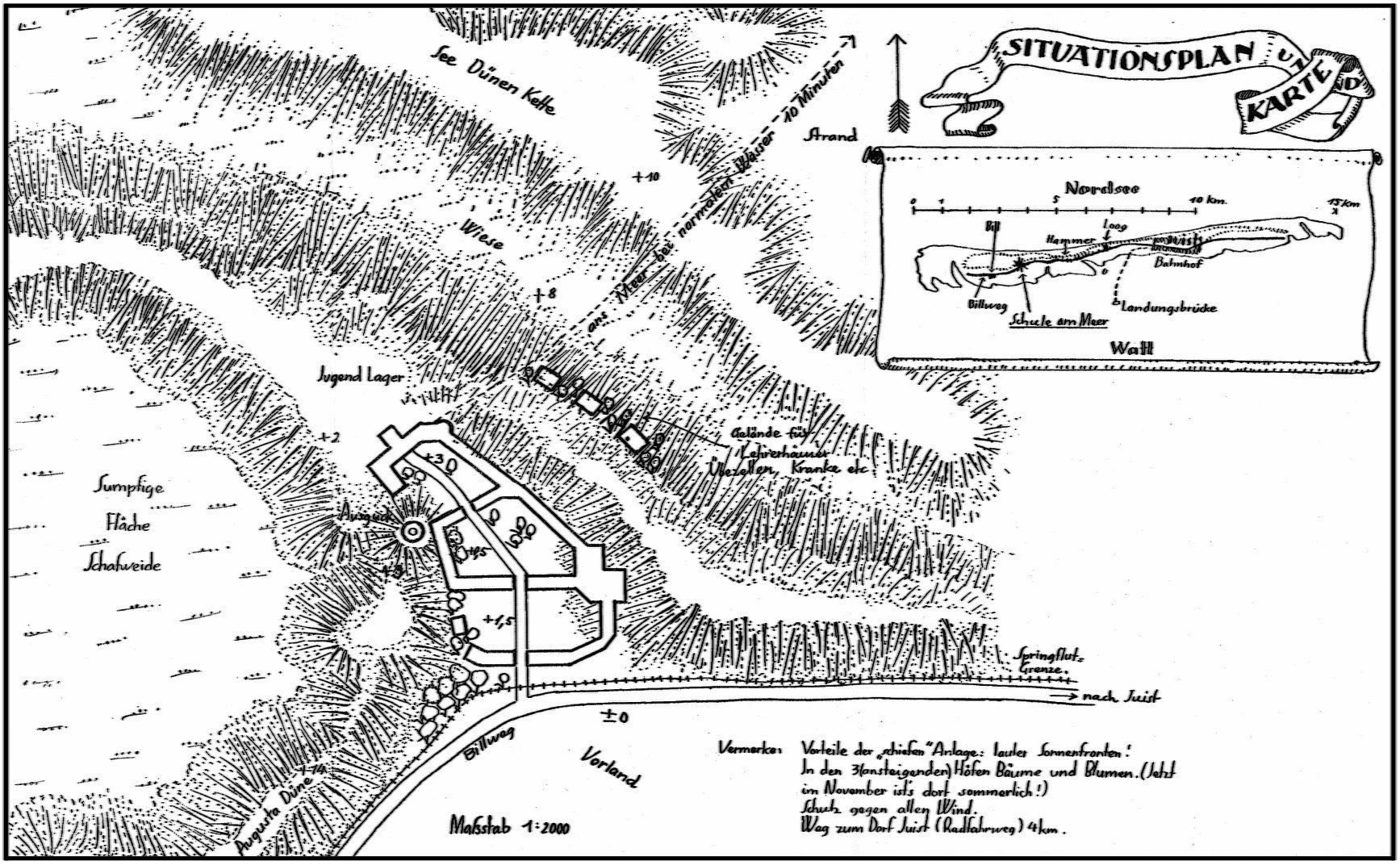
Ein angedachter Situationsplan für das geplante Landerziehungsheim Schule am Meer aus dem Jahr 1924

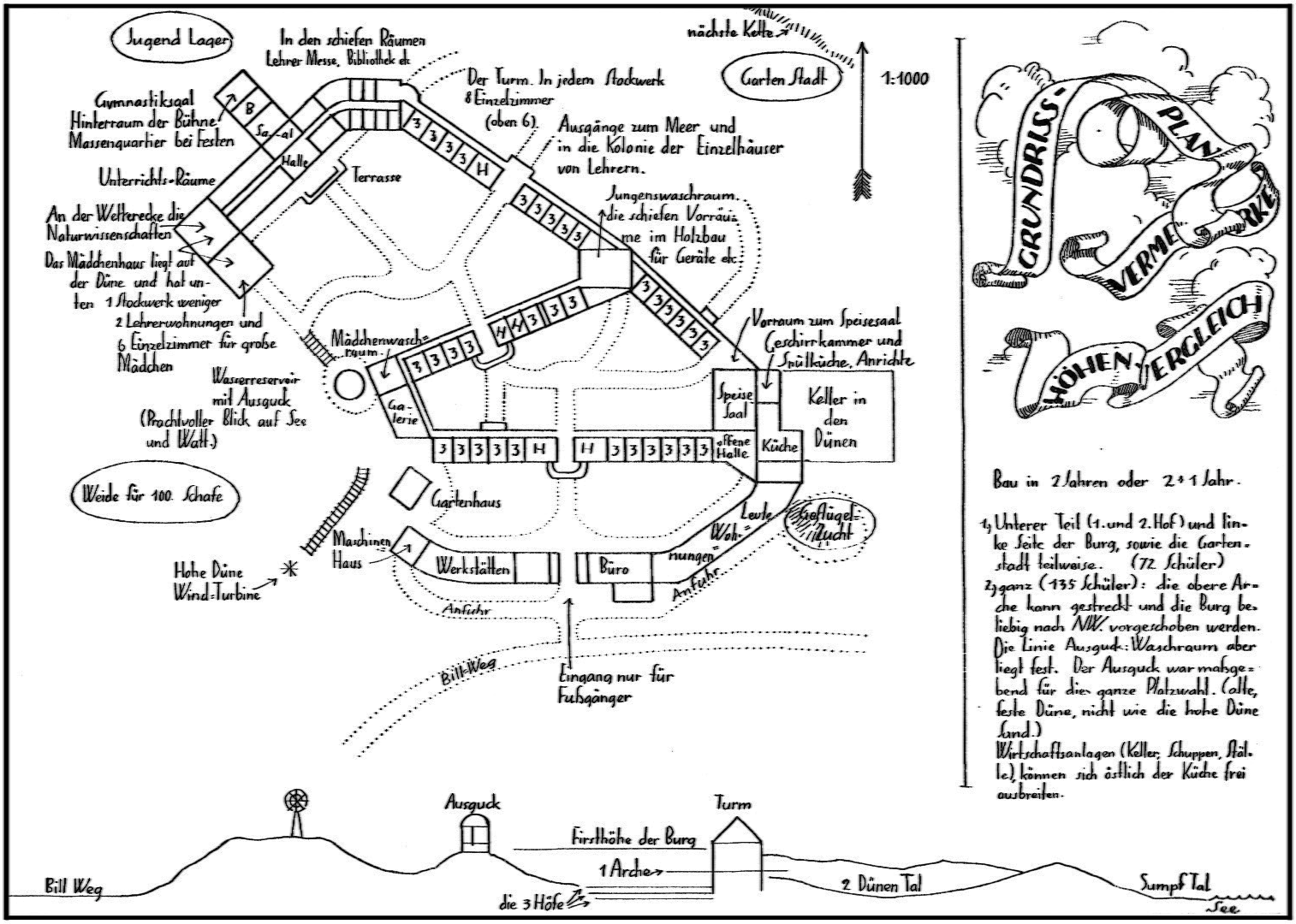
Ein erster Grundriss und Nutzungsplan für das geplante Landerziehungsheim Schule am Meer aus dem Jahr 1924

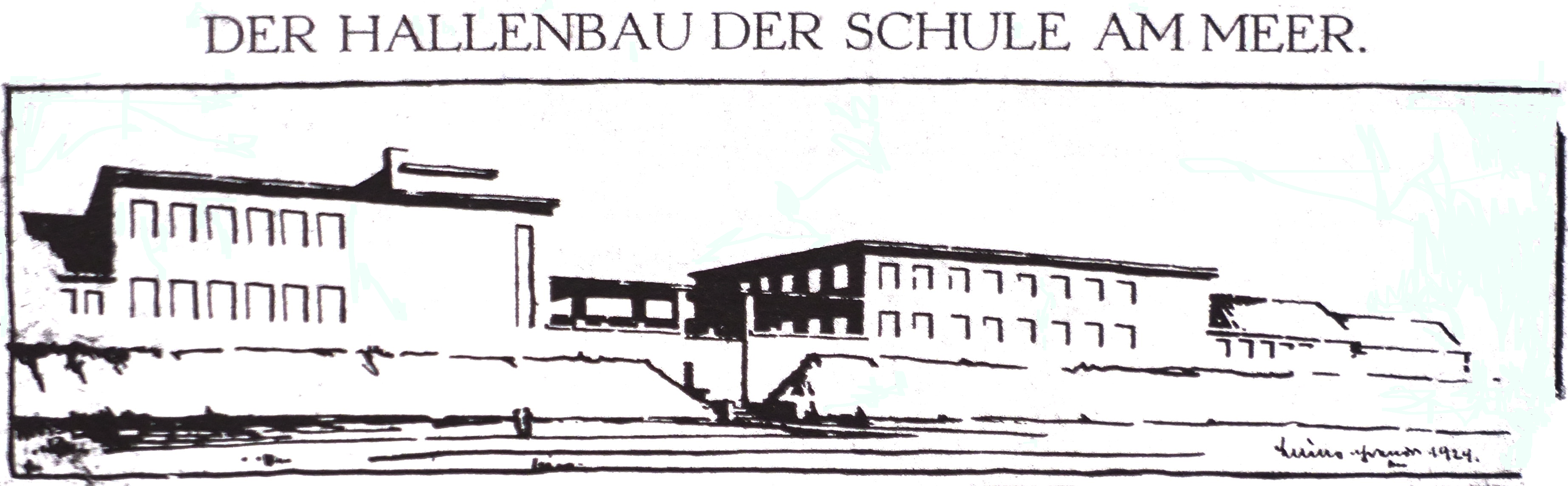
Von Architekt Bruno Ahrends signierter Planungsentwurf aus dem Jahr 1929 für den 1930/31 errichteten Hallenbau der Schule am Meer, Ansicht der Nordfassade

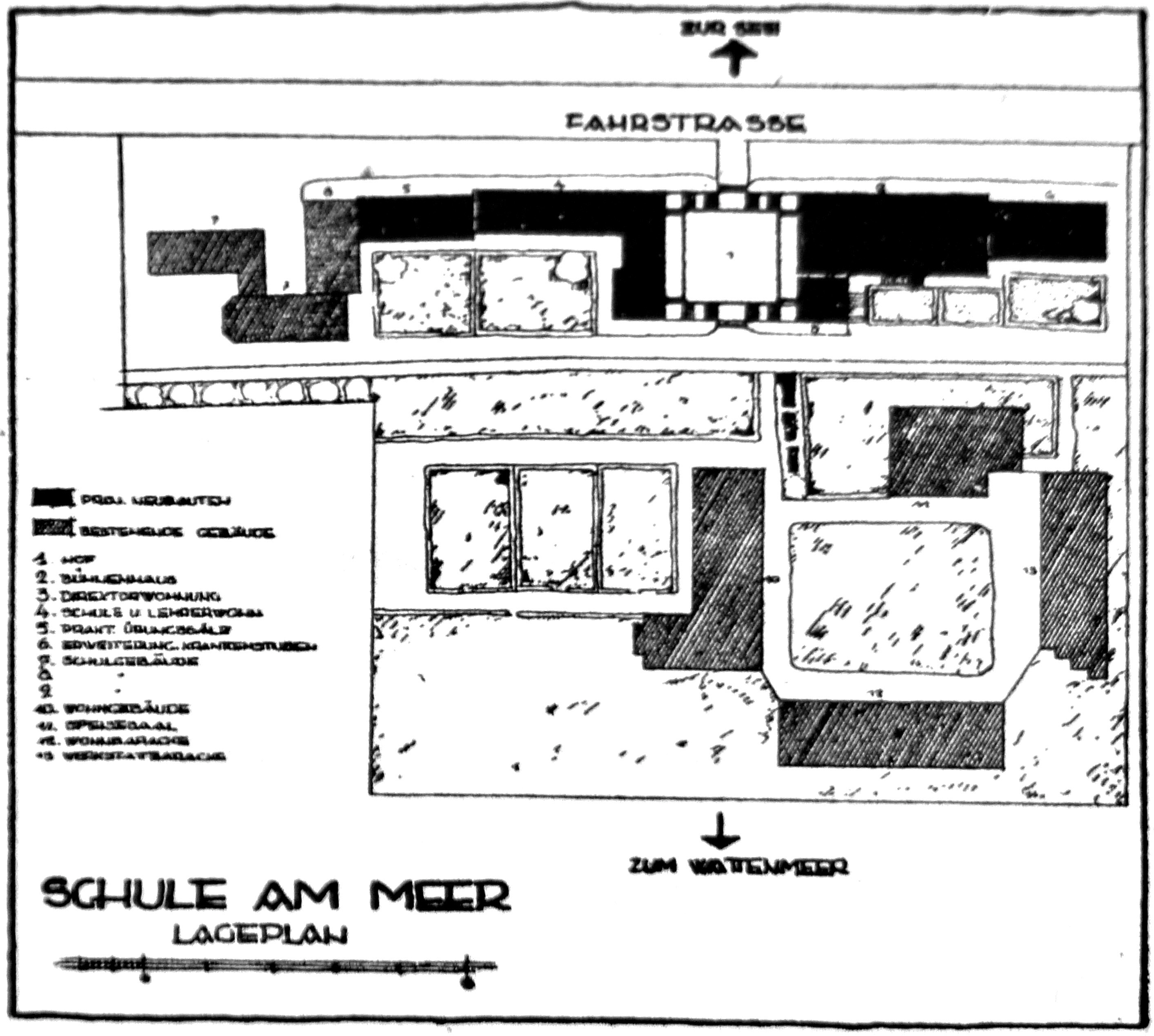
Planungsentwurf von Bruno Ahrends aus dem Jahr 1929 für den 1930/31 errichteten Hallenbau der Schule am Meer, Gebäudesituation

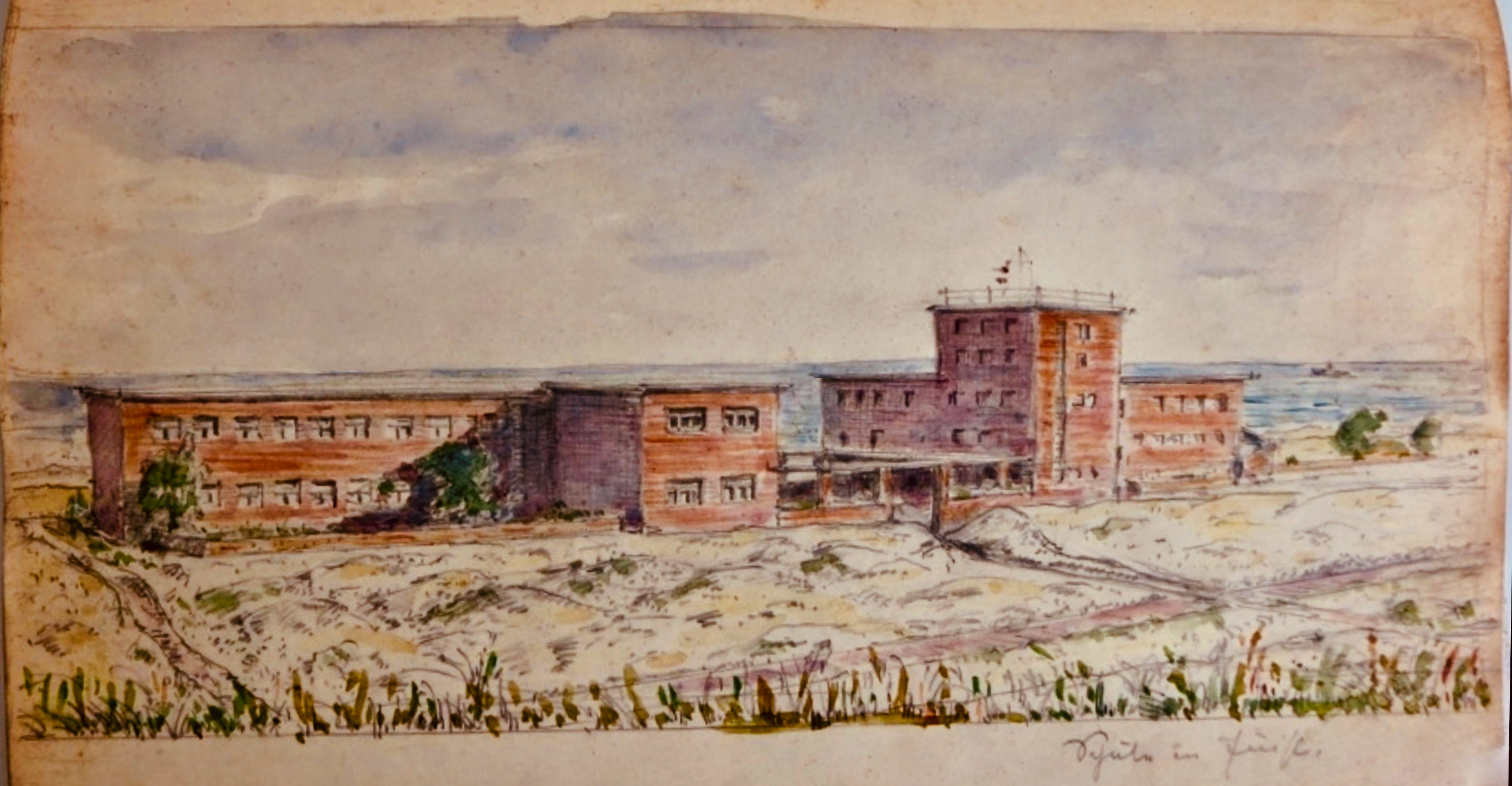
Aquarell „Schule in Juist“ von Architekt Bruno Ahrends, Planungsstand 1929

Der ursprüngliche Entwurf Luserkes sah für die Schule am Meer eine großzügige, an eine mittelalterliche Klosteranlage erinnernde Schulanlage mit drei Innenhöfen auf drei ansteigenden Ebenen vor, die an eine anthroposophische Bauweise angelehnt war. Elemente des Jugendstils und des Expressionismus sowie organische Kriterien zeichnen diese typischerweise aus. Die Anlage sollte sich organisch in ein Dünental einschmiegen, gesäumt von Dünenketten. Die einzelnen Gebäude bzw. Gebäudekomplexe waren in dem Entwurf durch lange eingehauste Gänge miteinander verbunden, der wesentliche Auslöser für die Anmutung eines Klosters. Von diesen Gängen sollten ähnlich Klosterzellen jeweils Schüler-Unterkünfte abzweigen. Die Schulanlage macht in der Zeichnung einen beinahe wehrhaften Eindruck – „Nordisches Bollwerk“, „Burg“ und „Friesenfestung“ waren Ausdrücke, die für Luserkes Planung benutzt wurden. Ein turmähnliches Gebäude, in dem ebenfalls Schüler-Unterkünfte vorgesehen waren, bildete einen markanten Punkt der Anlage. Auf dem höchsten Punkt der angrenzenden Augustendüne (auch: Augustadüne) war ein runder Aussichtspavillon („Ausguck“) mit Kuppeldach vorgesehen, von dem aus ein Rundblick über die Schulanlage, die Dünenlandschaft im Westen Juists, das Wattenmeer und die Nordsee möglich gewesen wäre.
Luserkes Schulanlage sollte „an vorderster Front“ angesiedelt werden: weitgehend isoliert, auf unberührtem Terrain in den Dünen im Westen Juists, auf der Ostseite der Augustendüne, westlich des heutigen Hammersees. Die Schule sei „wie für die Ewigkeit zu bauen“. Sie hätte sich als eines der „Bollwerke im Norden“ in einem Bereich befunden, der in der jüngeren Historie durch Sturmfluten vom östlichen Teil der Insel abgetrennt war. Die Anlage wäre für maximal 135 Schüler ausgelegt gewesen. In unmittelbarer Nähe dieses Komplexes waren zur See hin einige Wohngebäude für Lehrer, eine Krankenstation sowie Wirtschaftshöfe geplant. Für seine Planungen erhielt Luserke jedoch weder eine Baugenehmigung, noch konnte er dafür so kurz nach der überstandenen Hyperinflation die erforderlichen Mittel akquirieren.
Luserkes Überlegungen entsprachen zumeist einer Innenbetrachtung, er argumentierte aus seiner persönlichen Sicht oder der der Schule. Dabei fanden mögliche andere Interessen des sozialen Umfelds, wie die der Inselbewohner, tendenziell weniger Beachtung. Die regional tradierte Architektur kleinteiliger Häuser fand in Luserkes Planungen erst Berücksichtigung, als er nach dem Scheitern seiner Ursprungspläne auf Alternativlösungen angewiesen war, vielleicht sogar nur deshalb. Seine Äußerung vom „einfachen Leben mit und in der Natur“ unterlag vorrangig ökonomischen Aspekten, eine architektonische bzw. visuelle Harmonie seines schulischen Gebäude-Ensembles strebte er nach dem Scheitern seines Ursprungsplans offenkundig nicht mehr an. Baracken und Schuppen traten rasch an die Stelle seines Postulats, „für die Ewigkeit zu bauen“. Ad-hoc-Entscheidungen, von denen einige auf der Basis glücklicher bis zufälliger Wendungen im Umfeld beruhten, wurden zum Regelfall. Die ökonomischen Extrembedingungen, denen die Schulplanung kontinuierlich unterworfen war, sorgten für ein Sammelsurium aus Massiv- und Behelfsbauten, teils aus dem Insulanerbestand gekauft, gepachtet oder nach schulischem Bedarf gänzlich neu gebaut. Es wurde weniger vorausschauend agiert als kurzfristig auf aktuelle Bedürfnisse und örtlich sich bietende Gelegenheiten reagiert. Dabei waren zwangsläufig die jeweils aktuellen ökonomischen Möglichkeiten maßgebend.
Die Schule am Meer errichtete mit der Arche und der Theaterhalle nur zwei Massivbauten, dafür aber vier Holzbaracken, wovon eine, die Westfalenhalle, später mit Betonplatten massiv umgebaut und erweitert wurde. Die übrigen fünf Gebäude waren zugekaufte oder gepachtete Massivbauten, von denen einer, das do, nach Teilabriss in erweiterter und aufgestockter Form errichtet wurde. Insgesamt zählten 1931–1933 elf Gebäude zum schulischen Ensemble, davon sechs Massivbauten, zuzüglich einiger angebauter und frei stehender Holzschuppen, die außer der Mädchenhalle (auch: Mädchenhaus) überwiegend der Bewirtschaftung, Tierhaltung bzw. Materiallagerung dienten. An der Bauplanung des do-re-mi, der Westfalenhalle und der Arche wirkte von 1926 bis 1929 der Essener Architekt und Stadtplaner Josef Rings mit.
Nachdem Luserkes Ursprungsplanung an der Augustendüne aufgrund der Gegebenheiten als gescheitert anzusehen war, wurde mit einer Ausnahme offenbar keine längerfristige architektonische Konzeption mehr entwickelt. Nachdem den unmittelbaren schulischen Raumbedürfnissen Rechnung getragen schien, versuchte Luserke nach seiner eigenen Schulgründung ein weiteres Mal, einen seiner Träume zu realisieren: Ein „Hallenbau“ sollte zur „zentralen Stätte für die Entwicklung des Laienspielgedanken(s)“ für das von ihm in über zwei Jahrzehnten entwickelte Schüler-Rollenspiel werden. An die Stelle des dafür bislang genutzten Speisesaals im Diesseits sollte eine professionelle und gleichzeitig universelle Lösung treten.
Bruno Ahrends, ein renommierter Berliner Architekt und Regierungsbaumeister mit viel Erfahrung im Siedlungsbau, wurde damit beauftragt. Dieser entwarf nicht nur einen Quader mit Flachdach aus Stahlbeton, sondern dazu ähnlich proportionierte Erweiterungsbauten nach Westen und Osten, die in späteren Bauabschnitten entstehen sollten. Dieser ausgedehnte Komplex hätte zu den übrigen Schulbauten im Nordwesten (do, re, mi) aufschließen und sich mit seiner Frontfassade förmlich gegen die See stemmen sollen.
Luserkes Interessenschwerpunkt des Laienspiels nach Shakespeare wurde durch diesen Planungsentwurf buchstäblich zementiert. Eine derartige Planung stand jedoch in auffälligem Kontrast zu den „dörflichen Strukturen“, die Luserke mit seiner Schule am Meer analog der Freien Schulgemeinde in Wickersdorf noch fünf Jahre zuvor schaffen wollte. Mit den damals gängigen Begriffen Landerziehungsheim, Landschulheim, Schulheim oder Heimschule, mit denen man intuitiv auch ein kleinteiliges und tendenziell organisches architektonisches Erscheinungsbild verband, ließ sich diese Bauplanung nicht mehr in Einklang bringen. Ahrends’ Entwurf repräsentierte stattdessen in großstädtisch geprägter Manier, was man sich unter einem der von Luserke beschriebenen „Bollwerke im Norden“ vorzustellen hatte. Dabei hatte Planverfasser Ahrends durchaus Erfahrung in der Planung und dem Bau schlichter bis opulenterer Landhäuser. 1930/31 ließ die Schule ihre Bühnenhalle errichten, das damals größte Stahlbeton-Gebäude Ostfrieslands.
Der bislang nördlich direkt am Kernbereich der Schule vorbeiführende unbefestigte Weg (heute: Loogster Pad) sollte der Planung zufolge weiter nach Norden in Richtung der Dünen verlegt werden, um das Schulgelände nicht von dem neu entstehenden „Hallenbau“ zu trennen. Die Nordfassade des geplanten „Hallenbaus“ war daher planerisch auf den Weg ausgerichtet und mit einer hohen Mauer regelrecht abgeschottet. Mit dem Vorhaben der Verlegung des Weges waren die eigens befragten Anwohner einverstanden, eine amtliche Bewilligung des Antrags der Schule am Meer lag vor. Zur Realisierung kam es jedoch nicht mehr.
Betrachtet man die heutige Siedlungsstruktur des Loog auf Juist, so hat sich diese um den Kernbereich der früheren Schule am Meer entwickelt, wobei deren raumgreifende Expansion den erst später erfolgten Siedlungsbau der 1960er Jahre möglicherweise angeregt, in jedem Fall aber beeinflusst hat.

### Finanzierung
Die Finanzierung der Schule am Meer erfolgte zunächst durch die Eigenmittel der Lehrkräfte Aeschlimann und Luserke, später durch Schulgeld  Spenden, staatliche Zuschüsse und Kredite. Am 4. Oktober 1924 wurde die Stiftung Schule am Meer gegründet, um zusätzliche Mittel zu generieren und die Schule zu fördern. Mit dem Schulgeld waren der Unterricht, die Verpflegung, die Wäsche und diverse Nebenkosten abgegolten. Bis zu zehn Prozent der Schülerplätze konnten gemäß Satzung der Stiftung als Stipendien vergeben werden. Dabei ging man von 150 Schülerplätzen aus.

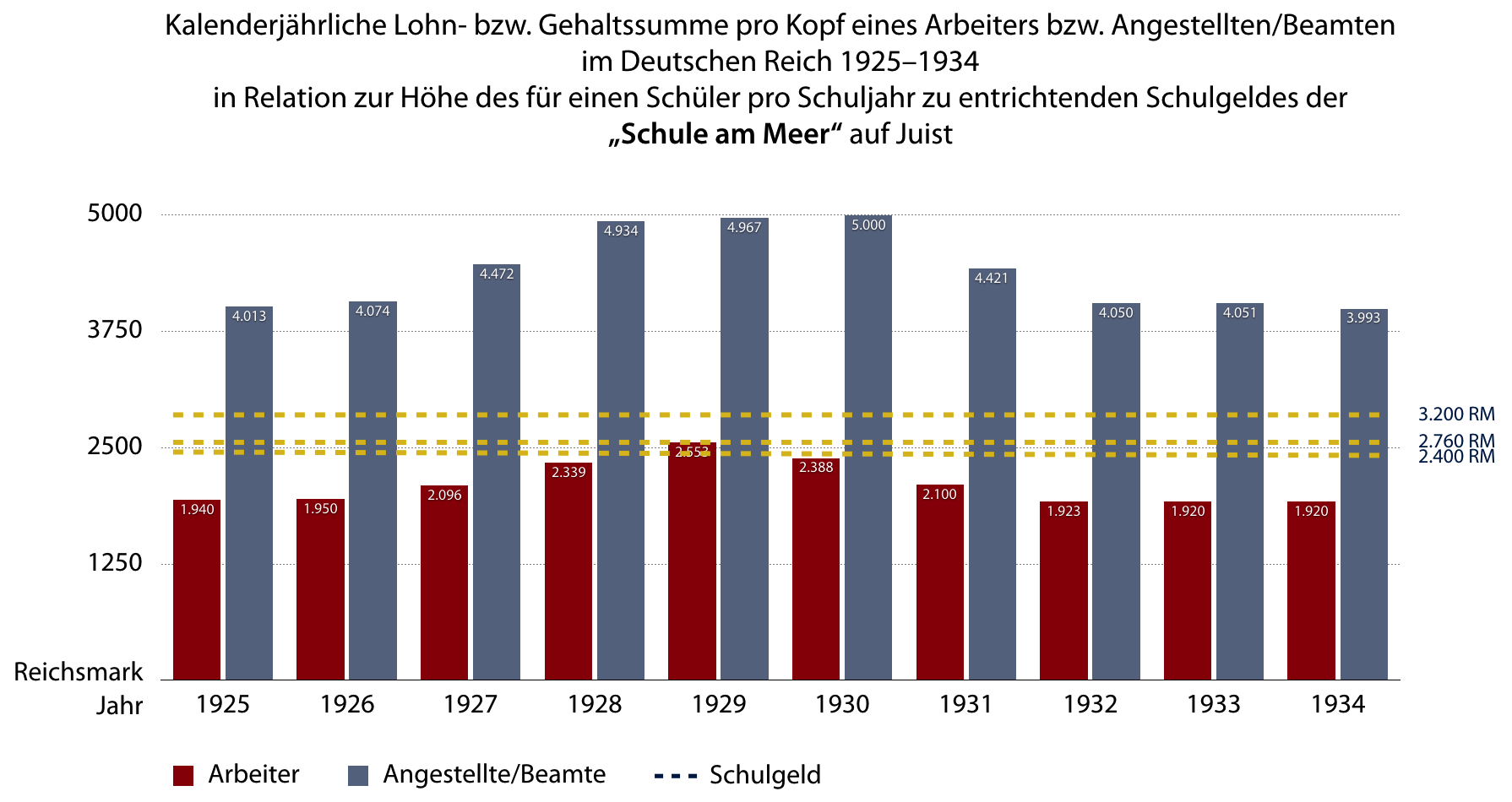
Diagramm: Verhältnis zwischen der Höhe des Schulgeldes für die Schule am Meer und des damals durchschnittlich erzielten Jahreseinkommens

Die wirtschaftliche Situation blieb stets angespannt und spitzte sich noch zu, als nach 1930 keine Zuschüsse aus öffentlichen Mitteln mehr bewilligt wurden. Im Jahr 1931 bemühte sich Luserke erneut um eine staatliche Anerkennung und um Zuschüsse für seine Schule, indem er sie als Modellschule mit ganzheitlichem Lehrplan (siehe Tabelle 3) anbot. Dies scheiterte jedoch.
Von den Kosten des ersten Bauabschnitts des Hallenbaus waren lediglich gut fünfzig Prozent gesichert finanziert, zum nächsten geplanten Bauabschnitt kam es daher gar nicht erst. Wegen seiner angedachten deutschlandweiten Funktion für die Spielleiterausbildung war der Hallenbau zu 25 Prozent mit öffentlichen Mitteln gefördert. Als nach der Machtergreifung dere Nationalsozialisten 1933 die Situation der Schule prekär zu werden schien und der Neuzugang von Schülern nachließ, vermietete Luserke das von ihm gepachtete Gebäude Neufundland an die Schlaffhorst-Andersen-Schule für Sprachförderung.

## Umfeld

### Politische Bedingungen
Die Gründung der Schule am Meer erfolgte nach der Hyperinflation, zu Beginn einer allmählichen Gesundung der Weimarer Republik in der Hochphase der Goldenen Zwanziger Jahre. Von Seiten der preußischen Ministerialbürokratie in Berlin genoss die Schule bis etwa 1930 Unterstützung. Schulgründer Martin Luserke stand dabei mit Adolf Grimme in Kontakt, der 1928/29 Ministerialrat im Preußischen Kultusministerium und persönlicher Referent des Kultusministers war, bevor er im Januar 1930 unter neuer Regierung Preußischer Minister für Wissenschaft, Kunst und Volksbildung wurde.
Ab Ende Oktober 1929, dem Beginn der langjährigen Weltwirtschaftskrise, verschärfte sich die Gesamtsituation deutlich. Die politischen Spannungen nahmen stark zu, die Staatsführung wurde zunehmend instabil. Die Radikalität und die ausgeübte Gewalt der politischen Linken und Rechten intensivierten sich. Dies wirkte sich auf die Schule am Meer aus – ideologische Gegensätze traten zutage und mehrere Lehrer verließen 1932 die Einrichtung. Am 20. Juli 1932 wurde mit dem „Preußenschlag“ (Staatsstreich) die gesamte Regierung abgesetzt und das Ende der Weimarer Zeit eingeläutet. Dieses Jahr wurde auch von Schülern wegen seiner politischen Entwicklung als dramatisch empfunden.
Nach der „Machtabtretung“ an die Nationalsozialisten ab Ende Januar 1933 gerieten Schulkonzept und -betrieb in äußerste Gefahr. Das Lehrerkollegium diskutierte die veränderten politischen und gesellschaftlichen Bedingungen zunehmend kontrovers. Die bisher gepflegte weitgehende Autonomie der Schule, der Schüler und Lehrer hatte künftig keine Chance mehr, gegen die neu erlassenen staatlichen Verordnungen zu bestehen. Darüber konnte auch der glückliche Umstand nicht hinwegtäuschen, dass jüdische oder sozialistisch bis kommunistisch orientierte Lehrer der Schule am Meer vorläufig nicht von dem am 7. April 1933 erlassenen Gesetz zur Wiederherstellung des Berufsbeamtentums betroffen waren, da sie an einer Privatschule arbeiteten. Dieses Gesetz enthielt mit seinem § 3 auch den so genannten „Arierparagraphen“.
Eine Autonomie oder eine persönliche Selbstfindung und -verwirklichung waren im NS-System absolut unerwünscht:
- „Ein Volk, ein Reich, ein Führer“ = Volksgemeinschaft, keine Individuen;[149]
- „Führer befiehl, wir folgen dir“ = Unterwerfung, keine Individualmeinung, keine Mitbestimmung, keine Kritik.

Allerdings baute das nationalsozialistische Bildungssystem, gesteuert von Bernhard Rust, auf Vorhandenem auf. Begonnene Reformen der Weimarer Republik wurden fortgesetzt. Die in der Weimarer Zeit eingeführte vierjährige Grundschule wurde erst unter den Nationalsozialisten flächendeckend und verpflichtend durchgesetzt. Ideen der Reform-, auch der Erlebnispädagogik, wurden von der NS-Bildungspolitik aufgegriffen. Die meisten reformpädagogischen Landerziehungsheime blieben daher im Dritten Reich bestehen, während frühere preußische Kadettenanstalten zu Nationalpolitischen Erziehungsanstalten (Abk. NPEA oder Napola) wurden. Auch dort ging es, ganz im Sinn der NS-Ideologie, um Gemeinschaftserziehung und Charakterbildung. Die Nationalsozialisten standen zwar für ein tendenziell egalisierendes Schulsystem, betrieben aber dennoch eine Auslese. Vor allem Juden und politisch oder ideologisch Andersdenkende wurden zunehmend separiert und ausgeschlossen, „Arier“ und Parteigenossen hingegen bevorzugt und protegiert. Wie von Hitler selbst formuliert, sei die Aufgabe des Bildungswesens „… die Menschenauslese an sich“. Der völkische Staat habe „nicht die Aufgabe, einer bestehenden Gesellschaftsklasse den maßgebenden Einfluss zu wahren, sondern die Aufgabe, aus der Summe aller Volksgenossen die fähigsten Köpfe herauszuholen und zu Amt und Würden zu bringen“.
Die nationalsozialistische Presse griff die durch Hermann Lietz begründete und nach britischem Vorbild konzipierte Landerziehungsheimbewegung scharf an. Jüdische Schüler und Lehrkräfte der Schule am Meer wurden durch örtliche NS-Politiker und die lokale Hitlerjugend rassistisch diskriminiert. Durch massiven Druck seitens Juister Nationalsozialisten bildete sich trotz Widerstands seitens der meisten S.a.M.-Schüler und -Lehrer auch innerhalb der Schule 1933 eine Gruppe von Hitlerjungen, die sich an der Ausgrenzung ihrer eigenen „Kameraden“ aktiv beteiligte und die Schule in zwei Lager teilte. Die Schule am Meer leitete zwar explizit zu „kameradschaftlichem“, toleranten und sozialen Verhalten an, doch Luserkes Betonung völkischer und nordisch-germanischer Mythen konnte in Einzelfällen zu einer raschen Akzeptanz nationalsozialistischer Propaganda führen, weil diese genau solche Elemente übernahm und für sich nutzte. Die ganze Schule wurde wegen der hohen Zuwendungen seitens jüdischer Eltern und Förderer von den Juister Insulanern bereits seit 1925 als „Jöödenschool“ (plattdeutsch für: Judenschule) diffamiert. Viele der „arischen“ Schüler der Schule am Meer gingen jedoch auf innerliche Distanz zu rassistischer Ausgrenzung. Sie fühlten sich ihren jüdischen „Kameraden“ (Mitschüler und Lehrkräfte) nach wie vor eng verbunden. Sie betrachteten sie weiter als Teil ihrer „Schulgemeinde“ bzw. ihrer familiär anmutenden „Kameradschaften“ und erkannten, dass das NS-Zerrbild des Juden nicht mit ihrer eigenen Wahrnehmung übereinstimmte.
Der damalige Bürgermeister von Juist, Gerhard Mehrens (1899–1976), der gleichzeitig Ortsgruppenleiter der NSDAP war, wollte die Schule am Meer in eine Napola umwandeln, eine abwegige Idee. Der Schulgründer ließ in Fachbeiträgen von Pädagogenzeitschriften seine Bereitschaft erkennen, im NS-Staat pädagogisch mitzuwirken. Selbst für sein Laienspiel hob er nun den „nordisch-germanischen Charakter“ von Shakespeares Dichtung hervor. Als im Laufe des Jahres 1933 klar wurde, dass die Schule keine Perspektive für einen Fortbestand als autonomes Landerziehungsheim haben würde, bemühte sich Luserke um eine Übernahme der Schule durch die Hitlerjugend. Im Vorgriff darauf, gewissermaßen in vorauseilendem Gehorsam und ohne rechte Überzeugung, wurden die Schüler ab dem 12. August 1933 gebeten, das Erscheinungsbild der Schule durch Entbieten des so bezeichneten „Deutschen Grußes“ und gelegentliches Tragen von HJ-Uniformen an die reichsweit neu eingeführten Gepflogenheiten anzupassen. Damit sollte vor allem in der Außenwirkung der Eindruck gestärkt werden, dass es sich bei der Schule am Meer um eine systemkonforme Bildungseinrichtung handele. Anfang Januar 1934 wurde die Übernahme der Schule jedoch durch die Reichsjugendführung (Baldur von Schirach) abgelehnt. Dabei half auch nicht, dass eine von der Juister Ortsgruppe der NSDAP durchgeführte Untersuchung, die wegen Vorbehalten gegen die Schule am Meer und einige ihrer Lehrer eingeleitet worden war, positiv endete. Luserke bot der Landesverwaltung der Nationalpolitischen Erziehungsanstalten in Preußen 1934 noch eine Übernahme der Schulgebäude und -einrichtungen an – vergeblich.
Eine eindeutige Haltung gegenüber dem NS-Regime hatte Luserke nicht finden können. Unüberbrückbare ideologische Gegensätze sind aus heutiger Sicht nicht zu erkennen, wohl aber pädagogische (gesellschaftskritische und anti-militaristische Haltung, basisdemokratische Schulstruktur, Mitbestimmung der Schüler, Gleichberechtigung von Lehrern und Schülern, Selbstfindung und -verwirklichung an der S.a.M.). Luserkes Laienspiel hätte im NS-Staat jedoch mit großer Wahrscheinlichkeit nicht fortgeführt werden können, denn die Laienspielbewegung fand ab 1933 ihr vorläufiges Ende. Das Laienspiel wurde zwar während des NS-Systems weiter betrieben, aber vom Bund deutscher Mädel und der Hitlerjugend als propagandistisches Medium der Ideologieverbreitung vereinnahmt und erhielt einen kultisch-germanischen Charakter. Kulturelle Aspekte unterstanden ab 22. September 1933 der NS-Kulturpolitik bzw. der Reichskulturkammer (RKK) und somit dem Reichsministerium für Volksaufklärung und Propaganda (Joseph Goebbels). Eine Akzeptanz der kulturell abweichend vom NS-System ausgerichteten Schule am Meer war auszuschließen. Genau an diese Akzeptanz und an eine Fortführung seines über zwei Jahrzehnte entwickelten Laienspiels dürfte Luserke sein weiteres schulisches Engagement geknüpft haben, zumal er es gerade erreicht hatte, dafür innerhalb der Schule und somit reichsweit einzigartig einen eigenen großen Theatersaal zu etablieren.

### Gesellschaftliche Bedingungen

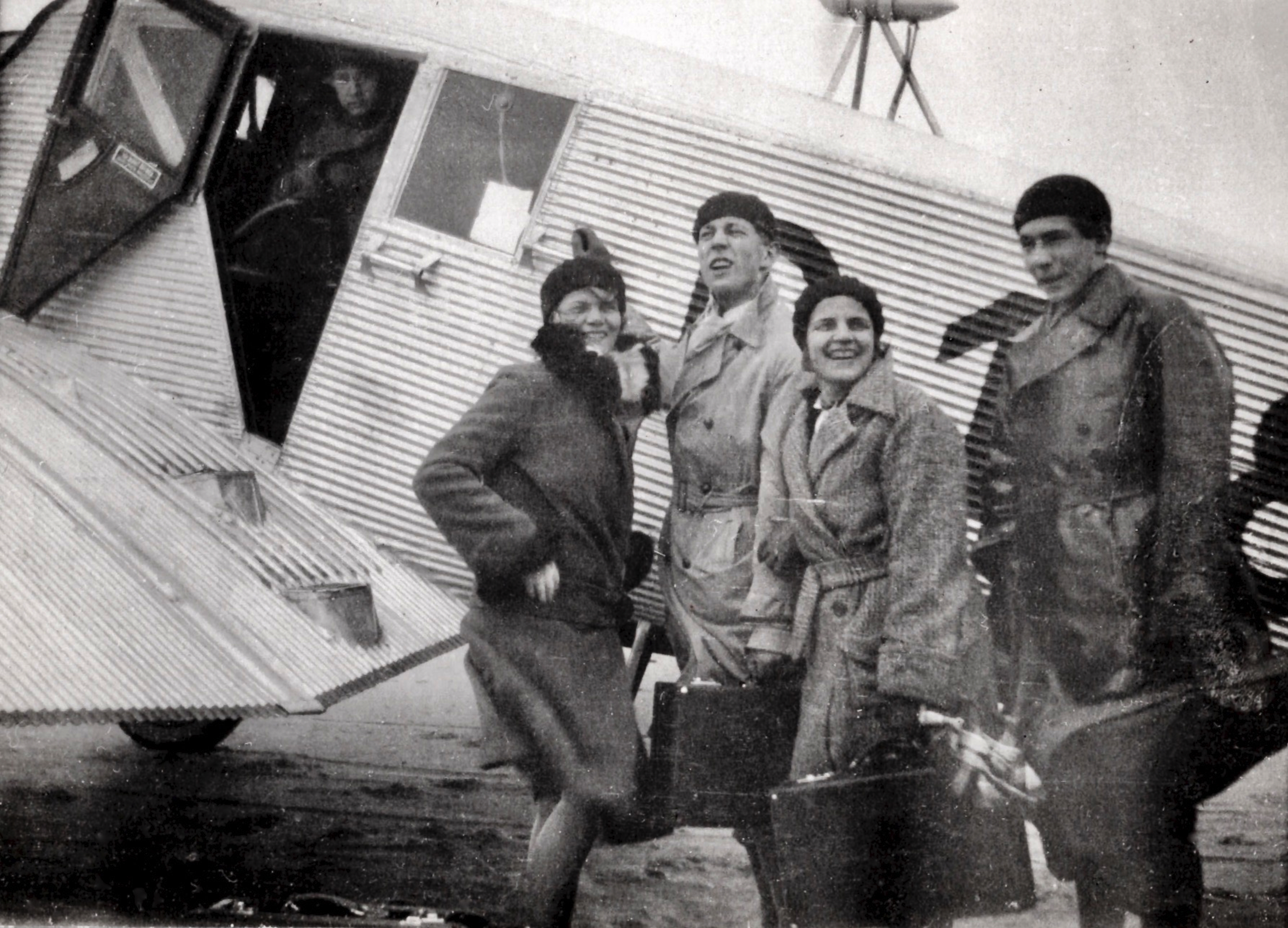
Vorgriff auf Das Fliegende Klassenzimmer – Vier von sechs Abiturienten des Abschlussjahrgangs 1929: Jolanda Freiin von Tettau (1908–2005), Hubert Kelter (2. v. links), Susanne Zimmer (* 1909) und Werner Rings (rechts) vor ihrer gecharterten Junkers F 13. Auf dem Foto fehlen Eva de Marcos (* 1910) und Ove Skafte Rasmussen, März 1929

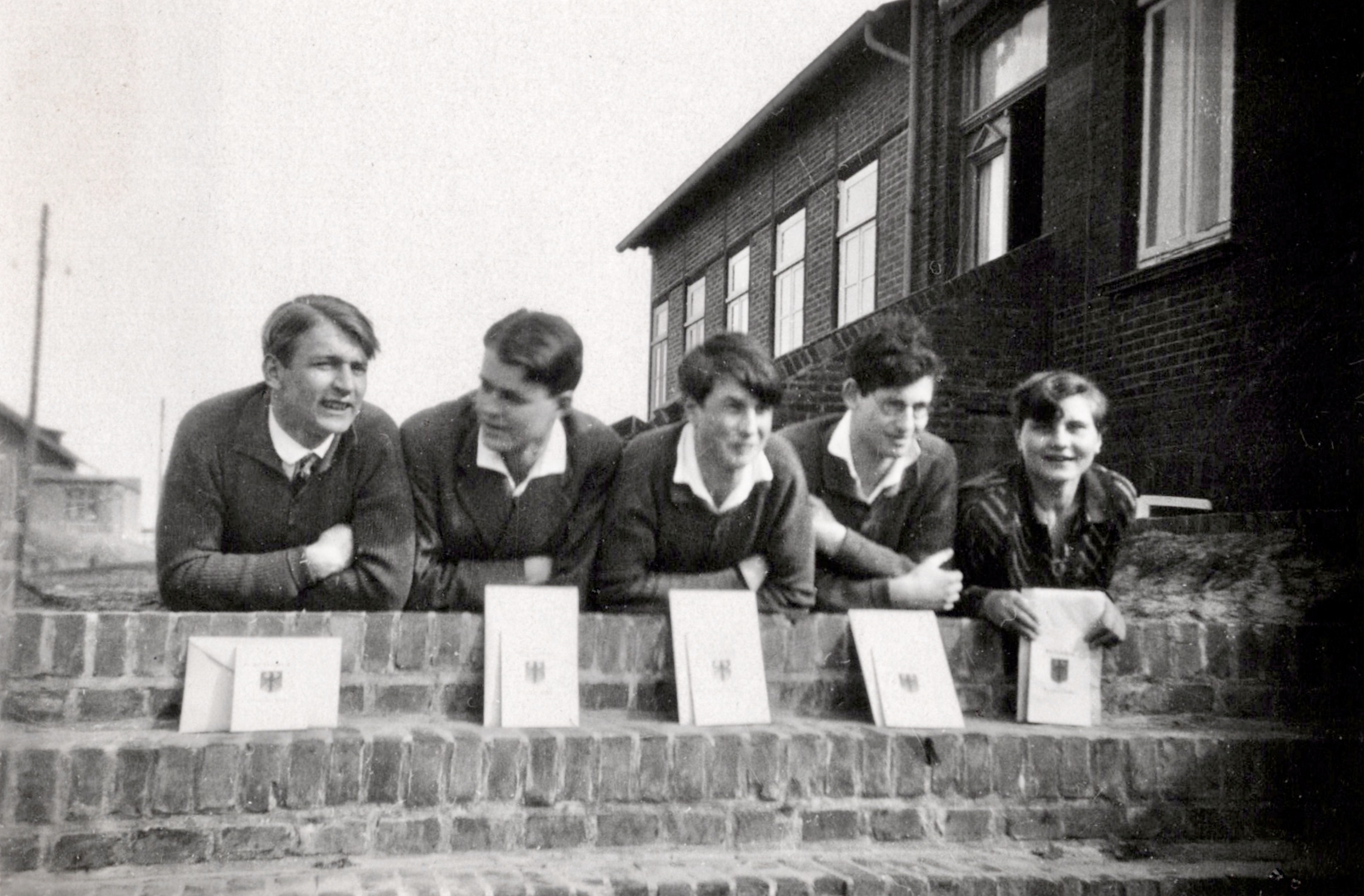
Die Abiturienten des Abschlussjahrgangs 1930 vor dem Hauptgebäude Diesseits; von links: Hans-Ulrich Arnold (* 1908), Felix Henn (* 1910), Walter Georg Kühne, Gerhard „Gerd“ Bry und Hild Wehnert (* 1911), März 1930

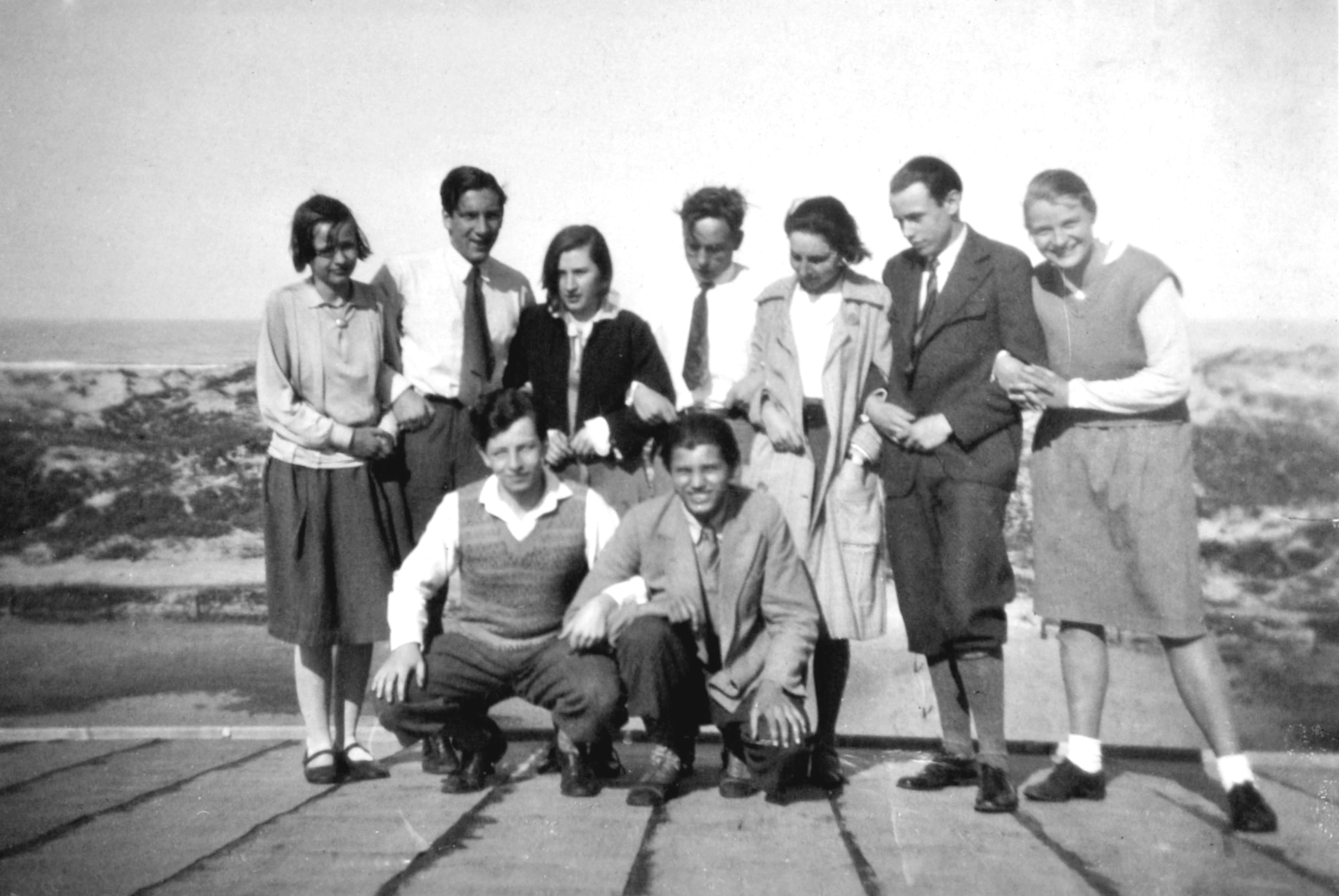
Die Abiturienten des Abschlussjahrgangs 1931 auf dem Dach der neu errichteten Bühnenhalle; stehend von links: Herta Irmgard Haubold (* 1911), Ulrich Sild (1911–1937), Anna Kathrina Weise (* 1911), Hans Reyersbach (1911–1976), Eva Gross/Schloffer (* 1910), Wolfgang Siller (* 1911) und Hildegard Paulsen (* 1911). Vorn hockend von links: Klaus Luserke (* 1912) und Heinz Zederbohm (* 1912), März 1931

Die Jugendbewegung (Bündische Jugend) war sehr aktiv und prägend. Alternative Formen von Schule, Architektur, Kunst, Mode, Musik, Geschlechteridentität, Lebensführung, Freizeit und Körperkultur wurden ausprobiert. Reformpädagogische Schulen wurden vor allem von liberal bis sozialistisch eingestellten Familien geschätzt. Private Schulen konnten zumeist nur von Kindern wohlhabender Eltern besucht werden; diese gehörten daher oft zum solventen (Groß-)Bürgertum. Dennoch hatten die Reformschulen einen sozialen Anspruch, so dass Stipendien (max. 10 Prozent der Gesamtschülerzahl) vergeben wurden. Beispiel für einen solchen Stipendiaten der Schule am Meer ist Jens Rohwer.
Der Insel Juist bot die Etablierung dieser neuen Schule erstmals die Option, das Reifezeugnis erwerben zu können, ohne zu diesem Zweck für einige Jahre auf dem Festland leben zu müssen. Manche Einheimische brachten der Schule am Meer wohl Respekt entgegen und bezeichneten sie als „revolutionär-fortschrittlich“. Anderen Inselbewohnern hingegen war sie eher suspekt. Sie wurde als gänzlich neuartige Bildungseinrichtung mit ungewohnter Ausprägung, die zudem nicht von Einheimischen gegründet und geführt wurde, zurückhaltend bis ablehnend betrachtet. Dazu trug auch die elitär anmutende moderne Schulkleidung bei. Primär war sie eine Ausdrucksform der „Schulgemeinde“ (Gemeinschaft). Mit der Schulkleidung egalisierte man intern möglicherweise bestehende soziale Unterschiede, beispielsweise zwischen regulären Schülern und Stipendiaten. Gleichzeitig hob man sich aber in der Außenwirkung markant von den Insulanern ab. Nur wenige Schüler der Schule am Meer waren Einheimische und somit Externe, die zuhause wohnen blieben.
Ab Ende Oktober 1929 wurde die hohe Arbeitslosigkeit im Gefolge der Weltwirtschaftskrise zu einem massiven gesellschaftlichen Problem – Armut wurde im ganzen Reich alltäglich sichtbar. Weihnachten 1931 erlitt die S.a.M. einen herben Verlust, als einer ihrer wichtigsten Förderer, der Industrielle, Kunstsammler und -mäzen Alfred Hess, unerwartet früh verstarb. 1932 verlor die S.a.M. mit Paul Reiner den ebenso früh verstorbenen Vertreter Luserkes, einen ihrer wichtigen Pädagogen. Ab April 1933 wurde die nun staatlich betriebene Ausgrenzung der jüdischen Bevölkerungsminderheit deutlich, zunächst durch Boykott-Aufrufe und Berufsverbote. Gerade die Eltern jüdischer Schüler waren jedoch maßgebliche Förderer der Schule und hatten bedeutende Summen gespendet. Als diese ihre Kinder wegen der neuen politischen und gesellschaftlichen Entwicklungen sukzessive aus der Schule abmeldeten, weil sie diese wegen befürchteter Anfeindungen entweder auf rein jüdische Schulen, auf ausländische Internate schicken oder gleich emigrieren wollten, geriet die Schule am Meer in finanzielle Schwierigkeiten. Sämtliche Mädchen hatten die S.a.M. zu verlassen; Koedukation war bei den Nationalsozialisten unerwünscht (siehe auch: Freie Schulgemeinde Wickersdorf 1933 bis 1945).

„Wer hätte denn wünschen mögen, unsere Schule gleichgeschaltet allmählich in einen Zustand innerer Halbheit und Zerrissenheit absinken zu sehen, wie ich ihn an anderer Stelle [19]34–35 noch aus nächster Nähe beobachten konnte [Zuckmayer wirkte danach kurzzeitig an der Odenwaldschule]; wer hätte das wünschen mögen, nur – damit eben dort Schule gehalten würde?? […] Nein, es war wohl gut und richtig so, daß Lu die Einsicht, die Entschlußkraft und die Härte aufbrachte, im rechten Augenblick und noch aus einem gewissen Grad von freier Entschließung heraus Schluß zu machen [d.h. die Schule am Meer zu schließen], was andern – und mir – damals nur sehr schwer eingehen wollte.“

„Die Juister Zeit war eine, da jeder sein Bestes gab. Auf der Schule nahestehende Besucher machte der Kreis der Erwachsenen immer den Eindruck der Geschlossenheit; das war die Ausstrahlung, und deswegen konnte alles das wachsen, was noch heute den hohen Wert der Schule darstellt. Wißt Ihr noch, wie öde uns die Schule jedesmal vorkam, wenn der Lu auf Reisen war? Versucht doch, Euch Lus Wirken wegzudenken! Was bleibt denn von der S.a.M. übrig?“

## Kritik
- Der Reformpädagoge Max Bondy konstatierte: Die Mehrzahl der reformpädagogischen Schüler nehme „draußen im Leben eine Art Abseitsstellung“ ein. Sie fühlten sich nur wohl, wenn sie mit ihrer „Schulgemeinde“ bzw. ihrer schulischen „Kameradschaft“ zusammen sind, denn „sie können den Anschluss an andere Menschen nur schwer finden“. Ein pädagogischer Fehler liege dem jedoch eher nicht zugrunde. Stattdessen sei dies eine „positive Bestätigung“ der schulischen Atmosphäre. „So wie die Lage draußen heut [gemeint: während des Dritten Reiches] ist,  m ü s s e n  diese Schwierigkeiten eintreten, wenn unsere Erziehung richtig war und es werden gerade diejenigen davon betroffen, die am längsten … [in der Schule] waren und die am intensivsten am …[schulischen] Leben teilgenommen haben […]. Ich bin auch überzeugt davon, daß die Schwierigkeiten nicht daher rühren, daß unsere … [Schüler] die anderen Menschen an Geist oder durch sonstige Anlagen qualitativ übertreffen und es sie deshalb langweilt, mit ihnen zusammen zu sein. Unsere … [Schüler] sind sicherlich durchschnittliche Menschen und anderen Menschen anlagemässig nicht überlegen. Mir scheint die Hauptursache für das Fremdheitsgefühl der … [Schüler] in der Welt draußen darin zu liegen, daß sie merken, daß draußen bestimmte Dinge vernachlässigt werden, auf die … [innerhalb der Schule] – weniger in der Theorie als durch den ganzen Lebenszuschnitt – der größte Wert gelegt wird. … [In der Schule] ist der Mensch in den Mittelpunkt gestellt, allerdings nicht ein x-beliebiger Mensch, sondern  g ü l t i g e  Menschlichkeit überhaupt und Bildung zu dieser Menschlichkeit hin. Dadurch ist in ihnen ein Sinn für menschliche Form erwachsen, für menschliche Würde, für menschliche Sauberkeit, Ehrlichkeit und Gründlichkeit.“[167]

- Der damalige Magdeburger Oberschulrat Adolf Grimme, späterer Ministerialrat im Preußischen Kultusministerium, persönlicher Referent des Kultusministers und schließlich Preußischer Minister für Wissenschaft, Kunst und Volksbildung, schrieb Luserke am 13. Juli 1926: Man müsse angesichts hoher Fluktuation in den Landerziehungsheimen nehmen, was komme, und habe keine Möglichkeit zur Auswahl. „Wertvolle“ Lehrer seien daher kaum zu finden. Infolgedessen könne „von irgendeiner Pionierarbeit weder unterrichtlich noch erzieherisch“ die Rede sein. Außerdem sei vieles von dem, was früher nur in Landerziehungsheimen möglich gewesen sei, „jetzt auch an Grossstadtschulen durchführbar, wenn nur das Kollegium entsprechend arbeitet“ und die Konzepte realisiert würden.[146]
- Der Reformpädagoge Fritz Karsen beurteilte Luserkes Schule am Meer als „Rückfall in nebelhafte Romantik des Irrationalen“. Allgemein kam er hinsichtlich der Landerziehungsheime zu dem Schluss, dass „in diesen Bildungen die sozialistischen Strömungen sich ihre Gestaltung schaffen, obgleich Schüler und Erzieher dieser Schule bürgerliche Menschen sind, Mitglieder der alten Klasse des Bürgertums, die die neue Seele des Volkes philosophisch aussprechen und pädagogisch zu gestalten suchen“.[168]

- Der Erziehungswissenschaftler Jürgen Oelkers bezeichnete Konzepte wie die des Kursunterrichts oder der „Schulgemeinde“ als „unerprobt und schwach“. „Aussenseiter“ wie Hermann Lietz, Gustav Wyneken oder auch Martin Luserke zu „grossen Pädagogen“ zu stilisieren, sei Teil einer Selbstinszenierung gewesen, durch die man Anhänger und Kunden gesucht habe. Eine „grosse und bedeutsame pädagogische Bewegung“ sei die deutsche Reformpädagogik nie gewesen.[169]

- Paul Oestreich formulierte etwa zur Zeit der S.a.M.-Gründungsphase in einem Schreiben an Theodor Litt: „Wenn man so, wie ich das tue, die Problematik der Weltlage sieht, so können einem ‚Versuchsschulen‘ wenig nützen. ‚Erziehungsoasen‘ sind hübsche mittelalterliche Klostervisionen.“[170]

- Der Erziehungswissenschaftler Ulrich Schwerdt konstatiert, der kreative und sensible Pädagoge Luserke habe an der Schule am Meer im Loog auf Juist in einer Breite und Intensität wie an keiner anderen reformpädagogischen Schule musische Elemente zur Geltung gebracht. Insbesondere der sozialdemokratische preußische Kultusminister Adolf Grimme habe dieses Potenzial erkannt und in das staatliche Schulwesen integrieren wollen. Die Schule am Meer sei mit ihrem Konzept einer Gleichwertigkeit des künstlerischen, wissenschaftlichen und sportlichen Unterrichts bis hinein in die heutige Schulwirklichkeit vorbildlich. Die S.a.M. habe diesbezüglich bis zum heutigen Tag nichts von ihrer Faszination eingebüßt.[5]

- Carl Zuckmayer, dessen älterer Bruder Eduard als Musikerzieher, Chor- und Orchesterleiter von 1925 bis 1934 an der Schule am Meer wirkte, verfasste 1943/44 im US-amerikanischen Exil für das Office of Strategic Services (OSS), den Vorläufer der Central Intelligence Agency (CIA), Dossiers über deutsche Künstler und Intellektuelle, darunter auch Martin Luserke.[171] In dem Dossier äußerte sich Zuckmayer über Luserke dahingehend, dass dieser „nicht ungefährlich“ sei, weil er „einen starken Einfluss auf junge Menschen“ haben könne. Er sei „von beträchtlicher Phantasie“, verfüge über Eigenwilligkeit, Fähigkeit und Niveau sowie eine enorme Begabung „im Artistischen, besonders Theatralischen“. Er übe in seiner Schulführung einerseits „demokratische Gepflogenheiten“, andererseits eine „Diktatur […] der persönlichen Faszination“, der „fast ans Unerlaubte grenzenden Beeinflussung“ aus. Seine „Schulgemeinde“ sei kulturell „auf dem deutschen Höchstniveau“, habe eine für Heranwachsende „faszinierende und fanatisierende, ‚revolutionäre‘, ‚anti-bürgerliche‘ Haltung“ – trage insofern „in ihrer Haltung Hitlerjugendzüge“, weil diese „die Elemente aller freien Jugendbewegungen Deutschlands in sich aufgesogen und verarbeitet“ habe. In der Schule am Meer habe „nicht Hitler und die deutsche Weltherrschaft“ auf der Tagesordnung gestanden, sondern „Lu (als mythischer Häuptling)“ und die „Kameradschaften“, welche „den göttlichen Inhalt und Mittelpunkt der Welt bedeuteten“. Luserkes Schüler auf Juist seien nach eigener Beobachtung Zuckmayers „in noch höherem Maass [sic!] […] innerlich ganz festgelegt und aufgesogen“ worden als Zöglinge anderer reformpädagogischer Landschulheime. Der „Kontakt und die Bewährung [dieser Schüler] in der Welt ausserhalb Juist’s [sic!]“ sei dadurch erschwert worden. In der Schule am Meer habe es eine „Neigung zu rituellem Religionsersatz“ und „kultischen Tauchbädern im Meer“ gegeben, eine „Verehrung der aufgehenden Gestirne“, eine „Gruppen-Ethik“ mit „‚Mutproben‘“, alles in allem „viel Verwandtschaft mit Nazitum“, wenn auch modifiziert durch „geistige Zucht und humanistische (keineswegs humane!) Gesinnung“. Luserke sei als deutscher Erzieher ein „ernst zu nehmender und sehr bedenklicher Fall“. Zuckmayer relativierte seine Kritik jedoch dadurch, dass er abschließend anmerkte, er habe Martin Luserke gegenüber stets Antipathie empfunden. Seine Schilderungen seien daher womöglich „nicht ganz objektiv“. Als Vater würde er Luserke jedenfalls „nie ein Kind anvertrauen“.[172]

## Schriften von Mitarbeitern und Mitarbeiterinnen der Schule
- Martin Luserke: Schule am Meer (Juist, Nordsee). Leitsätze. Die Gestalt einer Schule deutscher Art. Angelsachsen-Verlag, Bremen 1924[173]
- Ders.: Die Grundlage deutscher Sprachbildung – Mit einer Kunst der Improvisation als praktischer Hintergrund. Angelsachsen-Verlag, Bremen 1925
- Ders.: Schule am Meer. Ein Buch vom Wachsen deutscher Jugend geradeaus vom Ursprünglichen bis ins Letzte. Angelsachsen-Verlag, Bremen 1925
- Ders. Der vollständige Ausbau der Schule am Meer auf der Nordseeinsel Juist, Angelsachsen-Verlag, Bremen 1925
- Ders.: Logbücher der Schule am Meer. 1925–1934
- Ders.: Die Bücher der Schule am Meer. Zeltgeschichten I. Fremdartige Abenteuer, von denen im Zelt und am Feuer erzählt wurde. Angelsachsen-Verlag, Bremen 1925
- Ders.: Die Bücher der Schule am Meer. Zeltgeschichten II. Fremdartige Abenteuer, von denen im Zelt und am Feuer erzählt wurde. Angelsachsen-Verlag, Bremen 1926
- Ders.: Jugend- und Laienbühne – Eine Herleitung von Theorie und Praxis des Bewegungsspiels aus dem Stil des Shakespearischen Schauspiels. Angelsachsen-Verlag, Bremen 1927
- Ders.: Sivard Einauge und andere Legenden, die in der Schule am Meer erzählt wurden. Spurbücherei, Band 14. Voggenreiter, Potsdam 1930
- Ders.: Der Turm zu Famagusta (1930). Ein Bühnenspiel zur Grundsteinlegung des Hallenbaues in der Schule am Meer auf Juist, Pfingsten 1930[174]
- Ders.: Bewegungsspiel. In: Walther Hofstaetter, Ulrich Peters (Hrsg.): Sachwörterbuch für Deutschkunde. B. G. Teubner, Leipzig 1930, Band 1, S. 146.
- Ders.: Die Schulbarkeit der irrationalen Fähigkeiten – Zu einem Versuchsschulplan der Schule am Meer auf Juist. 1931 (siehe Tabelle 3)[175]
- Paul Reiner: Herausgeber des Periodikums „Blätter der Außengemeinde der Schule am Meer“. Adressaten waren die Eltern der Schüler, Alumni, Förderer der Schule und sonstige Personengruppen, die zur „Schulgemeinde“ gerechnet wurden.[176]
- Erna Vohsen: Physikalischer Arbeitsunterricht in der Schule am Meer unter besonderer Berücksichtigung des Anfangsunterrichts. Assessorenarbeit, Juist 1931 (38 Seiten, maschinenschriftlich, 2 Abbildungen – Elise Falck (Gutachterin), Gutachterstelle des BIL)[177]
- Eduard Zuckmayer: Tobsuchtskanon (o. J.)[59]
- Ders.: Jorinde und Joringel (1926), ein Spiel nach dem Märchen der Brüder Grimm, Text von Hans Salm
- Ders.: Kakadu – Kakada. Kinderstück in sieben Bildern (1929), Text von Carl Zuckmayer[178][179][180] uraufgeführt in der Schule am Meer, Juist
- Ders.: Pfingstkantate (1930), Text von Martin Luserke[181]
- Ders.: Mitsommerlied (1932)
- Ders.: Das Do-Re-Mi (1932), Lehrstück für Instrumente
- Ders.: Zweiklänge (o. J.), Sieben Lehrstücke für zwei Instrumente
- Ders.: Kameradschaft (1932), Kantate nach Worten aus „Grashalme“, dem Hauptwerk von Walt Whitman
- Ders.: Herbst-Kantate (1932), Text von Martin Luserke, für kleinen und großen Chor mit Begleitung von Instrumenten, Uraufführung in der Bühnenhalle der Schule am Meer, Juist[182][183]

## Schule am Meer im Fernsehen
In der NDR-Sendereihe DAS! historisch wurde am 29. Dezember 2022 in einem vierminütigen TV-Beitrag die Schule am Meer am Originalschauplatz vorgestellt. Zu sehen sind eine Außenansicht des Primanergebäudes Arche und Außenansichten des ehemaligen Hallenbaus. Zudem fokussiert der Beitrag auf den musikalischen Leiter des Internats, Eduard Zuckmayer.

## Nutzung nach der Schulschließung

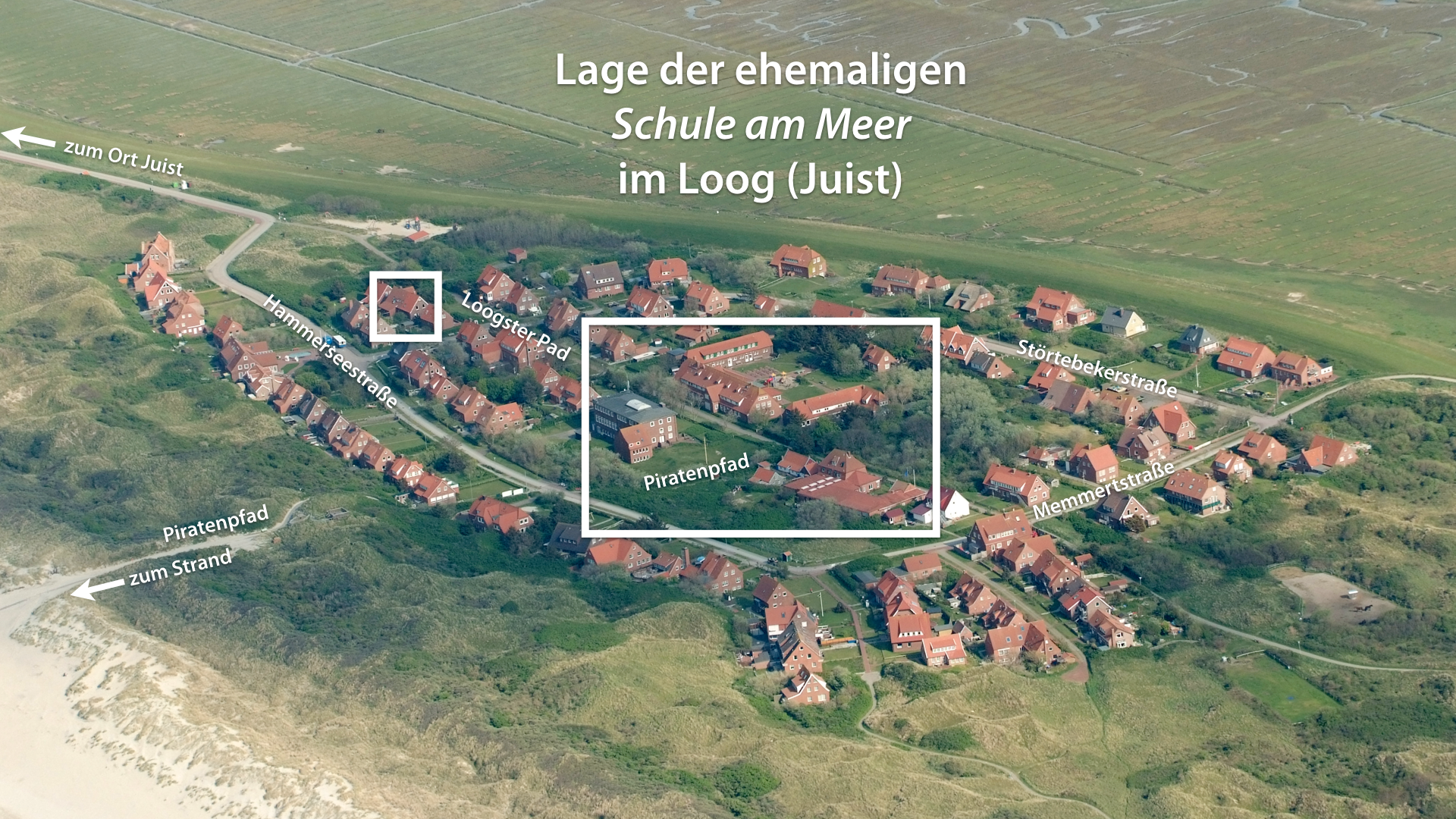
Lage des früheren Geländes der Schule am Meer im Loog auf Juist

Erste Interessenten an den baulichen Hinterlassenschaften der Schule am Meer waren die Juister Segelflieger, die ihre Fluggeräte im Theatersaal des Hallenbaus unterstellten und dort reparierten.
Fritz Hafner, der Kunsterzieher und Naturkundelehrer der ehemaligen Schule, richtete 1934/35 mit der Lehrmittelsammlung aus meeresbiologischen Exponaten ein kleines Museum in den Räumen der Schule ein. Schließlich bot er der Gemeinde, die zwischenzeitlich die Eigentumsrechte mehrerer ehemaliger Schulgebäude erworben hatte, die Sammlung inklusive einiger Gemälde aus seinem eigenen Schaffen als Grundstock für die Einrichtung eines kleinen Heimatmuseums an. Die Gemeinde stimmte zu und übertrug Hafner dessen Leitung, die er bis 1953 ausübte. Die Schulhausmeister, das Ehepaar Antje und Jan Klostermann, übernahmen auf dem Olymp den ehemaligen Stall und bauten ihn zu einem Wohnhaus um. Das Gebäude Jans Höft (Jans Hof), früher Im Loog 11, besteht heute noch an der Störtebekerstraße.
1935 übernahm der Freistaat Preußen den Kernbereich der Schule, um sie als Heim für das Landjahr zu nutzen. Doch schon 1936 ging der Kernbereich an den Reichsverband für deutsche Jugendherbergen. Zunächst fand auf dem Schulgelände kurzzeitig ein Ausbildungsseminar für Führungskräfte des Bundes Deutscher Mädel (BDM) statt, das den Theatersaal als Turnhalle nutzte. 1939 wurde in der ehemaligen Schule ein Aufbaulehrgang eingerichtet, durch den Volks- und Mittelschüler die Hochschulreife für Lehrerbildung erlangen sollten. Die Hitlerjugend Juists nutzte das Schulgelände während des Zweiten Weltkriegs als Lager zur Wehrertüchtigung, zur vormilitärischen Ausbildung. Der Keller des Hallenbaus wurde als Luftschutzraum genutzt. Kurz nach Kriegsende waren im Kernbereich der Schule am Meer erst kanadische, dann britische Besatzungssoldaten untergebracht. Später waren deutsche Flüchtlinge im Hallenbau und im ehemaligen Schulgebäude re einquartiert, dem Ostflügel des damaligen Heimatmuseums. 1947 wurde die Arche vom Jugendamt der Hansestadt Bremen für Erholungsmaßnahmen von Kindern, Müttern und älteren Menschen angemietet.
Anfang der 1950er Jahre zog ein Kinderheim des Evangelischen Johanneswerks in die einstige Theaterhalle. In dessen großem Saal wurde die Empore demontiert und eine Zwischendecke für eine zusätzliche Etage eingezogen. Zusätzliche Fensteröffnungen wurden in die nördliche und südliche Fassade gebrochen, das hohe vertikale Fensterband an der nordwestlichen Seite weitestgehend vermauert. Anstelle der ehemaligen Bühne wurden sanitäre Anlagen installiert. Das Kinderheim nannte sich Inselburg, eine Bezeichnung, die dem ehemaligen Hallenbau der Schule am Meer bis heute geblieben ist.

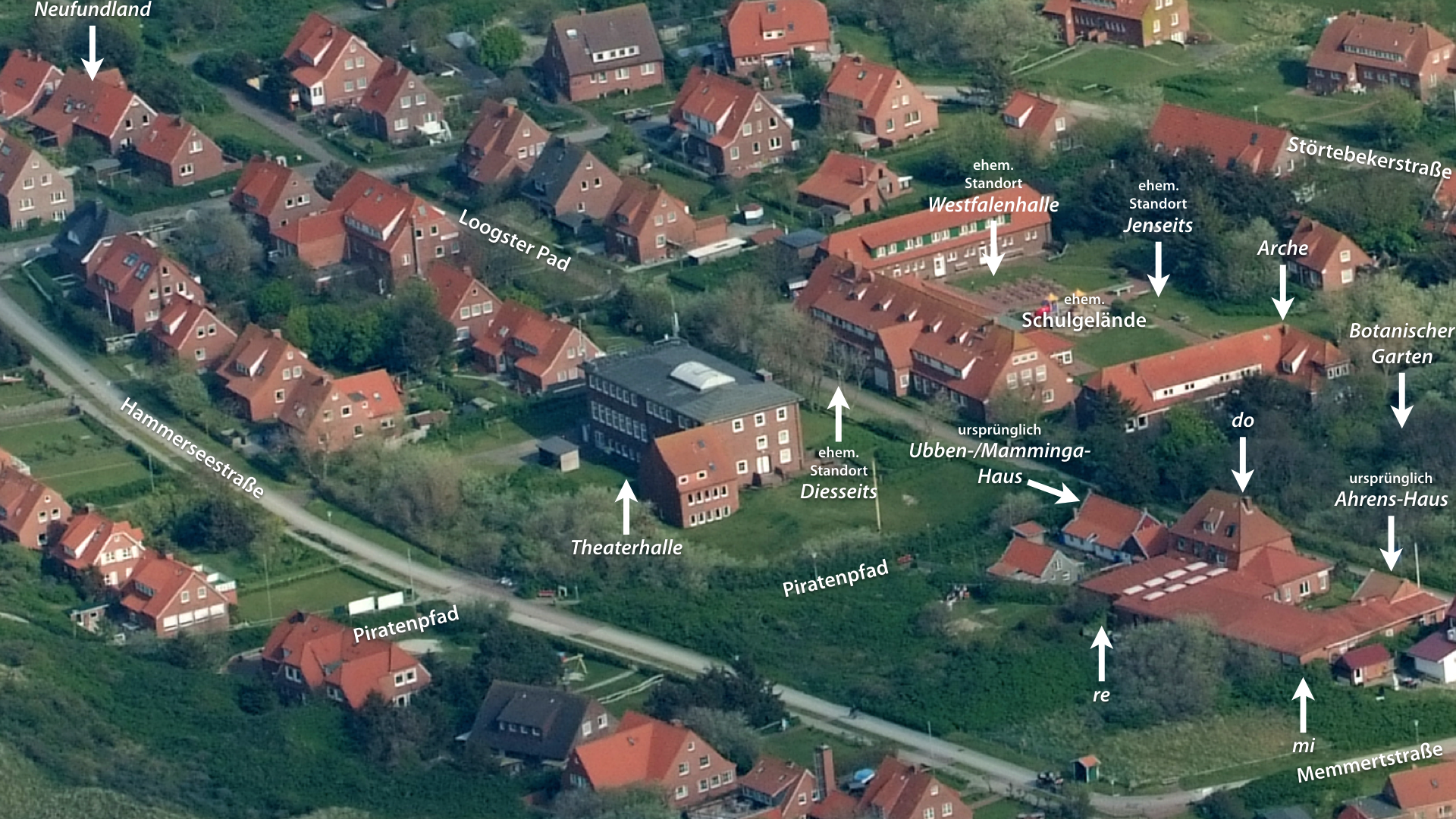
Ehemalige Gebäude der Schule am Meer im heutigen Ortsbild

Im ehemaligen Kernbereich der Schule am Meer wurden 1952 zwei der ehemaligen Schulgebäude, das Diesseits und das Jenseits, wegen Baufälligkeit abgerissen, 1960 auch ein drittes, die Westfalenhalle (siehe Tabelle 1). Stattdessen errichtete die Jugendherberge ab Herbst 1954 dort, wo zuvor das Diesseits gestanden hatte, ein langgestrecktes Bettenhaus, ihr Hauptgebäude.
Von den ehemaligen Gebäuden der Schule am Meer auf Töwerland (plattdeutsch für: Zauberland), wie Juist vom Inselmarketing inzwischen bezeichnet wird, ist heute noch ein Teil erhalten – längst modernisiert, um- und teilweise ausgebaut. Der Kernbereich des früheren Schulgeländes entspricht heute im Wesentlichen dem Grundstück der DJH-Jugendherberge Juist; erhalten sind hier die Arche und die Anordnung der großen Gebäude mit Rasenfläche im Innenhof. Die frühere Theaterhalle der Schule am Meer ist heute Bestandteil der Jugendherberge. Arche und Theaterhalle sollen bis 2020 abgerissen werden. Das frühere Mädchenhaus Gaurisankar wurde zum Rosenhaus der Jugendherberge aus- und umgebaut. Der ehemalige gemauerte Flaggenplatz der Schule am Meer besteht noch heute, allerdings ohne Flaggenmast. Relikte des einstigen botanischen Gartens der Schule grenzen westlich an die Arche an.
Das aus dem Heimatmuseum entstandene Küstenmuseum Juist ist in ehemals zur Schule gehörenden Gebäuden, in re und mi, angesiedelt. Es enthält heute unter vielen anderen Exponaten eine Dokumentation zur Schule am Meer. Die früheren Schulgebäude do und Neufundland sind in Gemeinde- und Privatbesitz.

## Weitere Namensträger
Die Bezeichnung der Schule am Meer hat in Deutschland nach dem Zweiten Weltkrieg auch bei neu gegründeten Bildungseinrichtungen Pate gestanden. Diese haben jedoch großteils eine andere Schulform und Zielsetzung:
- Büsum, Grund- und Gemeinschaftsschule, Gymnasium
- Cuxhaven, Förderschule
- Lübeck-Travemünde, Grund- und Gemeinschaftsschule
- Norden, Förderschule